# Néolithique du Proche-Orient

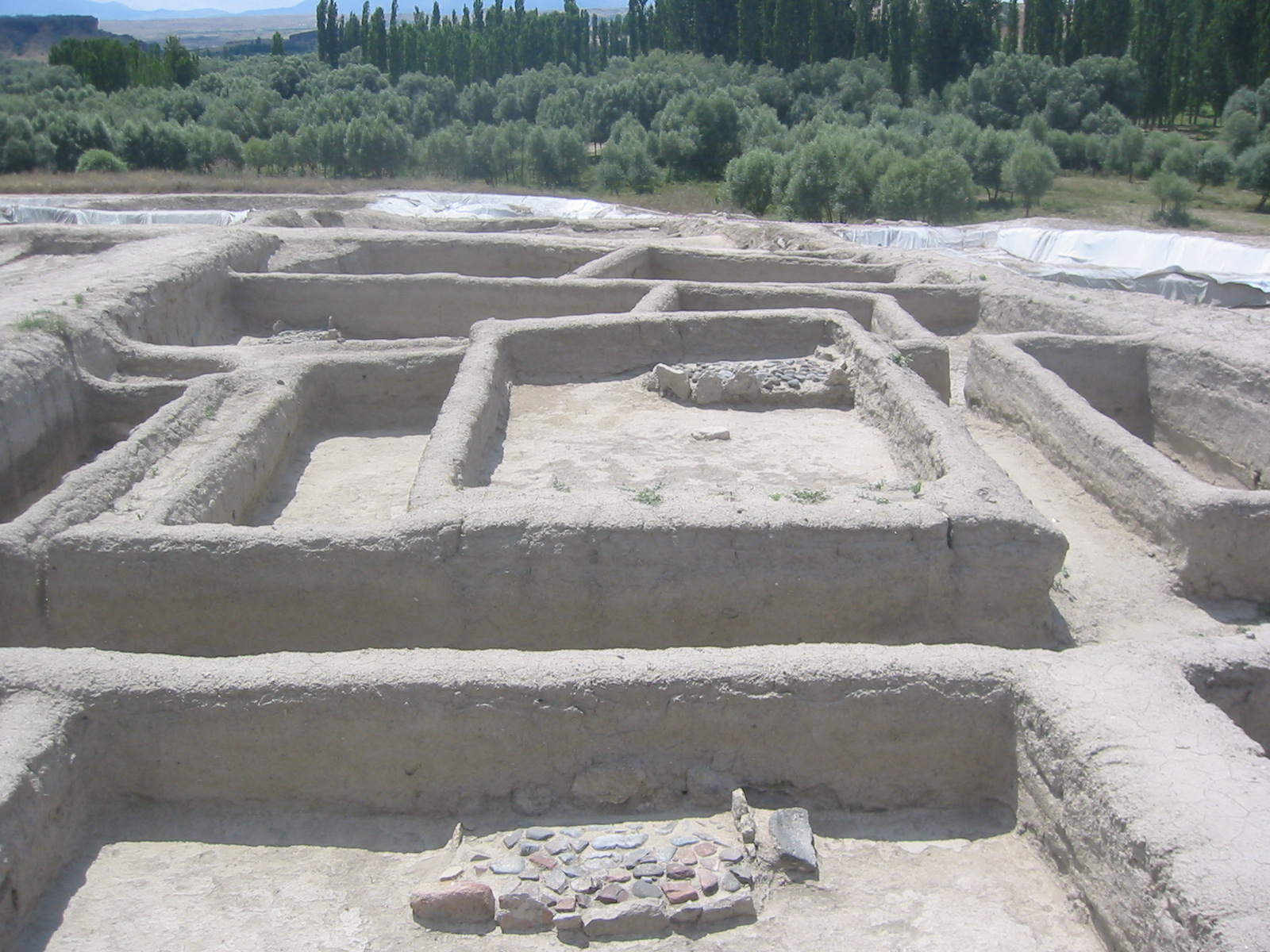
Zones de fouilles de résidences à Aşıklı Höyük (Turquie),

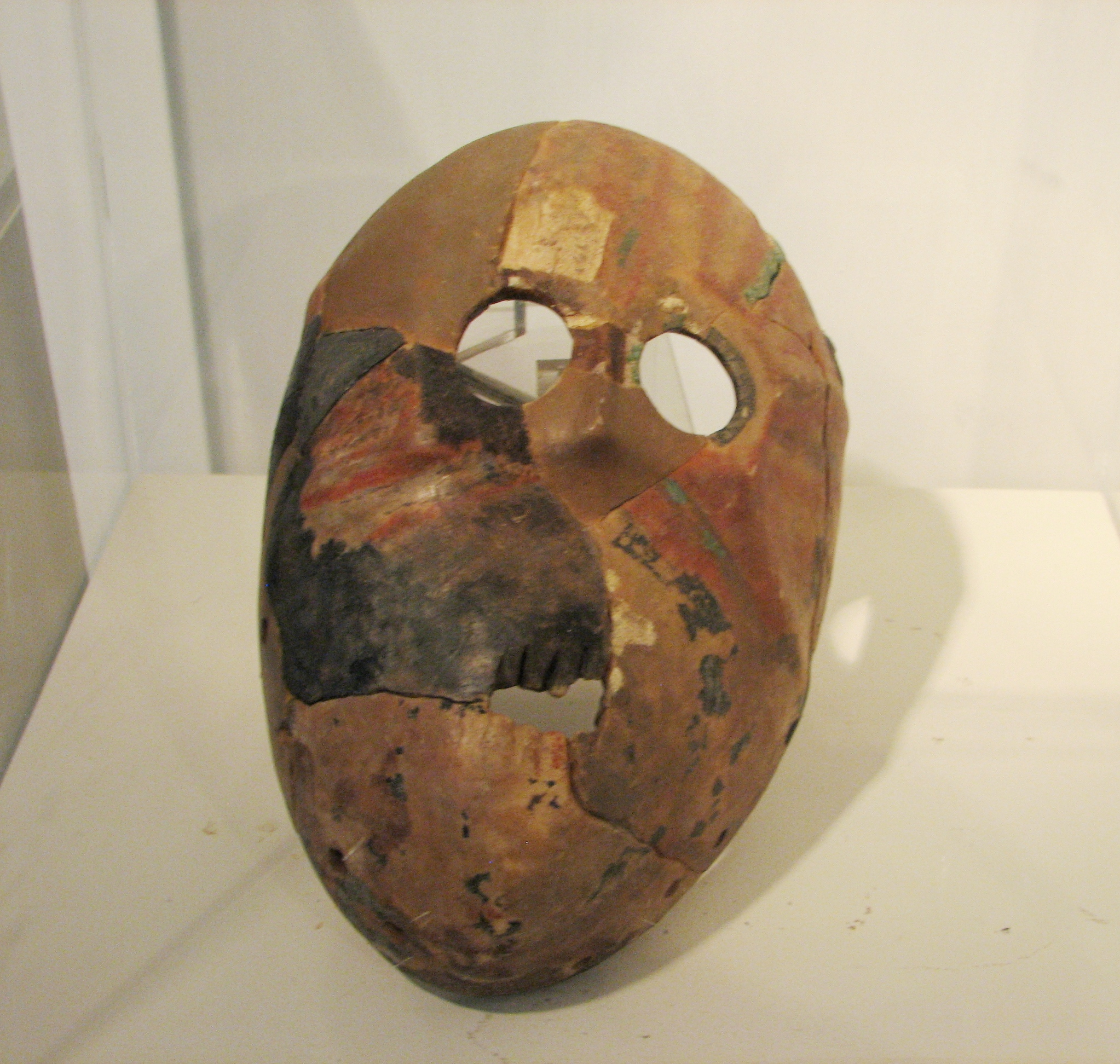
Réplique du masque en pierre de la grotte de Nahal Hemar (Israël), fin du, Musée de la Préhistoire Moshe Stekelis, Haifa.

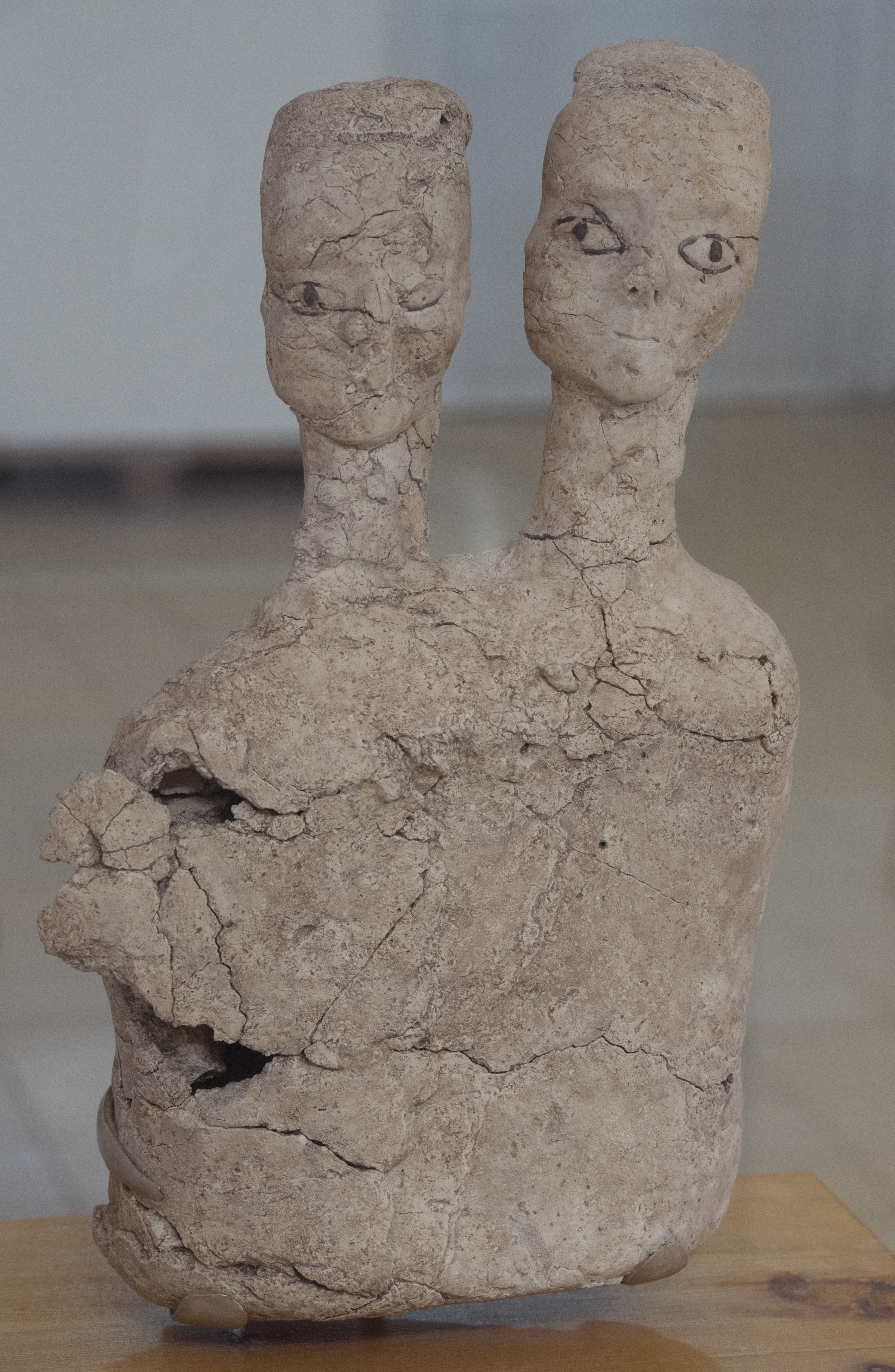
Statuettes en plâtre d’'Ain Ghazal (Jordanie), v. 7200-6500 av. J.-C.

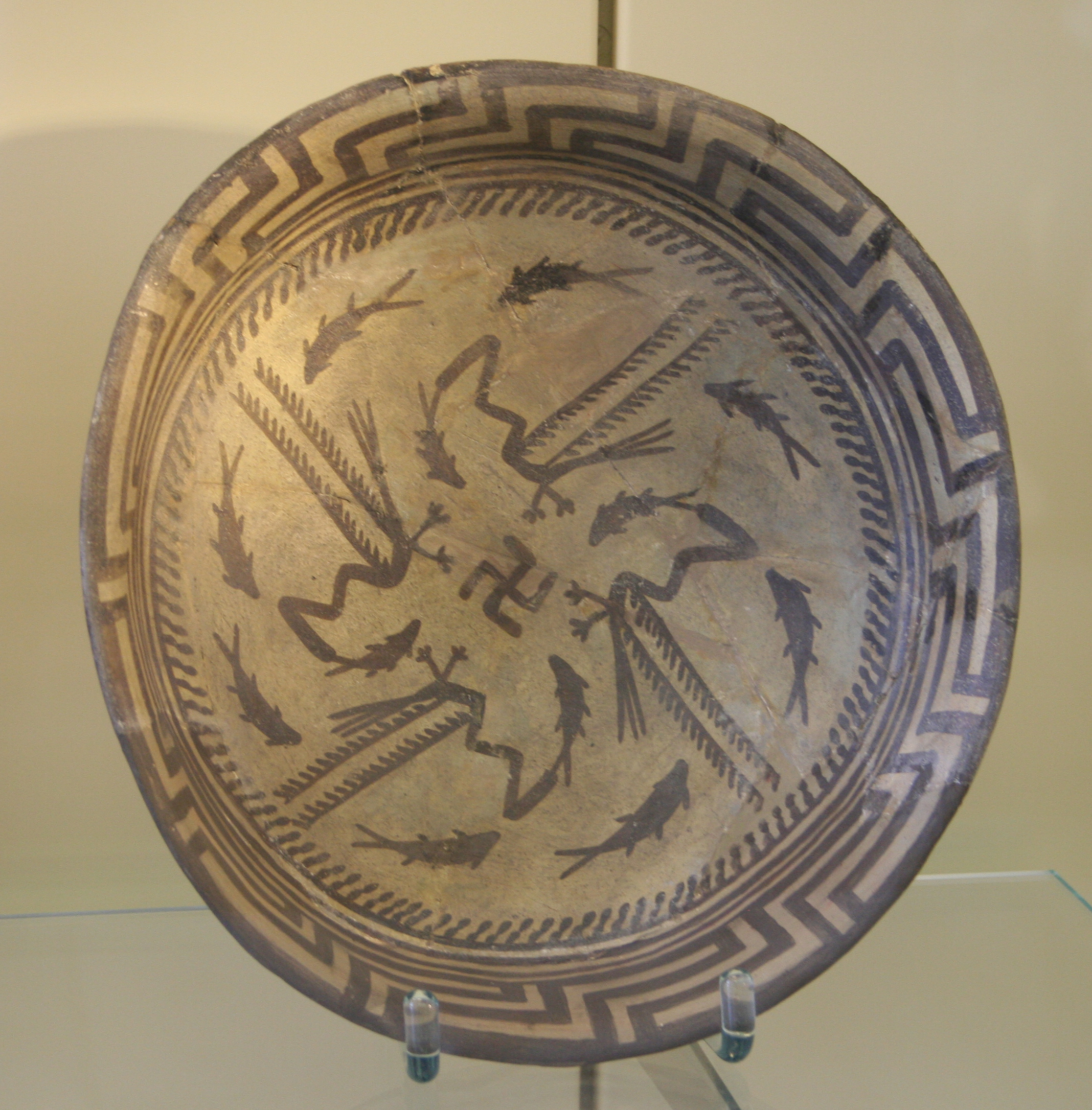
Coupe peinte de la période de Samarra (Irak central) : échassiers pêchant des poissons, autour d'une swastika, v. 6200-5800 av. J.-C. Pergamon Museum.

Le Néolithique du Proche-Orient est une période de la Préhistoire de l'Asie occidentale, qui débute par le passage d'un mode de vie paléolithique à un mode de vie néolithique et voit ensuite sa consolidation et sa pérennisation. C'est la partie du monde dans lequel ce changement se produit en premier. Il prend place entre le Levant et le Zagros occidental, incluant une partie de l'Anatolie, au début de l'Holocène, entre 10000 et 5500 av. J.-C. environ, soit 12000-7500 AP (avant le présent).
Cette période est marquée avant tout par l'adoption de l'agriculture (à dominante céréalière) et de l'élevage à la suite de la domestication de plantes et d'animaux, supplantant progressivement la chasse et la cueillette. Mais plus largement le processus de néolithisation passe par un ensemble d'évolutions de diverses nature, avec l'essor du mode de résidence sédentaire et villageois, l'élaboration d'une architecture de plus en plus complexe, le développement d'un outillage en pierre varié, notamment du mobilier en pierre polie, la fabrication des premières céramiques, aussi un art spécifique et des changements rituels qui accompagnent les évolutions mentales reliées au processus de néolithisation. C'est toute la société qui est bouleversée, que ce soit dans le domaine démographique ou dans son organisation. C'est donc un changement radical, qui a pu être caractérisé de « révolution néolithique » par G. Childe, un des phénomènes majeurs de l'évolution des sociétés humaines. Mais c'est un processus qui s'inscrit dans une très longue durée, complexe, qui se déroule de façon non linéaire, connaissant des phases de reflux et d'autres où les changements sont plus rapides. Il comprend de plus des variations selon les régions.
Les premiers éléments caractéristiques du mode de vie néolithique se mettent en place durant la phase finale du Paléolithique, appelée Épipaléolithique dans le contexte proche-oriental, notamment la période du Natoufien du Levant (v. 14500-10000 av. J.-C.) qui voit le développement du mode de vie sédentaire. Le processus de néolithisation du Proche-Orient s'entame au Xe millénaire av. J.-C. et s'achève vers 7500/7000 av. J.-C. Cette première phase est un Néolithique dit « précéramique », car comme son nom l'indique il ne connaît pas encore l'usage de la céramique, mais c'est lui qui fait l'apprentissage de l'agriculture et de l'élevage, et voit la généralisation de la sédentarité, entre autres. Les phases suivantes du Néolithique céramique (ou tardif), durent jusqu'au milieu du VIe millénaire av. J.-C. environ, et voient l'émergence de cultures régionales, et le mode de vie néolithique gagner de nouvelles régions. Elles s'achèvent quand commence à se développer la métallurgie qui marque le début des âges des métaux, et surtout une évolution plus marquée vers des organisations sociales et politiques plus hiérarchisées, prélude à l'apparition de l'État et au développement des premières sociétés « historiques » du Proche-Orient.
Les causes de la néolithisation ont fait l'objet de débats qui sont loin d'être clos. Est souvent mis en avant le lien avec les changements climatiques qui surviennent durant ces millénaires qui voient la fin de la dernière période glaciaire et le début de l'Holocène. Mais cette condition ne suffit pas à expliquer les évolutions économiques et sociales, qui sont sans doute liées à d'autres facteurs, peut-être la nécessité de s'adapter à une démographie plus importante, ou bien à des évolutions culturelles et mentales qui font que l'homme qui a désormais les moyens techniques nécessaires pour adopter un autre mode de vie se met progressivement à le faire.
Le Proche-Orient est en tout cas un foyer de néolithisation majeur à l'échelle globale, dont les découvertes sont adoptées progressivement par les régions voisines quand elles embrassent à leur tour le mode de vie néolithique, lui étant plus ou moins redevables selon les cas.

## Historique des études et problématiques

### La «révolution néolithique» et la recherche de ses causes

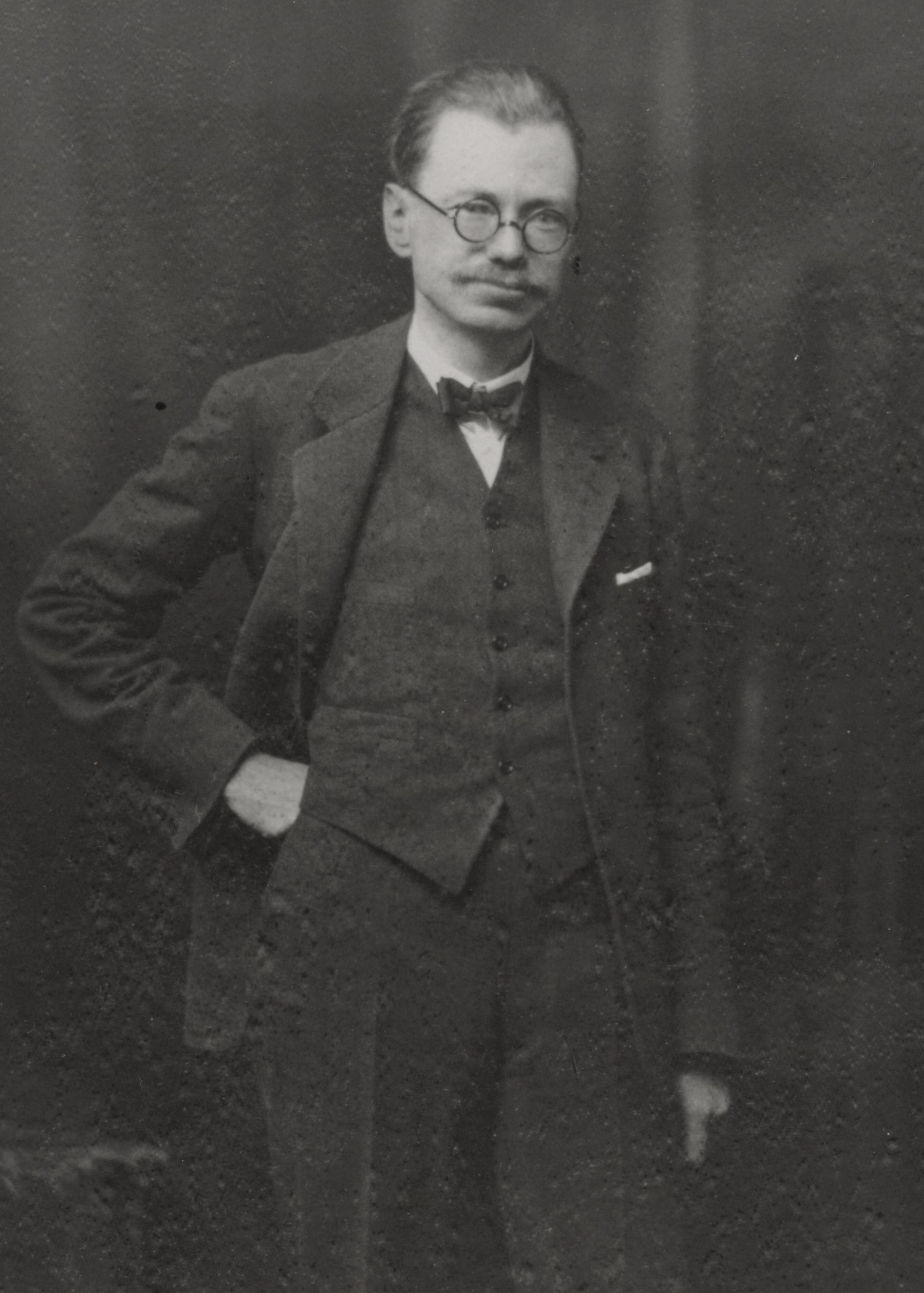
Vere Gordon Childe, qui a développé le concept de « révolution néolithique », photographie des années 1930.

Le concept de Néolithique est forgé en 1865, en même temps que celui de Paléolithique, par John Lubbock, prolongeant le système des « trois âges » (cuivre, bronze et fer) de Christian Jürgensen Thomsen. Il dépend alors seulement de critères techniques, en premier lieu le passage de la pierre taillée à la pierre polie. Le Néolithique prend plus de consistance dans les années 1920-1930 avec les travaux du préhistorien australien Vere Gordon Childe, notamment dans son ouvrage fondateur, Man Makes Himself (1936), qui déplace sa définition vers les aspects économiques et sociaux, quand il forge le concept de « révolution néolithique ». Il est transposé à partir de celui de révolution industrielle et ancré dans une vision progressiste de l'histoire humaine : il est marqué par l'émergence de sociétés villageoises productrices de nourriture, succède à la révolution de la domestication du feu et précède la « révolution urbaine » ; il pose donc les conditions pour l'émergence de la « civilisation ». Il caractérise ce phénomène par plusieurs traits majeurs : culture des plantes, élevage des animaux, qui entraînent une croissance démographique, engendrent des surplus, permettent la sédentarité ; il considère certes ces sociétés comme largement auto-suffisantes, mais admet qu'elles échangent entre elles des biens de luxe ; elles sont en mesure d'entreprendre des travaux collectifs et coopératifs, notamment pour l'agriculture et la sécurité de leurs ressources, en mettant en place des organisations politiques claniques, consolidées par des aspects magiques et religieux ; du point de vue matériel, le Néolithique est selon lui caractérisé par les objets en pierre polie, la céramique, et des instruments de tissage. Ce modèle a évidemment été amendé, mais il reste en partie valable lorsqu'il s'agit de déterminer le « package » néolithique (voir plus bas).

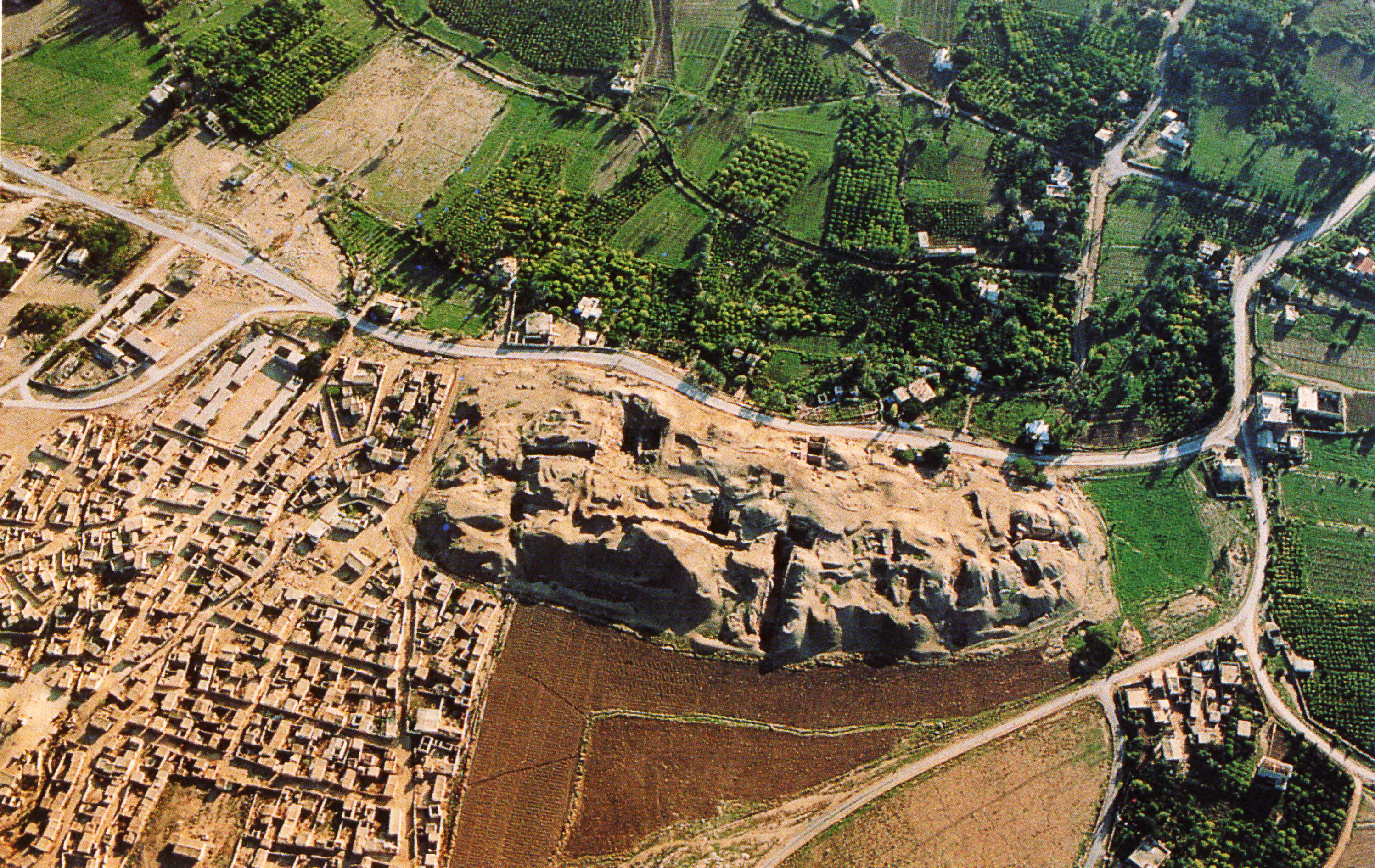
Vue aérienne de Tell es-Sultan, le site archéologique de Jéricho (Palestine).

Les recherches à compter des années d'après-guerre ont permis de mieux poser les caractéristiques des sociétés néolithiques, grâce à de nouvelles découvertes. Par exemple les fouilles des sites du Natoufien des années 1950-1960 ont permis de déterminer que ces villages étaient peuplés par des chasseurs-cueilleurs, donc que la sédentarisation précédait la domestication, et ne pouvait être vue comme une conséquence de celle-ci comme on le pensait alors. Dans les années 1950, Kathleen Kenyon jette les bases de la chronologie du Néolithique du Levant à partir des fouilles menées à Jéricho (Tell es-Sultan), en mettant notamment en évidence des phases d'un « Néolithique précéramique » (Pre-Pottery Neolithic). Ce modèle reste employé même s'il présente des limites, notamment parce qu'il qualifie pour les périodes anciennes des sociétés de « néolithiques » alors qu'elles ne le sont pas vraiment. L’exploitation des données des fouilles récentes font encore évoluer les connaissances sur le processus de néolithisation, en mettant notamment en évidence la pluralité des foyers de domestications (en partie grâce au secours des études génétiques), ou encore avec la découverte du sanctuaire de Göbekli Tepe en Turquie qui met en lumière les aspects religieux et rituels des débuts des sociétés néolithiques,. La confrontation de la situation du Proche-Orient à celle des autres sociétés connues par l'archéologie ayant expérimenté le processus de néolithisation, de façon endogène ou pas, permet également de faire évoluer la compréhension du Néolithique en révélant des éléments communs et des spécificités,, et les travaux ethnographiques viennent en appui pour élaborer des modèles explicatifs à partir des données archéologiques préhistoriques.
Partant de cela, la recherche des causes a souvent dominé l'agenda des recherches, et donné lieu à un ensemble divers de propositions, souvent focalisées sur la question de l'origine des domestications, mais prenant également le phénomène de néolithisation dans ses différentes composantes.
Childe, reprenant les idées de R. Pumpelly, était un partisan de la « théorie des oasis » : la fin de la dernière ère glaciaire a entraîné un climat plus aride, obligeant hommes et animaux du Moyen-Orient, à se réfugier dans les plaines des rivières et les oasis, où se trouvaient aussi les céréales sauvages, et cette coexistence dans ces espaces réduits aurait entraîné le début de l'agriculture et de l'élevage. Après lui, R. Braidwood, à partir de ses recherches dans le Zagros dans les années 1950 (« Hilly flanks theory ») oriente la recherche des causes vers des critères sociaux et culturels : si le Néolithique se produit, c'est parce que les sociétés étaient prêtes matériellement et culturellement, notamment parce qu'elles disposaient de l'outillage et des connaissances nécessaires à l'agriculture et à la transformation des aliments. L. Binford formule à partir de la fin des années 1960 une explication combinant démographie et environnement, reposant sur l'idée que les communautés de l'Épipaléolithique du Levant connaissaient une croissance démographique, ce qui se serait combiné avec la remontée du niveau des mers liée à la fin de l'ère glaciaire, et aurait créé un « stress » pour l'accès aux ressources alimentaires car l'espace par personne s'était réduit, ce qui aurait suscité un mouvement migratoire vers des espaces marginaux jusqu'alors dépeuplés, où les migrants auraient emporté avec eux céréales et animaux en les domestiquant. D'autres explications fonctionnalistes similaires, mettant en avant les réponses adaptatives des sociétés aux changements environnementaux et/ou démographiques, sont formulées par la suite. Cela repose donc sur l'idée que les sociétés sont contraintes par divers facteurs de passer au stade néolithique. L'étape suivante propose une autre approche, et voit un retour des explications culturelles et cognitives. Le modèle de J. Cauvin, formulé dans les années 1980-1990, identifie une « révolution des symboles », un changement de rapport des humains au monde qui les entoure, cause unique selon lui à l'origine des changements sociaux, économiques et matériels qui s'observent durant la néolithisation. I. Hodder a également formulé des propositions portant sur les changements mentaux ayant lieu au Néolithique, mais il ne les voit pas tant comme une cause que comme des évolutions accompagnant les autres changements. Comme cette perspective, les modèles explicatifs prenant en compte les interactions possibles entre les changements sociaux, économiques et mentaux, également climatiques, prennent le devant à compter des années 2000.

### Un phénomène long et complexe
Le phénomène de néolithisation est désormais considéré comme un processus long et complexe, non-linéaire, caractérisé certes par le passage d'une économie de chasseurs-cueilleurs à celle d'agriculteurs-éleveurs, mais englobant bien d'autres évolutions techniques, sociales et mentales qui accompagnent le phénomène, et sont manifestement liées par des relations de causalité. Pour résumer les approches actuelles sur le Néolithique et la néolithisation en tant que processus qui recouvre plusieurs changements sur un très long terme.
Selon Ç. Çilingiroğlu :

« Le « Néolithique » implique plus que des développements technologiques, l'apparition de plantes et d'animaux domestiques ou la sédentarité. Désormais, le terme est généralement accepté pour englober les aspects technologiques, économiques, sociaux et idéologiques dans leur ensemble, donc « le mode de vie néolithique ». »

Et pour A. Goring-Morris et A. Belfer-Cohen :

« Le concept de néolithisation impliqua beaucoup plus que la domestication des plantes et des animaux, car les processus de néolithisation impliquaient également la « domestication » du feu (développements pyrotechnologiques conduisant finalement à la production de poterie) et de l'eau (gestion sous la forme de puits et d'irrigation). De plus, et d’une importance capitale, la « domestication » sociale avec de nouveaux moyens de façonner l'identité et l'interaction de la communauté, dont l'essence même a changé ; ceux-ci vont de la constitution de liens par la parenté, des réseaux d'échange, de la spécialisation artisanale, des festins, etc., jusqu'à la rivalité, aux frontières politiques et à la violence conflictuelle intra- et intercommunautaire. En fin de compte, la « révolution néolithique », au Proche-Orient au moins, a été un processus de long terme, progressif et non dirigé, marqué par des événements de seuil, dont l'issue n'était nullement certaine. »

Afin de définir ce que sont les sociétés néolithiques, s'est diffusé le concept de « package » néolithique, sur les bases des critères posés par Childe, qui sont les caractéristiques attendues des sociétés néolithisées, mais qui reste somme toute assez vague. Ces traits comprennent à la base les « premières fois » que l'on retrouve au Néolithique : « espaces construits indiquant une habitation permanente, animaux domestiques, céréales cultivées et légumineuses indiquant la production alimentaire, récipients en poterie indiquant le stockage et cuisson, objets en pierre polie indiquant la transformation des aliments, haches indiquant une nouvelle technologie de finition des outils en pierre par polissage » (M. Özdoğan, qui parle comme d'autres de « Neolithic Way of Life »),. Mais dans le détail l'assemblage matériel varie selon les régions et les époques. Une autre manière de regrouper les premières sociétés néolithiques dans leur ensemble autour d'éléments communs, matériels ou pas, et en dépit de leur diversité régionale, est de recourir au terme de koinè, « somme des traits communs à plusieurs groupes humains ».
Ces nouvelles approches s'accompagnent de la formulation de modèles plus complexes, devant prendre en compte une pluralité de phénomènes sur un très long terme, puisque la tendance est de plus en plus à remonter jusqu'aux débuts de l'Épipaléolithique, vers 20 000 av. J.-C., dix millénaires avant le début du Néolithique. Ainsi une forme de déconstruction du concept de « révolution néolithique » s'est faite par la mise en évidence du fait que beaucoup si ce n'est l'intégralité des composantes du « package » néolithique existaient déjà dans les sociétés ayant précédé la néolithisation, au moins celles de l'Épipaléolithique final, si ce n'est avant. Le Néolithique n'est donc pas si révolutionnaire que ça : il apparaît plutôt comme la période durant laquelle ces éléments ont été développés et intégrés dans un processus de changements sociaux, économiques et mentaux mené à son terme. Cette approche aboutit également à la mise en évidence de phases de reflux dans le processus de néolithisation, qui est sans doute arrivé après un succession de tentatives n'ayant pas débouché sur la constitution de sociétés néolithiques.

## Cadre géographique, paysages et environnement

### Les principaux ensembles géographiques

Localisation des principaux ensembles géographiques du Néolithique du Proche-Orient.

Le Proche-Orient est entendu dans les études sur le Néolithique comme une région allant de la mer Méditerranée jusqu'au Zagros, de la mer Rouge et du golfe Persique jusqu'aux monts Taurus, ensemble auquel on inclut couramment Chypre et l'Anatolie centrale parce qu'elles participent rapidement au processus de néolithisation. On peut aussi parler d'« Asie du sud-ouest ». Cette vaste région comprend une grande diversité de milieux naturels et paysages, regroupés en plusieurs grandes zones suivant des critères géographiques et aussi culturels,. On y trouve notamment le « Croissant fertile », concept qui trouve son origine dans les travaux de James Henry Breasted, qui dans son acception actuelle est un espace biogéographique qui s'étend en gros sur le Levant et les versants et piémonts du Taurus et du Zagros, et comprend les plantes et animaux sauvages à l'origine des premières espèces domestiquées.

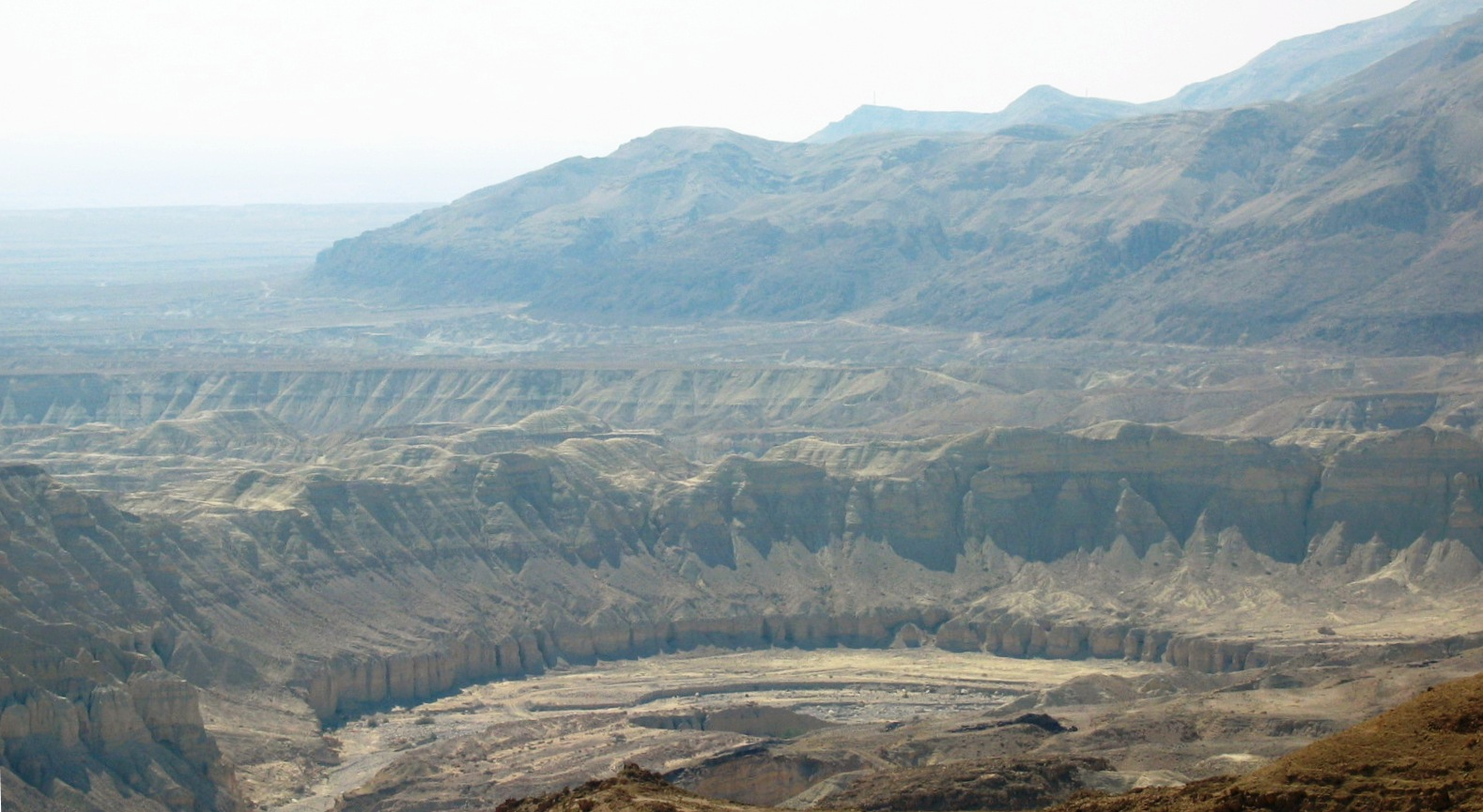
Désert de Judée, canyon de Nahal Hemar (Israël).

Le Levant, situé à l'est de la Méditerranée orientale, est caractérisé par des alternances de milieux étirés dans un sens nord-sud : la plaine côtière à l'ouest, plus large que de nos jours durant l'Épipaléolithique et le Néolithique puisque le niveau de la mer était plus bas, puis en progressant vers l'est se rencontrent d'abord des piémonts s'élevant progressivement pour former des chaînes montagneuses souvent bien boisées allant jusqu'à 2 000 mètres d'altitude, puis une nouvelle zone basse, le Rift ou « corridor/couloir levantin », axe structurant qui descend au sud en dessous du niveau de la mer, puis un espace de plateau plus élevés, et enfin une lente descente vers le désert arabique. Cette région est divisée en trois ensembles géographiques, parfois deux, qui présentent le même découpage ouest-est.
- Le Levant sud, au nord du Sinaï et du Néguev, qui comprend la plaine côtière, puis les monts de Haute-Galilée et de Judée, la plaine du Jourdain avec la mer Morte et le lac de Tibériade, et celle de l'Arabah au sud, et enfin les plateaux transjordaniens à l'est[26],[27].
- Le Levant central (parfois rattaché au Levant nord, dont il est alors la partie « haute », d'autres fois en partie regroupé avec le Levant sud), entre l'oasis de Damas (incluse) au sud et la trouée de Homs au nord, avec la plaine côtière du Liban, les monts du Liban, la vallée du Litani et la plaine de la Bekaa, puis les monts de l'Anti-Liban, dont les pentes orientales abritent la Ghouta autour de Damas, et enfin le désert[28],[27].
- Le Levant nord, qui correspond en gros à la Syrie occidentale, comprend la plaine côtière syrienne, plus large ici qu'ailleurs au Levant, puis les montagnes des Alaouites et l'Amanus, ensuite la vallée de l'Oronte, la plaine de l'Amuq, puis les plateaux de Syrie centrale, et limité à l'est par l'Euphrate, la région du Moyen-Euphrate, qui peut être vue comme un autre « corridor »[29],[27].

La Mésopotamie au sens large comprend les régions découpées par le Tigre et l'Euphrate, les deux principaux fleuves du Moyen-Orient.
- L'Anatolie du sud-est, qui est la partie la plus septentrionale de la Haute Mésopotamie puisqu'elle est structurée par les hautes vallées du Tigre et de l'Euphrate, est une région de seuil dont l'altitude décline d'environ 800 à 300 mètres d'altitude du nord au sud, entre les régions hautes du Taurus oriental situées au nord, où les deux fleuves prennent naissance, et les plateaux de la Djézireh vers lesquels ils coulent ; les vallées sont étroites, mais par endroits elles s'élargissent en alvéoles où se nichent les communautés humaines ; à l'ouest se trouvent les montagnes de l'Anti-Taurus[30],[31].
- La Djézireh, l'« île », qui couvre la majeure partie de la Haute Mésopotamie, est une région de plateaux de 250/300 m d'altitude en moyenne, incisés par le Tigre, l'Euphrate, et deux affluents de ce dernier, le Balikh et le Khabur, divisée entre une Haute Djézireh, au nord nord-est, plus arrosée, et une Basse Djézireh au sud sud-ouest, plus aride[32].
- La plaine alluviale et deltaïque mésopotamienne est une vaste région au climat actuellement très aride, très plane et très peu élevée, où les deux fleuves se rejoignent pour former un delta, très marécageux en aval, avant de se jeter dans le golfe Persique, qui au début du Néolithique était situé beaucoup plus loin que de nos jours en raison du plus bas niveau des mers (durant le maximum de l'époque glaciaire tardive peut-être jusqu'au niveau du golfe d'Oman)[33].

Aux extrémités nord et est se trouvent plusieurs zones hautes, avec la présence des chaînes montagneuses de l'arc Taurus-Zagros, abritant des régions élevées qui sont pour plusieurs si ce n'est des foyers au moins des régions ayant activement participé au succès du mode de vie néolithique.
- Le Zagros, ici surtout concerné pour ses parties occidentales et centrales, est une chaîne constituée de plis parallèles d'orientation nord-ouest/sud-est, incisée par de nombreuses dépressions formées par des cours d'eau qui coulent vers la Mésopotamie (pour les plus importants, du nord au sud : Grand Zab, Petit Zab, Diyala, Karkheh, Karun), qui forment des vallées profondes, souvent exiguës et isolées les unes des autres, expliquant que les cultures néolithiques semblent segmentées entre celles-ci ; le versant sud-ouest, plus arrosé, se termine par une zone de piémont vers la Mésopotamie[34].
- L'Anatolie centrale, séparée du Levant nord par les monts Taurus, est une région de plateaux élevés, à plus de 1 000 mètres d'altitude, avec une partie orientale plus aride, où se trouve le Lac Tuz, lac salé, et des cônes volcaniques, et une partie occidentale plus boisée, avec une région de lacs au sud-ouest[30].

L'extrémité nord-ouest du désert d'Arabie est en fait une steppe, plus ou moins ouverte suivant les fluctuations climatiques. Durant l'époque néolithique elle comprend donc de grandes variations dans le peuplement. S'y trouvent aux périodes plus humides quelques cours d'eau temporaires et des lacs, et surtout des sources artésiennes permettant de former des oasis (el Kowm, Azraq).
L'île de Chypre est aussi une composante géographique du Néolithique proche-oriental. Troisième île méditerranéenne par sa taille, située à 100 kilomètres de la côte du Levant nord, elle comprend trois ensembles d'orientation est-ouest qui se succèdent du nord au sud : le long de sa côte nord les montagnes de la chaîne de Kyrenia, puis la plaine de la Mésorée, et au centre-ouest le massif de Tróodos. Le littoral méridional comprend les principales régions d'implantation préhistoriques et antiques, notamment autour de la péninsule d'Akrotiri et la plaine de Larnaca.

### Les fluctuations climatiques et leur impact
Le Néolithique proche-oriental se produit au moment où se termine la dernière période glaciaire et où débute l'Holocène. Cette période ne peut néanmoins être résumée à un simple réchauffement progressif, puisque le climat connaît plusieurs fluctuations durant les phases correspondant à l'Épipaléolithique et au Néolithique :
- le maximum tardiglaciaire, d'environ 23/22000 à 17000 av. J.-C., est la phase la plus froide et sèche de cette époque, avant une phase de lent réchauffement et surtout de hausse des précipitations, permettant un lent recul des zones semi-arides[37],[38] ;
- la phase Bölling-Alleröd, entamée à partir d'environ 12700-12500 av. J.-C. et dure peut-être jusqu'à 11/10800 av. J.-C., plus chaud et humide, ce qui permet une extension des zones boisées au Levant sud, et en Anatolie des zones herbeuses et humides (notamment les lacs)[37],[38],[39] ;
- le Dryas récent, qui débuterait au plus tôt vers 11000 et se terminerait vers 9700 av. J.-C. (une estimation longue va jusqu'en 9000), est une période froide et sèche[37],[38],[39] ; une étude conduite pour le Levant sud semble cependant conclure que la période n'y est pas plus sèche que la précédente, même si elle est plus froide[40] ;
- le début de l'Holocène, voit un adoucissement du climat, pourrait avoir été d'abord sec, avant un changement plus rapide vers 8200-8000 av. J.-C., certains le faisant débuter vers 7500 av. J.-C. ; le climat étant ensuite plus humide (la mousson estivale remontait plus au nord que de nos jours), le plus humide observé sur les 25 000 dernières années au Levant et dans la Méditerranée orientale[37],[41], le désert d'Arabie recevant en moyenne plus de précipitations sur la période 8000-4000 av. J.-C. que de nos jours[42], de même que le sud mésopotamien qui était sans doute plus marécageux[43] ;
- cette période est perturbée par l'événement climatique de 8200 AP, soit en gros 6200 av. J.-C., épisode froid et aride, qui dure entre 160 et 200 ans[38],[44].

Ces variations des températures et des précipitations ont eu des impacts significatifs sur les milieux naturels, impact qui ont été différenciés selon les espaces, puisqu'ils ont probablement moins affecté les vallées que les zones steppiques. Dans ces dernières, l'occupation humaine semble bien fluctuer en fonction de ces évolutions,. Dans les régions du Levant et de Haute Mésopotamie ce sont les variations des précipitations (surtout concentrées en hiver), qui peuvent être très amples d'une année sur l'autre dans les conditions actuelles, qui ont un impact fort sur les sociétés humaines, plus que les fluctuations de températures. On admet qu'il faut à peu près 200 mm de précipitations annuelles pour pratiquer une agriculture sans apport artificiel d'eau (« sèche »), or dans les zones à la jonction des espaces arides cette limite peut être dépassée une année, puis ne pas être atteinte la suivante. Le « Croissant fertile », où l'agriculture a pris naissance, voit donc ses limites géographiques se déplacer, que ce soit selon les évolutions climatiques de long terme, ou bien selon les variations interannuelles des précipitations.
La question de savoir comment les groupes humains se sont adaptés à ces évolutions environnementales ne fait pas toujours consensus, puisque plusieurs réponses sont envisageables à un même phénomène et que les données archéologiques ne sont pas sans équivoque : ainsi le Dryas récent est couramment invoqué pour expliquer les changements survenus dans le peuplement au Natoufien récent, mais pour certains il aurait uniquement causé un déclin de la sédentarité, pour d'autres provoqué une intensification de l'exploitation des milieux par certains villages sédentaires, conduisant aux domestications des plantes et des animaux. Sans forcément être vue comme une cause de la néolithisation, l'évolution du climat est en tout cas une donnée à prendre en considération, car elle crée les conditions pour sa mise en place. En effet, la coïncidence entre le début de l'Holocène et celui de l'agriculture (et plus largement du Néolithique) est trop frappante pour être fortuite,,, d'autant plus que cette évolution s'observe dans d'autres régions du Monde.

### L'impact environnemental des activités humaines
D'un autre côté, la mise en place du mode de vie néolithique fait que les humains sont amenés à de plus en plus modifier leur environnement, à façonner les paysages, donc à accentuer l'anthropisation. Cette dernière n'est certes pas une nouveauté de l'époque, puisque les humains modifient leur environnement au moins depuis la domestication du feu et que les chasseurs-cueilleurs ont fait évoluer leur rapport à l'environnement en mettant en pratique des méthodes de contrôle de certaines plantes et de troupeaux d'animaux sauvages (chasse sélective). Mais au Néolithique une nouvelle étape est franchie dans cette évolution avec l'apparition et l'expansion de l'agriculture et de l'élevage. C'est ce qui a pu être qualifié en termes scientifiques comme une « construction de niche », ou une « ingénierie d'écosystèmes », concepts repris de la biologie et originellement destinés à expliquer les comportements aménageurs de certaines espèces animales (comme les castors). La mise en place de l'économie agro-pastorale a entraîné un mouvement ininterrompu de modification de l'environnement, qui connaît dès les débuts une expansion vers de nouvelles régions, aussi la manipulation de plantes et animaux aboutissant à leur modification génétique (sélection artificielle), puis à leur dispersion en dehors de leur milieu naturel, modifiant encore plus d'écosystèmes. Ces changements impactent en retour les humains, qui doivent s'adapter aux évolutions qu'ils ont entraînées sur les objets de la domestication, devant notamment ajuster leurs pratiques culturales afin de nourrir les animaux, ou mettre en place des pratiques de gestion de l'eau (qui conduisent à l'apparition de l'irrigation). L'augmentation démographique due à l'adoption de l'agriculture et de l'élevage incitent du reste à cette expansion. Le phénomène est donc marqué par des boucles de rétroaction, les conséquences ayant en retour des effets amplificateurs sur ce qui les a causées,,.

## Les phases du Néolithique du Proche-Orient

### Chronologie

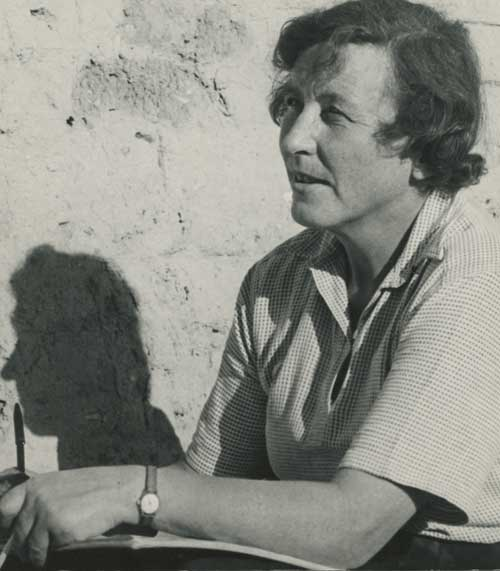
Kathleen Kenyon (1906-1978), directrice des fouilles de Jéricho (Tell es-Sultan) et inventeuse de la notion de Néolithique précéramique.

La périodisation du Néolithique du Proche-Orient comprend plusieurs systèmes. La terminologie du Levant dérive de celle déterminée à Jéricho (Tell es-Sultan) par Kathleen Kenyon, distinguant deux phases de « Néolithique précéramique » (Pre-Pottery Neolithic, abrégé PPN), A et B, et des phases de Néolithique à céramique (Pottery Neolithic), aujourd'hui plutôt considérées comme un Néolithique tardif (Late Neolithic). Cette chronologie a depuis été affinée : le Néolithique précéramique A est divisé en plusieurs cultures suivant la période et la région (Khiamien, Mureybétien, Sultanien), le Néolithique précéramique B est divisé en trois sous-périodes (ancienne, moyenne et récente), un Néolithique précéramique C a été proposé pour le Levant sud, et diverses cultures régionales pour les périodes tardives (Hassuna, Samarra en Mésopotamie). La périodisation du Levant pour la période précéramique a pu être étendue au sud-est Anatolien et à Chypre, parfois également au nord de l'Irak, en revanche elle n'est quasiment pas étendue à l'Anatolie centrale et au Zagros, où on retient néanmoins la distinction entre Néolithique acéramique et Néolithique avec céramique.
Pour les phases épipaléolithiques, ce sont les périodes déterminées dans les années 1930 par Dorothy Garrod, le Kébarien et le Natoufien du Levant sud et le Zarzien du Zagros, qui continuent à être employées. La première a été divisée en deux ou trois sous-périodes, et parfois étendue au Levant nord.
En fonction des régions et des sites, mais parfois aussi pour une même région, la datation de ces différentes phases peut varier selon les auteurs, qui optent au choix pour des datations avant J.-C. calibré, ou avant le présent calibré (l'écart entre les deux étant de 1 950 ans, souvent arrondi à 2 000 ans). Ces différentes datations sont encore bien souvent difficiles à concilier.
|                                    | Avant J.-C. Cal. | Avant le présent Cal. |
| Natoufien ancien                   | 12780-11180      | 14730-13130           |
| Natoufien récent                   | 11180-10040      | 13130-11990           |
| Néolithique précéramique A         | 10040-8940       | 11990-10890           |
| Néolithique précéramique B ancien  | 8940-8460        | 10890-10410           |
| Néolithique précéramique B moyen   | 8460-7560        | 10410-9510            |
| Néolithique précéramique B récent  | 7560-6940        | 9510-8890             |
| Néolithique précéramique B final/C | 6940-6400        | 8890-8350             |
| Néolithique tardif                 | 6400-5480        | 8350-7430             |

### Avant la néolithisation (v. 22000-10000 av. J.-C.)
Les périodes finales du Paléolithique sont désignées en Asie du sud-ouest comme un « Épipaléolithique », ce qui met l'accent sur la continuité avec le Paléolithique supérieur ; on parle rarement de mésolithique pour le Proche-Orient. Dans le Levant sud, se succèdent notamment le Kébarien (v. 19000-16000 av. J.-C.), le Kébarien géométrique (v. 15500-12500 av. J.-C.) puis le Natoufien (v. 12500-10000 av. J.-C.). Dans le Zagros, la culture locale est le Zarzien (v. 18000-10000 av. J.-C.). Dans le Caucase et la partie orientale de l'Anatolie on distingue parfois à la même époque un « Trialétien ». Mais l'Épipaléolithique n'a pas de dénomination locale dans la plupart de l'Anatolie.
Les groupes humains de cette époque sont des chasseurs-cueilleurs mobiles collectant un nombre très varié de ressources alimentaires. Ces groupes connaissent une évolution vers une territorialisation plus marquée de leur peuplement. Ils occupent des sites de différentes tailles où ils érigent des constructions circulaires, qu'ils peuplent suivant un rythme saisonnier, puis ils deviennent en partie sédentaires au Levant durant le Natoufien. Peut-être expérimentent-ils des formes d'agriculture et d'élevage pré-domestiques. Il est en tout cas désormais considéré que ces communautés de l'Épipaléolithique disposent de beaucoup des éléments qui devaient devenir les caractéristiques du mode de vie néolithique, et qu'elles en sont souvent à l'origine. Ainsi, le Néolithique ne marque pas le début de la transition vers l'agriculture. Selon N. Munro et L. Grosman, il doit plutôt être vu comme « une étape récente ou un point final au sein d'une plus grande transformation dans les dynamiques culturelles qui a commencé durant l'Épipaléolithique ».

#### L'Épipaléolithique ancien et moyen (v. 22000-12500 av. J.-C.)

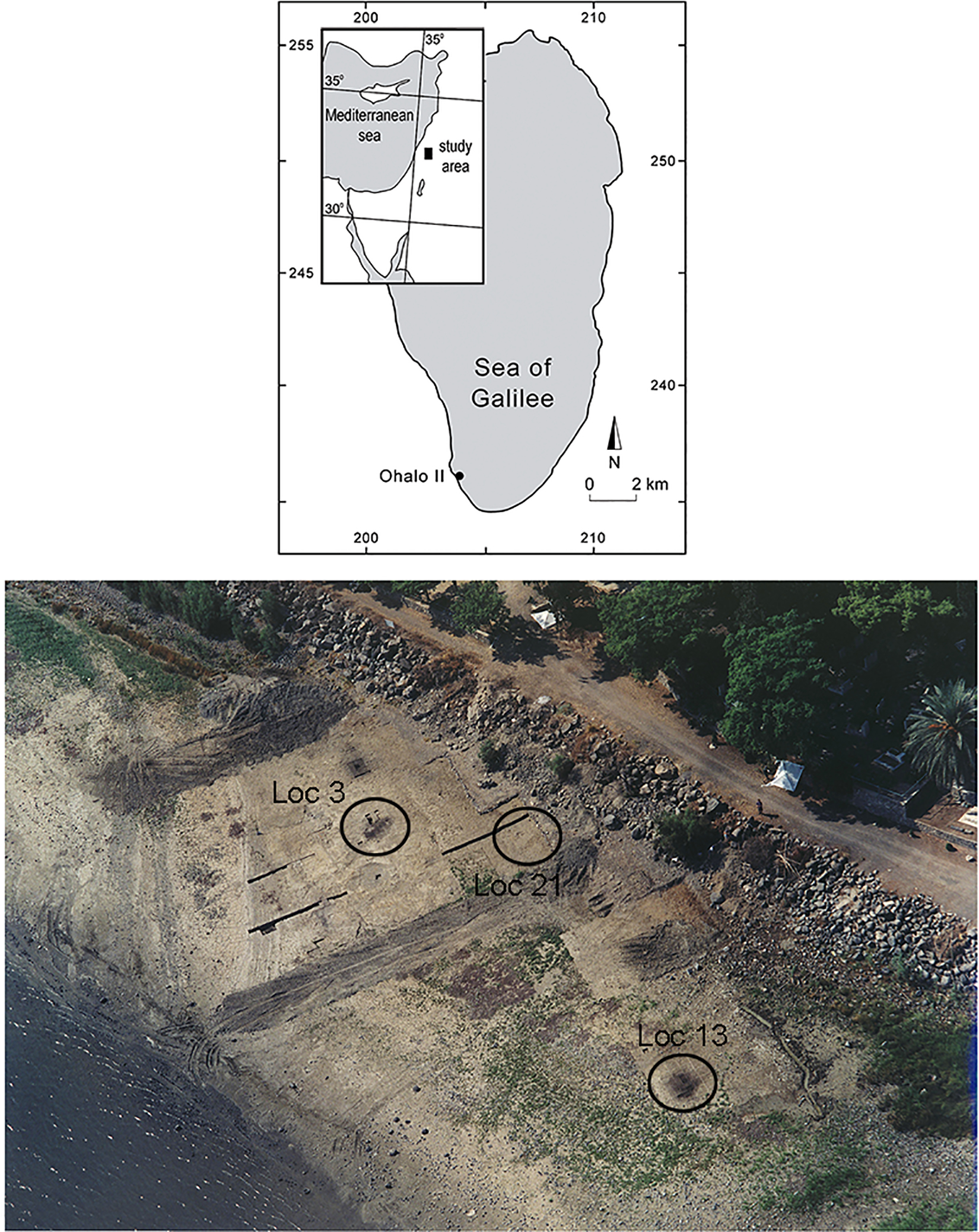
Localisation et vue aérienne du site d'Ohalo II (Israël).

Les principales entités de l'Épipaléolithique ancien du Levant sud sont le Masraquien (v. 22000-19000 av. J.-C.) puis le Kébarien à l'ouest (v. 19000-16000 av. J.-C.) et le Nizzanien à l'est dans les espaces arides (v. 18000-16000 av J.-C.). Elles sont caractérisées par des assemblages lithiques variés, ce qui est peut-être un reflet de la présence de plusieurs bandes occupant des espaces d'un ou deux milliers de km². Les sites sont petits, entre 25 et 100 m2 pour la plupart, rarement plus de 250 m2, mais le Nizzanien présente des sites de rassemblement bien plus vastes (v. 20 000 m2). Il s'agit de sites de plein air ou situés près d'abris rocheux ou des grottes, et les habitats identifiés sont de petites huttes circulaires semi-enterrées. Ohalo II (v. 21000 av. J.-C.), situé dans la vallée du Jourdain, à l'époque au bord du lac Huleh qui a depuis disparu, est de loin le mieux connu,. Sur la foi des découvertes qui y ont été faites, exceptionnelles pour l'époque et isolées, dues à la submersion du site qui a permis des conditions de préservation très favorables, la subsistance a pu être définie comme de type à « large spectre » : cueillette d'une grande variété de plantes (herbes, céréales sauvages, lentilles, figues, pistaches, amandes), chasse de la gazelle, des lièvres et renards (sur d'autres sites de la même époque les cervidés et la chèvre sauvage devaient être plus présents), et pêche dans le lac,,.
Le Kébarien géométrique (v. 15500-12500 av. J.-C.), correspondant à une phase moyenne de l'Épipaléolithique, est identifié au Levant entre le Sinaï au sud et l'oasis d'El Kowm en Syrie au nord. Il doit son nom aux microlithes en forme de trapèzes, rectangles ou triangles trouvés en grand nombre sur ces sites, et sont le seul moyen de caractériser cette période. En effet les sites d'habitats connus sont rares (Ein Gev III, Kharaneh IV, Umm el-Tlel 2), très peu ont été sondés, de même que les sépultures, aussi le mode de vie des groupes de cette période reste mal connu par rapport à la période précédente,.
Dans le Zagros, cette période marque la transition entre le Baradostien, un « Aurignacien du Zagros », et le Zarzien, qui couvre l'Épipaléolithique, mais est essentiellement connu pour ses phases récentes. De la même manière la transition entre le Paléolithique supérieur et l'Épipaléolithique est mal documentée dans le Taurus et l'Elbourz, qui partagent alors des traits communs avec le Zagros. On peut au mieux déterminer par le caractère montagneux des régions que la chasse devait porter avant tout sur les chèvres et moutons sauvages et les daims. Le peu de travaux récents sur ces régions empêche d'avoir une idée plus précise, et le développement de ces entités culturelles, définies vaguement, est sans doute encore mal compris.

#### L'Épipaléolithique récent (v. 12500-10000 av. J.-C.)

Localisation des sites du Natoufien et associés.

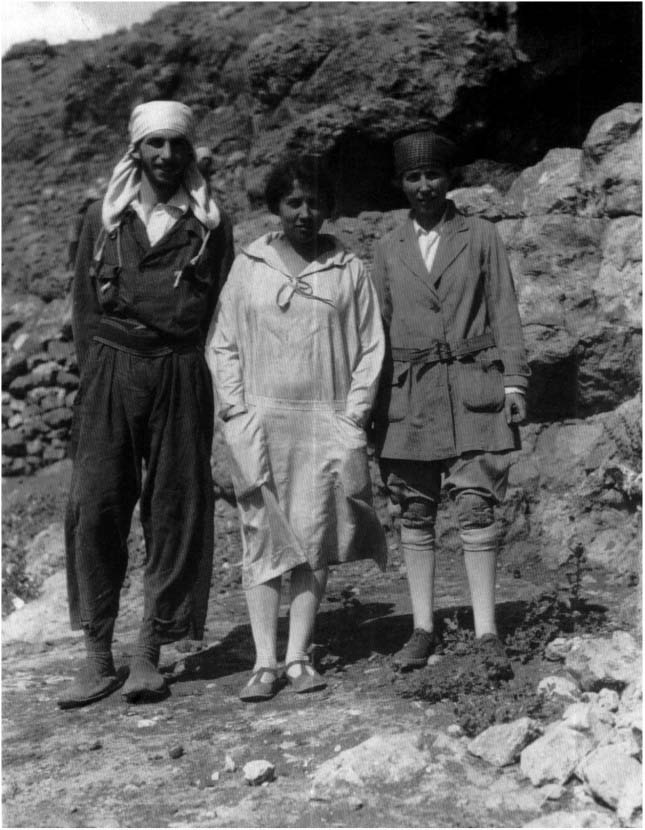
Dorothy Garrod (au centre) et deux collaborateurs devant la grotte de Shuqba en 1928, où ses fouilles repèrent la culture natoufienne.

Le Natoufien correspond à l'Épipaléolithique final du Levant. Il se développe apparemment à partir de la zone du Mont Carmel et de la Galilée dans le Levant sud où se trouve la plus forte concentration de sites de la période, mais désormais elle est attestée dans les différentes parties du Levant, jusqu'au Moyen-Euphrate, par des sites qui ont pu être inclus dans cette entité. Le Natoufien a été défini par Dorothy Garrod dans les années 1930 à partir de son industrie lithique, notamment divers types de microlithes. Par la suite il est apparu qu'il s'agissait de la période qui voyait les débuts de la sédentarisation, durant la première partie de la période, le Natoufien ancien (v. 13/12500-11500 av. J.-C.), qui profite manifestement des conditions favorables de l'adoucissement climatique Bölling-Alleröd. Les sites natoufiens sont établis en plein air (Mallaha, situé près d'un lac, et Wadi Hammeh 27 dans la vallée du Jourdain ; Beidha en Jordanie), sous des abris rocheux ou à l'entrée de grottes (Hayonim, Nahal Oren, El-Wad et d'autres sites du Mont Carmel, ou encore Shuqba dans le Wadi en-Natuf qui a laissé son nom à la période). Les plus vastes ne dépassent que rarement les 1 000 m2 et sont constitués comme durant les phases précédentes de petites constructions avant tout circulaires, ici semi-enterrées. Si certains de ces sites semblent occupés en permanence, les autres habitats sont temporaires, puisque le mode de vie des populations de chasseurs-cueilleurs de cette époque reste marqué par la mobilité d'au moins une partie du groupe (on parle de « semi-sédentarité »). Les stratégies de subsistance restent similaires à celles de l'époque précédente, potentiellement très diverses, même s'il semble y avoir une plus grande importance de la cueillette des céréales et de la chasse de la gazelle. Il a pu être proposé que soient pratiquées dès cette époque des formes d'agriculture ou d'élevage pré-domestiques, mais il n'y a rien de concluant allant en ce sens. Se développent aussi un mobilier de broyage, avec l'apparition de mortiers de plus en plus profonds. On suppose que les sociétés de la période restent égalitaires, même si quelques distinctions apparaissent dans le matériel funéraire et pourraient refléter des hiérarchies sociales. La seconde partie de la période, le Natoufien récent (v. 11500-9600 av. J.-C.), voit l'irruption de l'épisode froid et sec du Dryas récent, et c'est généralement à ces nouvelles conditions climatiques qu'on attribue le recul de la sédentarité à cette période, les groupes devant être plus mobiles afin d'obtenir des ressources alimentaires dans un environnement moins généreux. Mais cela est discuté. En tout état de cause le reflux concerne surtout le Levant sud, en revanche dans le Moyen-Euphrate les sites connaissent un essor (Mureybet, Abu Hureyra),,,.
Dans le reste du Moyen-Orient, la période est moins bien connue, et donc la définition d'aires culturelles est plus floue.

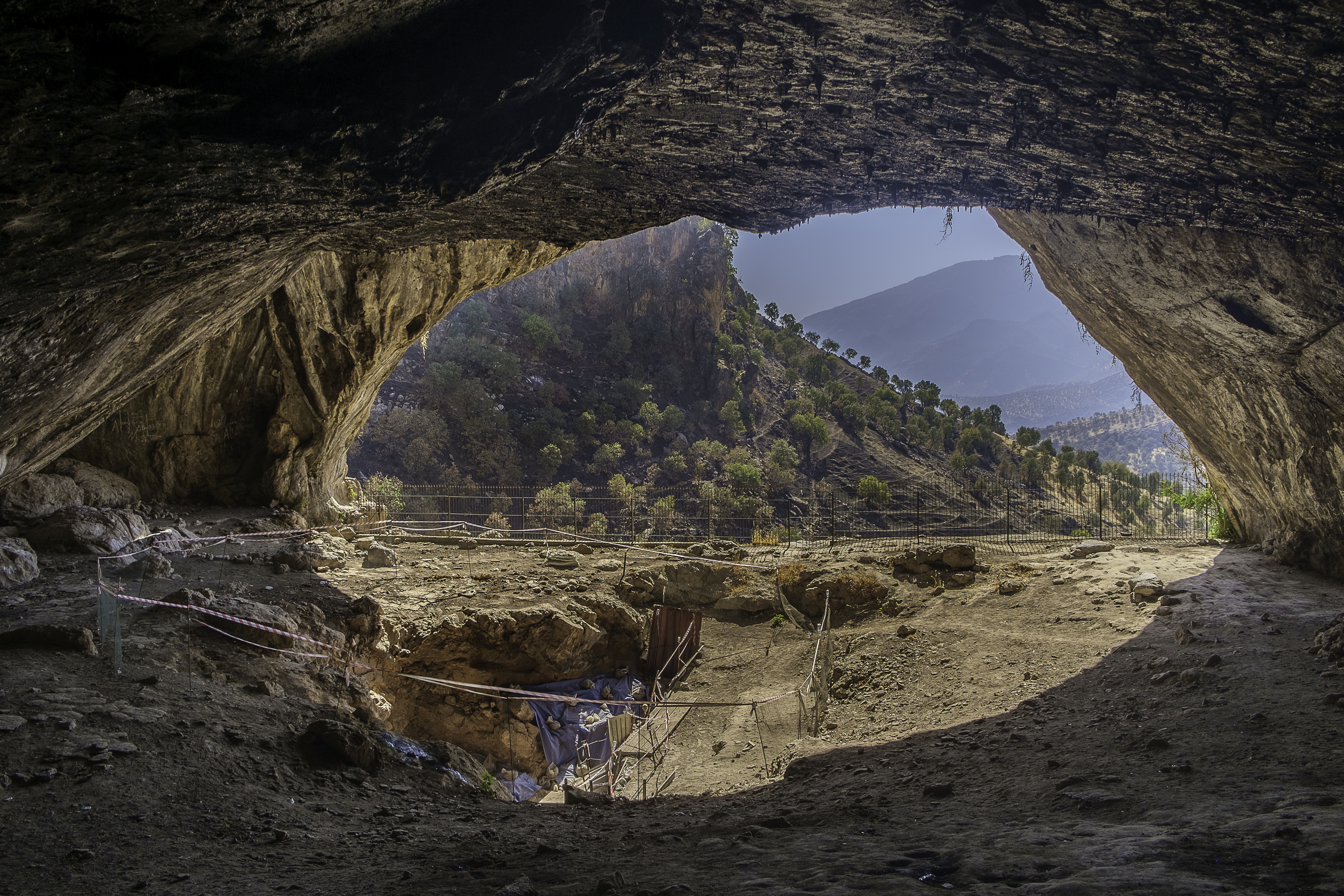
Intérieur de la grotte de Shanidar (Irak) avec, en avant plan, le chantier archéologique.

Le Zarzien du Zagros occidental, lui aussi défini par Dorothy Garrod à partir de son outillage lithique, est surtout connu pour l'Épipaléolithique final, là encore par des sites d'abris (Warwasi), de grottes (Zarzi, Shanidar, Palegawra) ou de plein air (Zawi Chemi Shanidar), un échantillon beaucoup plus limité que pour le Levant et surtout fouillé dans les années 1950-1960, ce qui fait que la période reste mal connue, jusqu'à son extension exacte. Des prospections effectuées dans les plaines du Marv Dasht et d'Arsanjan dans le Fars ont ainsi identifié un matériel apparenté au Zarzien, et y indiquent une occupation plutôt dense, avec des camps de base autour desquels se trouvent des sites satellites, surtout des grottes, mode d'occupation également proposé pour le Zagros central néolithique. Cette phase est marquée par un outillage microlithique composé notamment de petites lames de forme géométrique. Pour la fin de la période l'habitat est fait de huttes, là aussi circulaires, mais la sédentarité n'est pas confirmée. La subsistance repose sur la chasse de la chèvre et du mouton sauvages, du daim et de l'onagre, en revanche il n'y a pas de trouvailles permettant de déterminer les végétaux consommés, mais on suppose une cueillette de l'orge sauvage, de fruits, en particulier ceux à coque,. La phase tardive du Zarzien, parfois désignée comme un « post-Zarzien » ou un « proto-néolithique », durant le Dryas récent, semble voir un mode de vie moins mobile s'installer dans le Zagros, comme en témoignent les sites de Shanidar (pour cette époque un cimetière) et Zawi Chemi, et d'après ce que semblent indiquer les prospection du Zagros méridional. L'habitat se concentre plus dans les zones basses pour faire face au climat plus froid et la subsistance semble s'orienter plus vers les plantes.
Il est impossible d'approcher l'occupation humaine de la plaine alluviale mésopotamienne, où les alluvions déposés depuis recouvrent les occupations de l'époque, et celle des régions actuellement sous les eaux du golfe Persique mais qui étaient alors à sec. Néanmoins de l'outillage lithique « mésolithique » (avec des microlithes, burins, grattoirs), donc datable en gros de cette période, a été retrouvé lors de prospections de surface dans les collines de Burgan au Koweït.
Dans le Haut Tigre se développent vers la fin de la période des villages sédentaires, avec Demirköy, Körtik Tepe et Hallan Çemi, qui semblent culturellement plus proches du Zarzien que du Natoufien, et/ou bien à relier, dans un assemblage parfois désigné comme « Trialétien », avec les sites en grotte des rives sud de la Caspienne datés très approximativement de l'Épipaléolithique (Ali Tappeh, Dam Dam Chechme), assemblage qu'il faut peut-être scinder en variantes régionales.
L'Épipaléolithique d'Anatolie centrale reste mal connu. Le site de Pınarbaşı dans la région de Konya sert de campement à des groupes de chasseurs-cueilleurs à partir de 13000 av. J.-C. L'obsidienne exploitée dans le voisinage a sans doute créé des contacts avec le Levant natoufien où cette pierre se retrouve sur plusieurs sites. Cela expliquerait pourquoi l'outillage lithique de Pınarbaşı présente des similitudes avec celui des sites natoufiens.
L'Épipaléolithique final de Chypre est connu par le site d'Aetókremnos, un petit abri rocheux du sud de la péninsule d'Akrotiri, grossièrement contemporain du Natoufien, ce qui a repoussé les limites pour les débuts de l'occupation de l'île. Le site a livré de nombreux restes d’hippopotames nains de Chypre, espèce disparue vers cette époque, ce qui a fait émettre l'hypothèse d'une responsabilité humaine dans ce phénomène, ce qui un peu hâtif au regard des éléments réunis. Cela témoignerait au moins du fait que les communautés faisant face au refroidissement auraient ici aussi intensifié leurs stratégies de subsistance. D'une manière générale en raison de la quasi-absence de sites connus pour la période, l'Épipaléolithique chypriote reste une terre inconnue, et ses connexions avec le continent sont mal comprises,.

### Les phases de la néolithisation (v. 10000-7000/6400 av. J.-C.)
La première phase du Néolithique du Proche-Orient est celle du Néolithique précéramique (Pre-Pottery Neolithic), défini par Kathleen Kenyon à partir de la stratigraphique du site archéologique de Jéricho, Tell es-Sultan qui la divisait en deux périodes, A et B. Comme son nom l'indique le critère était qu'il s'agissait d'une période considérée comme néolithique, mais sans présence de céramique (à la différence du Néolithique européen qui servait alors de point de référence). Cette dénomination a été conservée pour désigner les entités culturelles de la première partie du Néolithique du Levant et parfois aussi des régions voisines (mais pas l'Anatolie centrale ni le Zagros), puis affinée, avec la distinction de plusieurs sous-ensembles, et même l'ajout d'une phase C au sud du Levant. Le Néolithique précéramique A (ou PPNA), v. 10000/9600-9000/8800 av. J.-C., est divisé en plusieurs entités régionales, tandis que le Néolithique précéramique B (PPNB), v. 9000/8500-7000/6400 av. J.-C. selon les régions, est divisé en trois phases (ancien, moyen, récent), ou quatre (final/PPNC). C'est durant ces périodes que le processus de néolithisation est enclenché et conduit à son terme, avec la domestication des plantes et des animaux et donc la constitution progressive du « package » néolithique, jusqu'à l'apparition de la céramique à la fin de la période. Les traits caractéristiques des sociétés néolithiques ne sont réunis que durant les derniers siècles du PPNB, aussi la dénomination de Néolithique de ces périodes est plutôt employée par convention.
| Horizon chronologique                    | Datation approx.       | Caractéristiques |
| ---------------------------------------- | ---------------------- | --- |
| Néolithique précéramique A (PPNA)        | 10000/9500 - 9000/8800 | - Khiamien (Levant) : début du Néolithique précéramique ; chasse et cueillette ; développement des figurines féminines. - Mureybétien (Levant Nord) : chasse et cueillette puis agriculture pré-domestique, architecture ronde qui évolue vers le rectangulaire, bâtiments communautaires. - PPNA de l'Anatolie du sud-est : habitations circulaires puis rectangulaires, chasse et cueillette puis agriculture pré-domestique, monuments/sanctuaires. - Sultanien (Levant Sud) : chasse et cueillette puis agriculture pré-domestique, architecture ronde, monuments/sanctuaires. - Mésopotamie et Zagros occidental (Nemrikien et M'lefaatien) : villages, chasse et cueillette. - Zagros central : pas d'architecture pérenne, chasse et cueillette, agriculture pré-domestique ? |
| Néolithique précéramique B (PPNB) ancien | 9000/8800 - 8400       | Néolithique précéramique au Levant, en Anatolie du sud-est et centrale, à Chypre, en Haute Mésopotamie et dans le Zagros. Agriculture pré-domestique, premières attestations de plantes domestiques, persistance de la chasse et de la cueillette, début de l'élevage au moins au Levant nord et Anatolie du sud-est, sans doute aussi au Levant sud et dans le Zagros central ; architecture rectangulaire, sanctuaires. |
| Néolithique précéramique B (PPNB) moyen  | 8400 - 7500            | Domestications végétales et animales, développement de l'économie agro-pastorale, pratiques de subsistance et de peuplement diverses, développement des villages. |
| Néolithique précéramique B (PPNB) récent | 7500 - 7000/6400       | Achèvement des domestications, expansion de l'agriculture et de l'élevage, sur base mixte reposant sur les céréales, les légumineuses et l'élevage caprin et ovin, persistance de la chasse et de la cueillette ; adoption à grande échelle du « package » néolithique ; apparition des « mégasites » du Levant et d'Anatolie, complexification de l'architecture ; début de la céramique ; échanges à longue distance (obsidienne). |

C'est durant le PPNA et le PPNB que le processus de néolithisation se met progressivement en place dans plusieurs régions du Proche-Orient, et commence à se diffuser. Ces époques voient le développement des villages, l'élaboration d'un architecture plus complexe, avec notamment l'essor des constructions rectangulaires, la naissance de l'agriculture et de l'élevage, une spécialisation plus poussée dans l'artisanat lithique, le développement de la pyrotechnologie avec l'emploi plus courant du plâtre et de la chaux, puis l'apparition des premières céramiques à la toute fin de la période, et aussi un foisonnement rituel qui accompagne les bouleversements sociaux induits par la constitution de communautés villageoises plus durables, qui doivent s'organiser et affirmer leur identité, et sont peut-être aussi plus inégalitaires. Se constitue durant ces périodes une koinè ou une « sphère d'interactions » néolithique à l'échelle du Proche-Orient, partageant de nombreuses caractéristiques communes au-delà de spécificités régionales, manifeste durant les phases récentes du PPNB. La question de savoir s'il y a un foyer principal à ce phénomène est souvent posée : l'ensemble formé par le Levant nord, la Djézireh du nord et le sud-est anatolien (le « Triangle d'or » d'O. Aurenche et S. Kozlowski) est le meilleur candidat, mais d'autres penchent plutôt en faveur d'une évolution conjointe de plusieurs régions, chacune à leur manière, vers le mode de vie néolithique, mais sans primauté de l'une sur l'autre, avec des échanges constants entre elles,,.

#### Les débuts de la néolithisation (v. 10000/9500-9000/8800 av. J.-C.)

Localisation des principaux sites du Néolithique précéramique A.

Carte de localisation des principaux sites du Néolithique acéramique de Mésopotamie et du Zagros occidental et central.

La première phase de la néolithisation au Levant s'inscrit dans la continuité du Natoufien, qui s'achève au plus tard vers 9550 av. J.-C., et présente beaucoup de traits communs avec lui. Elle correspond au Néolithique précéramique A, et peut même être étendue au Néolithique précéramique B ancien. Cette période s'inscrit dans une phase d'adoucissement du climat, avec la fin du Dryas récent qui survient durant les premiers siècles du PPNA, et est peut-être plus rapide au nord du Levant qu'au sud.
La phase de transition entre le Natoufien et le PPNA est désignée sous le nom de Khiamien, qui se retrouve au Levant sud et sur le Moyen-Euphrate (Mureybet) ; elle est caractérisée notamment par la diffusion de petites pointes de flèche, les « pointes d'el Khiam » (qui se retrouvent bien au-delà du Levant),. Le Khiamien évolue dans le Levant vers le Sultanien qui couvre la majeure partie du PPNA,. Dans le Nord du Levant, la phase contemporaine est dénommée Mureybétien,. En revanche la désignation d'Aswadien qui a eu cours pour le Levant central n'est plus retenue.
Ces phases se caractérisent par une continuité dans la sédentarité par rapport à la période précédente. Le peuplement connaît manifestement une phase d'expansion plus marquée dans le Moyen-Euphrate qu'au sud du Levant. Les plus grands villages atteignent les 2-3 hectares. L'habitat est encore constitué de constructions circulaires, mais durant la seconde moitié du IXe millénaire av. J.-C. dans le Moyen-Euphrate s'observe une diversification des formes qui aboutissent à l'apparition de maisons quadrangulaires, modèle qui s'impose par la suite. Apparaissent aussi sur ces mêmes sites (Jerf el Ahmar, Tell 'Abr 3, Mureybet) des bâtiments non domestiques, à finalité collective, servant de lieux pour des réunions et/ou de rituels ; la « tour » du PPNA de Jéricho, défendue par un mur relève du même type de construction ; un lieu rituel à Wadi Faynan 16 relève des mêmes évolutions. Cela indique le renforcement des structures communautaires dans les villages, et peut-être aussi l'autorité de chefs qui se trouvent à la tête de ces structures,,,. Le sud du Levant semble cependant connaître une phase de reflux à la fin du PPNA et durant le PPNB ancien, avec des hiatus importants dans l'occupation de plusieurs sites indiquant des phases d'abandon, phénomène dont les causes sont inconnues ; à l'inverse au nord la continuité est de mise,.
En Anatolie du sud-est, le groupe monumental construit à Göbekli Tepe durant les derniers siècles du PPNA, avec ses enclos mégalithiques formés par des piliers en "T", est analysé comme un sanctuaire car on n'y trouve pas de trace évidente d'activités domestiques ; c'est donc un témoignage de premier ordre sur les évolutions mentales et rituelles à l'orée de la néolithisation ; le site voisin de Karahan Tepe présente des piliers similaires. Cette région est elle aussi située dans l'horizon du PPNA. Après un premier stade de développement dont on ne peut pas en l'état actuel des choses tracer l'origine géographique (Hallan Çemi, Körtik Tepe, Gürcütepe), la région voit se développer entre la fin du PPNA et le début du PPNB les sites villageois plus importants (Nevalı Çori, Cafer Höyük, Çayönü), où s'observent aussi des changements architecturaux à la fin de la période, voyant une transition de l'habitat circulaire à l'habitat quadrangulaire plus complexe.
Du point de vue des stratégies de subsistance, les sociétés du Levant sud et nord restent des groupes de chasseur-cueilleurs, mais il est de plus en plus admis que l'agriculture pré-domestique se développe durant cette phase, au moins à partir de 9500 av. J.-C., sous la forme de premières expérimentations de développement de la culture de céréales et de légumineuses dans les champs, et de contrôle des troupeaux d'animaux. En l'absence d'évolutions morphologiques des individus en voie de domestication à cette période, il faut se reposer sur des indices indirects témoignant d'une évolution des habitudes de collecte et d'alimentation des communautés humaines du Levant, comme l'essor de la place des céréales dans l'alimentation, aussi la présence de plantes en dehors de leur milieu naturel,.
Chypre est située elle aussi dans l'horizon PPNA. Cette phase est connue par les sites d'Ayia Varvara-Asprokremnos et Ayios Tychonas Klimonas. La chasse sur ces deux sites est avant tout tournée vers le sanglier.
À l'est, O. Aurenche et S. Kozlowski distinguent deux entités : le Nemrikien dans la Djézireh irakienne et dans la Djézireh orientale et le Zagros occidental le Mléfatien,. Pour J. Oates cette période correspond plutôt à un Épipaléolithique. Quoi qu'il en soit cette période qui s'inscrit dans la continuité du Zarzien est connue par quelques villages constitués de maisons circulaires semi-enterrées : Nemrik, Qermez Dere, M'lefaat. Le premier est situé dans les terres hautes et semble plus orienté vers la chasse que les seconds, situés dans les terres basses.
Dans le Zagros central, le début de la sédentarisation est mal documenté, même si cela a progressé avec plusieurs fouilles (Sheikh-e Abad, Asiab, Chogha Golan). On ne trouve pas de trace de constructions similaires à celles des régions occidentales pour les niveaux les plus anciens de ces sites, qui ne sont probablement pas des habitats permanents. La subsistance repose sur une chasse diversifiée, une cueillette connaissant des variations selon les sites (céréales sauvages à Chogha Galan, noix et pistaches à Sheikh-e Abad). Il est possible qu'à Chogha Golan se pratique dès cette période un agriculture pré-domestique, ce qui étendrait la présence de foyers de l'agriculture considérablement vers l'est.

#### La mise en place du mode de vie néolithique (v. 9000/8800-7000/6400 av. J.-C.)

Localisation des principaux sites du Néolithique précéramique B.

La phase qui voit la néolithisation conduite à son terme correspond au PPNB moyen et au PPNB récent. Durant cette période le mode de vie néolithique se diffuser rapidement dans plusieurs régions. Du point de vue climatique, cette époque coïncide avec l'optimum climatique de début de l'Holocène, qui voit une amélioration marquée du climat, donc une période favorable au développement de l'agriculture.
Le Levant nord semble la région la plus dynamique durant ces périodes, tandis qu'au Levant sud le PPNB ancien est une phase peu attestée, ce qui semble indiquer une reprise au PPNB moyen. Mais les relations culturelles entre ces régions ne sont pas forcément déséquilibrées. C'est en tout cas durant cette phase que s'observent le mieux les traits indiquant que le Proche-Orient forme une communauté culturelle, koinè, intégrant à cette période l'Anatolie centrale et Chypre. C'est une phase d'accroissement des échanges matériels, comme l'atteste la diffusion de l'obsidienne extraite en Anatolie centrale, des échanges culturels, et sans doute aussi des mouvements humains qui contribuent à la diffusion du mode de vie néolithique.
Le PPNB est la période de constitution et de croissance des sociétés agricoles. C'est durant cette période qu'apparaissent les preuves d'une domestication morphologique des plantes et des animaux, dont des indications sans équivoques que l'agriculture et l'élevage sont pratiqués. Ces indications se retrouvent pour les plantes dans plusieurs régions du Moyen-Orient (Levant nord, Anatolie, Levant sud, Chypre, Zagros) ce qui indique manifestement plusieurs épisodes de domestications dans différents foyers,,. Pour les animaux les traces de domestication se trouvent plutôt dans la zone du Levant nord et de l'Anatolie du sud-est, à part d'autres domestications de la chèvre au Levant sud et dans le Zagros, et en dehors de ce dernier animal les espèces domestiquées ne se retrouvent dans les autres régions qu'après la fin du PPNB,,.

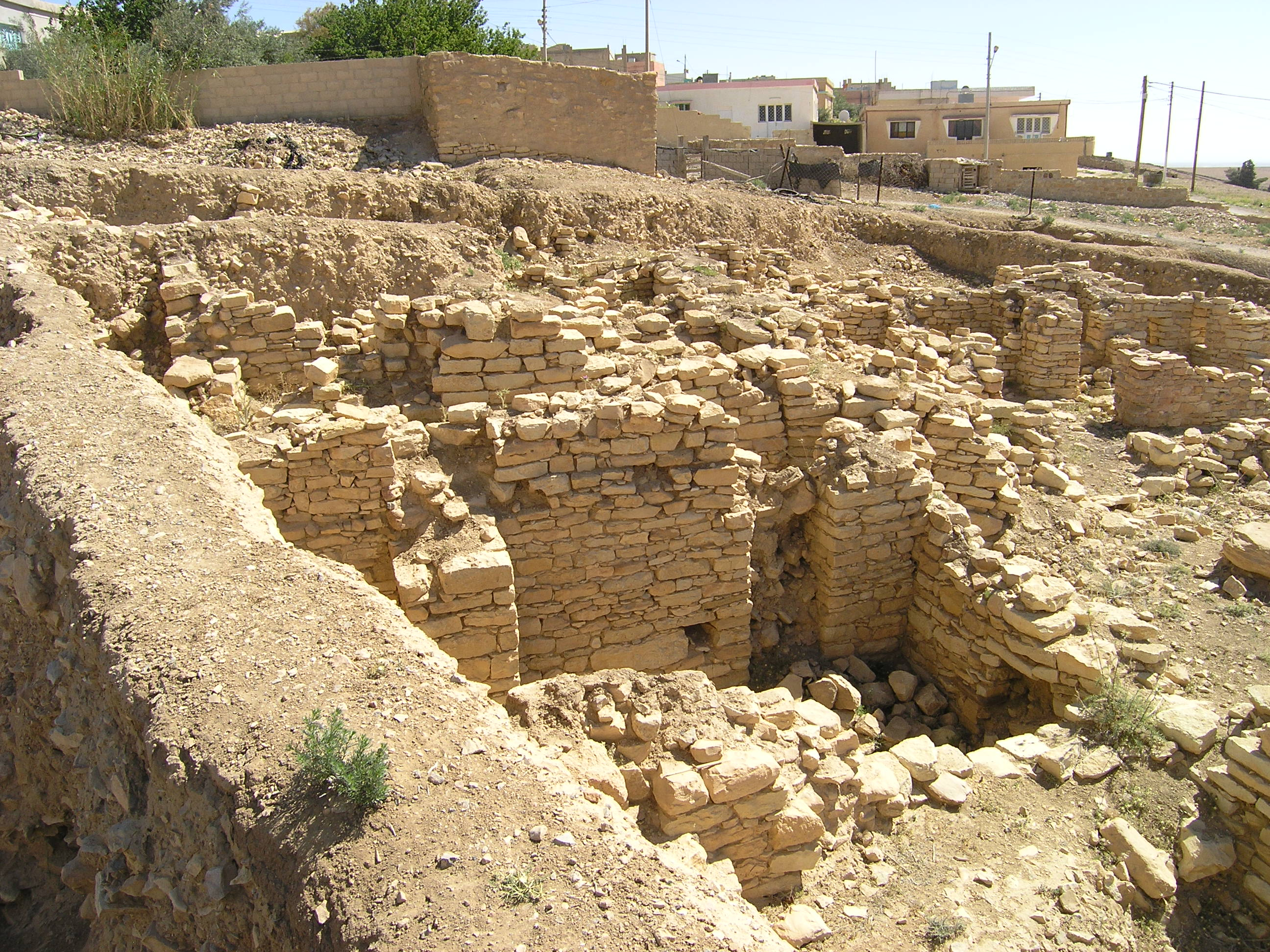
Ruines de Basta (Jordanie).

Le peuplement s'appuie sur un réseau de grands villages qui sert de centre aux communautés agro-pastorales de mieux en mieux organisées et sans doute consolidées par des rites servant à affirmer leur identité et leur unité. Dans le Levant sud, on repère un développement des régions intérieures, alors que la côte est moins occupée que par le passé ; le peuplement sédentaire progresse dans le corridor du Jourdain et en Transjordanie, et se constituent de grands villages faisant plus de 10 hectares (les « mégasites », Ain Ghazal par exemple). Des sites importants se retrouvent aussi dans le Levant nord (tell Abu Hureyra). L'habitat est alors de forme rectangulaire, avec une complexification des plans des résidences,,. Leurs voisins d'Anatolie du sud-est, en premier lieu Çayönü, continuent leurs expérimentations architecturales avec l'adoption de plans de plus en plus élaborés et aussi une planification de l'habitat.
Le PPNB de Chypre est notamment représenté par le site de Shillourokambos sur la côte sud, Mylouthkia au sud-est et Akanthou au nord. Cette période voit manifestement l'arrivée de colons qui apportent le mode de vie néolithique dans la région, la culture étant très proche de celle du Levant nord, avec ses animaux et plantes domestiqués, même s'il y a des spécificités locales comme la survie de l'architecture circulaire. Peut-être que des expérimentations pré-domestiques ont eu lieu avant cela sur l'île, mais ce sujet est débattu.
L'Anatolie centrale voit un développement de la sédentarité durant cette période, en particulier dans la plaine de Konya avec les sites d'Aşıklı Höyük et de Boncuklu, à proximité des lieux d'extraction d'obsidienne du Göllü Dağ (Kaletepe), dont l'exportation semble jouer dans le développement des traits néolithiques dans la région ; Can Hasan III (tr) plus au sud est un autre site notable de la période. La culture des céréales y semble présente vers 8300 av. J.-C., le développement de l'élevage semble plus tardif,.
En Haute Mésopotamie orientale la situation est mal connue ; les sites anciens sont abandonnés dans la première phase de la période (Nemrik, Qermez Dere) mais un autre émerge, Magzalia, où on remarque l'adoption de l'architecture rectangulaire, faite plus tardivement ici qu'à l'ouest.
Dans le Zagros central plusieurs sites sont connus pour cette période (Ganj Dareh, Jani, Tepe Guran (fa), Tepe Abdul Hosein), qui voit un essor de la sédentarisation avec une architecture pérenne, et un début d'économie néolithique avec l'apparition de plantes et animaux domestiqués, même si le mode de vie reste en partie marqué par la chasse et la mobilité. Puis dans la seconde moitié du VIIIe millénaire av. J.-C. le mode de vie néolithique par à la conquête du plateau Iranien : il se répand vers le sud du Zagros (Ali Kosh (fa) dans la plaine de Deh Luran, Chogha Bonut en Susiane), à l'est dans le Fars et le Kerman (Tepe Rahmatabad et Tell-e Atashi), et vers l'Elbourz (Tepe Sang-e Chakhmaq).
Dans le Levant sud, en Syrie du nord, en Anatolie du sud-est et centrale, également dans le Zagros, la fin du PPNB (v. 7000 av. J.-C.) s'accompagne selon une opinion répandue d'une phase de reflux très marquée, parfois désignée comme un « effondrement néolithique » (« hiatus palestinien » au Levant sud), caractérisée par une diminution de la taille des sites ou leur abandon, même si la continuité est manifeste sur de nombreux sites. D'importants changements culturels s'ensuivent, la diffusion de la poterie étant le plus significatif, mais aussi dans plusieurs régions endroits l'architecture et le peuplement. Certains proposent d'y voir le résultat d'une évolution climatique, ou d'une trop forte pression démographique entraînant des conflits, ou encore d'épidémies, ou un peu tout à la fois ; il pourrait aussi plutôt s'agir d'une période de changements dans l'organisation sociale et le mode de vie, qui se traduit par une réorganisation du peuplement.
Au Levant sud le Néolithique précéramique se poursuit jusqu'aux alentours de 6400 av. J.-C., une phase désignée comme un « Néolithique précéramique B final » ou bien comme « Néolithique précéramique C » (PPNC), surtout connu à Ain Ghazal (ou le hiatus avec la période précédente n'apparaît pas), aussi à Atlit Yam sur la côte,,.

### Le Néolithique tardif (v. 7000/6400-5300/4500 av. J.-C.)

Localisation des principaux sites du Néolithique tardif cités dans l'article.

Située entre la « révolution néolithique » et la « révolution urbaine », la seconde partie du Néolithique du Proche-Orient, désignée comme un Néolithique « céramique », ou bien comme un Néolithique « tardif », a beaucoup moins attiré l'attention. Comme la première dénomination l'indique, et par opposition aux phases précédentes, le début de cette période est daté par l'apparition de la céramique, durant la première moitié du VIIe millénaire av. J.-C., à des rythmes différents selon les régions. Ce changement est aisément repérable sur les sites fouillés, mais il n'a pas forcément impliqué de grandes évolutions dans le mode de vie néolithique. Du point de vue méthodologique, les cultures sont à partir de cette période identifiées avant tout par leurs types de céramiques, dénommé en général par un site ou une région où il a été identifié (Halaf, Yarmouk, etc.).
Du point de vue géo-culturel, cette période peut-être caractérisée par un basculement des régions motrices depuis la partie levantine, vers la plaine mésopotamienne où s'enclenche un processus de complexification qui conduit quelques millénaires plus tard à l'émergence de la « révolution urbaine ».
La fin du Néolithique, auquel succède le Chalcolithique (l'« âge du cuivre »), est placée à des bornes chronologiques différentes selon les régions, et cela ne reflète pas forcément les évolutions matérielles mais plutôt les positions des auteurs. Cela crée parfois de très importantes variations : pour certains le Néolithique du Levant sud dure jusqu'en 4500 av. J.-C., tandis que celui de Syrie et de Haute-Mésopotamie s'arrête vers 5500/5200 av. J.-C. (la « transition Halaf-Obeïd ») si ce n'est avant.

#### Le Levant sud

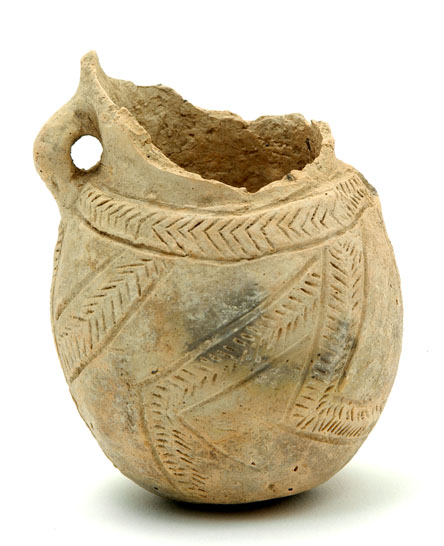
Poterie du Yarmoukien, provenant de Shaar-Hagolan.

Le premier Néolithique céramique du Levant sud présente de nombreux traits de continuité avec les dernières phases du Néolithique précéramique (PPNB final ou PPNC), à l'exception de l'apparition de la poterie.
La première période céramique de la partie occidentale est le Yarmoukien (v. 6400-5800 av. J.-C.), qui s'étend aussi en Jordanie (Ain Ghazal) et jusqu'au Liban (Byblos). Son site principal est Shaar-Hagolan dans la vallée du Jourdain centrale, couvrant environ 20 hectares, disposant de rues et de grandes maisons à cour. La poterie est variée, l'art très riche (figurines féminines en terre cuite, petites figurines sur cailloux, avec des variantes régionales). D'autres cultures régionales occupent cet espace : celle de Jéricho IX/Lod dans les basses terres de Judée, celle de Nizzanim sur la plaine côtière méridionale,.
Certains font durer le Néolithique du Levant sud jusqu'à 5000 av. J.-C. (incluant Wadi Rabbah) 4500 av. J.-C. (incluant aussi le Qatifien), périodes que d'autres considèrent comme un Chalcolithique ancien et moyen, positions peut-être conciliables en parlant de transition entre Néolithique et Chalcolithique. La culture de Wadi Rabbah (en) qui succède au Yarmoukien s'inspire beaucoup des types de poterie de Halaf : peut-être faut-il y voir le produit de migrations depuis le nord. Viennent ensuite le Qatifien dans la partie méridionale (nord du Néguev), dont les sites ont livré peu d'architecture pérenne, sans doute parce que beaucoup sont des camps saisonniers d'éleveurs, et une culture à économie agro-pastorale non dénommée plus au nord, connue notamment par le site de Tel Tsaf.

#### Le Levant nord, la Syrie et la culture de Halaf

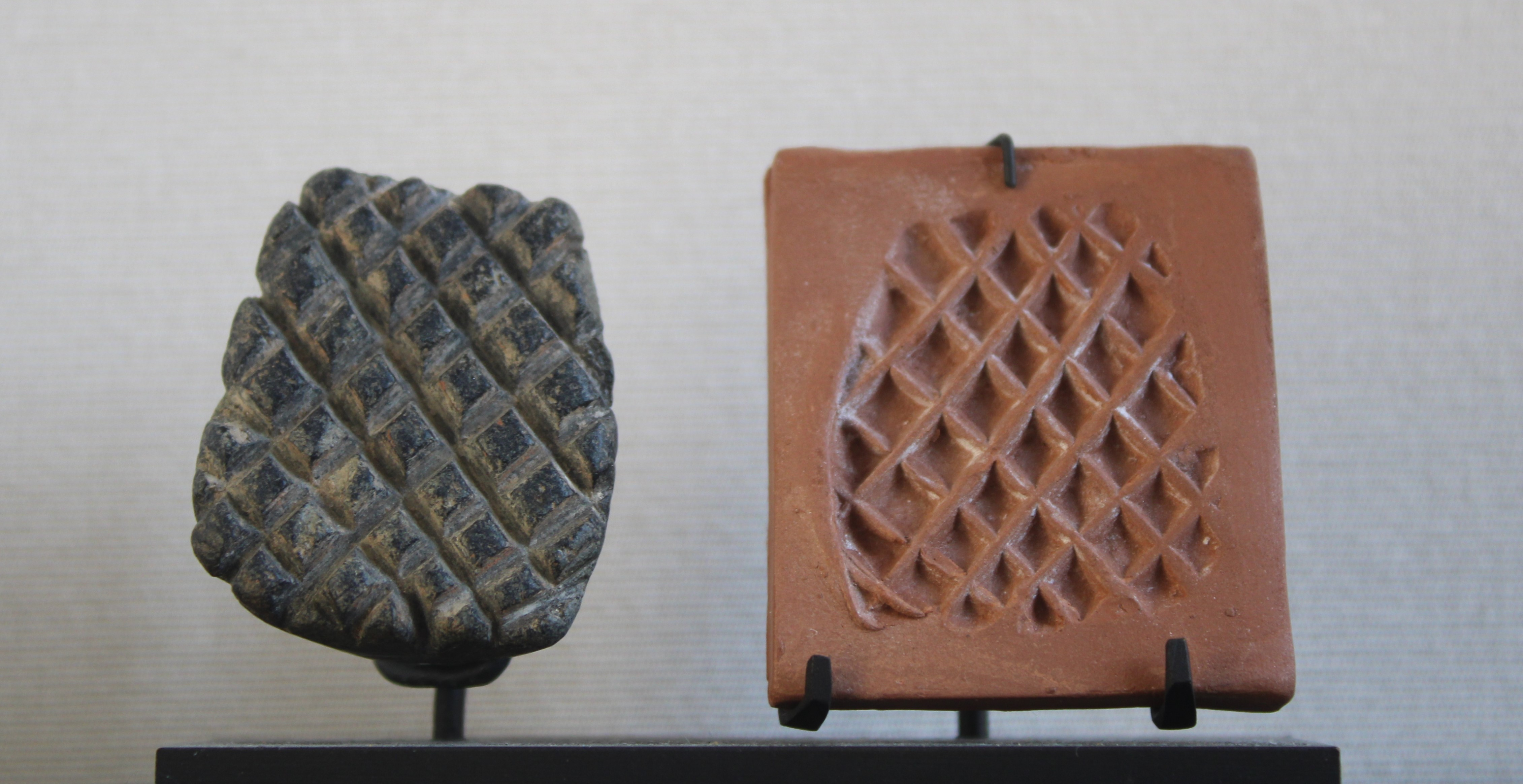
Sceau-cachet provenant des niveaux néolithiques de Ras Shamra. Musée du Louvre.

La côte du Levant nord et l'est de la Syrie, plusieurs sites continuent d'être peuplés au début du Néolithique céramique, comme Tell el-Kherk, seul Ras Shamra présente une phase de hiatus. De nouveaux sites apparaissent dans la région : Byblos, Tell Sukas, Hama, Shir, etc., et les prospections dans la Beqaa indiquent un nombre important de sites pour la période. Dans le Moyen-Euphrate Mureybet est abandonné, mais Abu Hureyra, Tell Halula (en) et Mezraa Teleilat (de) sont toujours occupés. L'effondrement de la fin du PPNB est donc peu évident,. Des abandons de sites se produisent cependant à la fin du VIIe millénaire av. J.-C. et au début du VIe millénaire av. J.-C., mais la chronologie de cette région reste assez mal établie ce qui est un obstacle pour bien comprendre les évolutions du peuplement durant la fin du Néolithique.

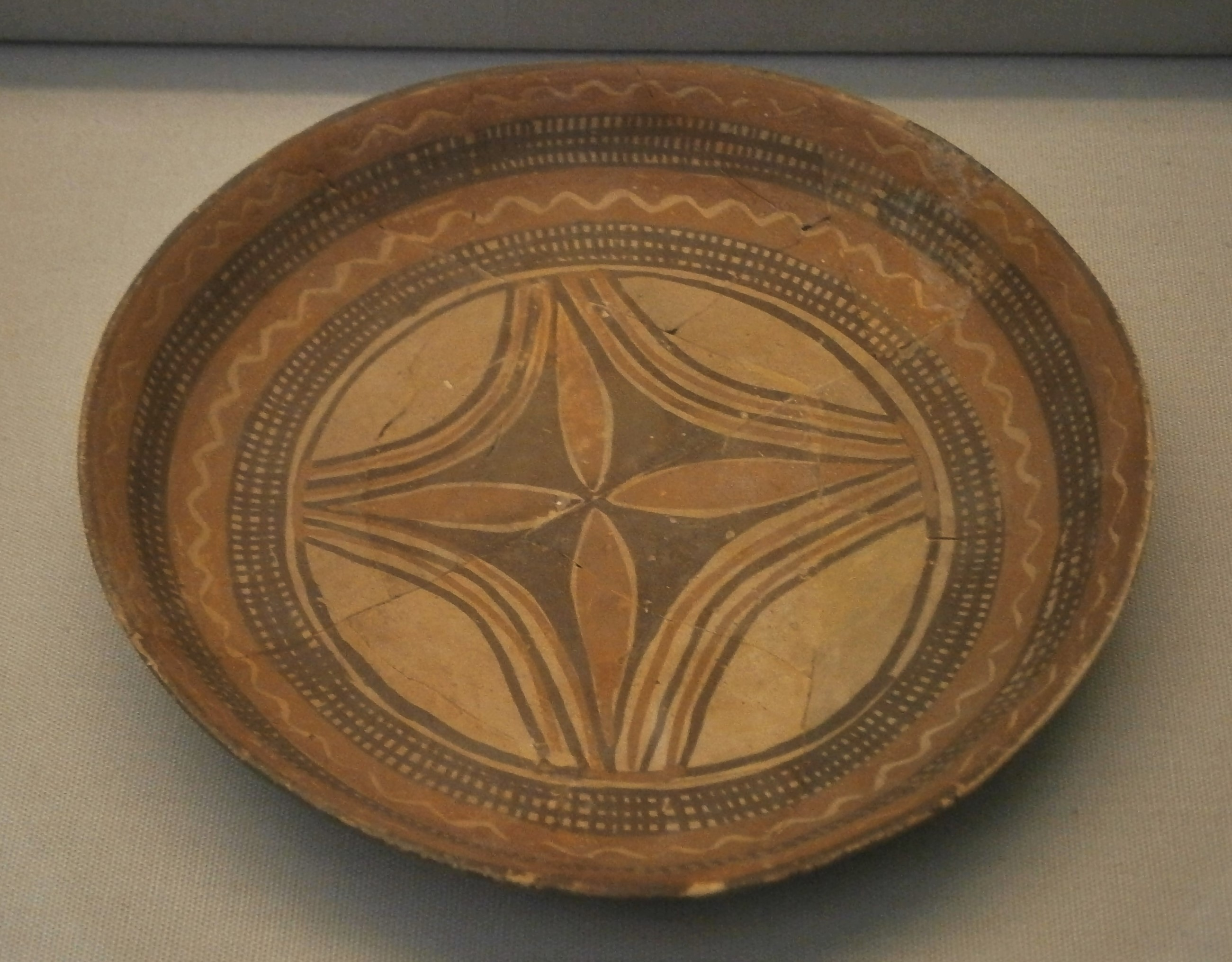
Plat à décor peint, Halaf récent (v. 5600-5200 av. J.-C.), Tell Arpachiyah. British Museum.

S'ouvre alors la période d'expansion de la culture de Halaf, centrée sur la Haute Mésopotamie. L'apparition de la poterie dans la région est bien documentée à Tell Sabi Abyad, dans le bassin du Belikh, autour de 7000 av. J.-C., période qui correspond à un « Proto-Halaf ». La culture de Halaf à proprement parler émerge après les changements de la fin du VIIe millénaire av. J.-C., est caractérisée par ses constructions circulaires (désignés comme des « tholoi »), des constructions collectives à plusieurs pièces servant sans doute de lieux de stockage, et sa céramique peinte bichrome et polychrome, mais voit aussi d'autres évolutions notables comme l'essor des sceaux-cachets, qui témoignent d'une organisation économique plus poussée, et des fusaïoles qui pourraient refléter un essor des activités textiles. L'habitat de la Djézireh durant cette période paraît assez fluctuant, les sites sont pour la plupart de petite taille et ont une durée d'occupation limitée. Durant jusqu'au milieu du VIe millénaire av. J.-C. environ, la culture de Halaf se retrouve en Irak du Nord (Tell Arpachiyah, Yarim Tepe II) où elle succède à la tradition de Samarra, dans le Moyen-Euphrate (Shamsh-ed Din, Tell Amarna, Kosak Shimali) et des aspects de sa culture matérielle sont présents à l'ouest du fleuve, et dans les hautes vallées du sud-est anatolien par plusieurs sites comme Samsat, Tell Idlis, plus au nord à Tepecik (Makaraz Tepe), Tülintepe, Korucutepe, et plus à l'est Domuztepe qui est le plus important connu pour cette période et était sans doute un centre majeur de cette culture, M. Özdoğan considérant que cette région est la plus dynamique parmi l'horizon de Halaf. Mais l'origine de la culture de Halaf reste débattue, sa tradition céramique semblant plutôt originaire du Nord mésopotamien.

#### Chypre

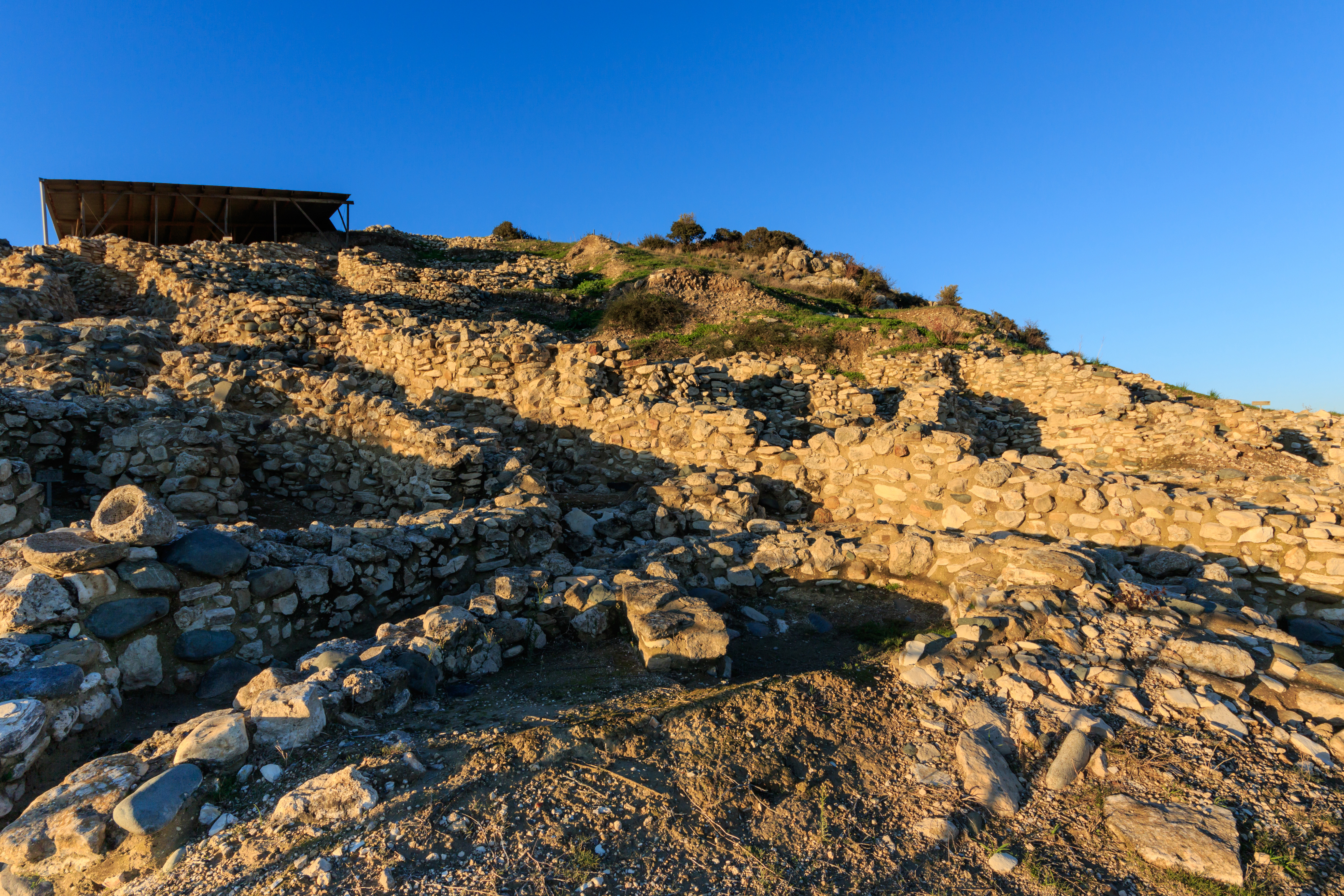
Le site de Khirokitia.

Le VIIe millénaire av. J.-C. chypriote est encore précéramique. Le site-type est Choirokoitia (Khirokitia), situé sur la côte sud de l'île, le plus vaste de la période. Les autres sont de petits villages permanents (Tenta, Troulli, Kastros) et des sites saisonniers (Ortos, Dhali, Kataliondas). Ces habitats sont généralement érigés sur des emplacements offrant une protection naturelle, un promontoire pour Khirokitia, enserré dans le méandre d'une rivière, un mur complétant la barrière naturelle ; cette construction témoigne d'une organisation plus poussée sur ce site que sur le reste de l'île. La sécurité semble néanmoins prise en considération un peu partout. L'économie est agro-pastorale, complétée par la chasse du daim et la pêche. Cette phase s'arrête de façon brusque vers 5500 av. J.-C., et plus aucune trace d'occupation n'est attestée sur l'île pour les siècles suivants. Les causes de cet effondrement restent inexpliquées. Après un hiatus d'environ un millénaire, la culture de Sothira se forme, et avec elle la céramique apparaît sur l'île, dans ses différentes parties. Cette phase peut être considérée comme un Néolithique tardif. L'habitat est constitué de hameaux situés sur des promontoires côtiers ou intérieurs, l'économie est similaire à celle de la période précédente, avec l'ajout de l'exploitation des arbres fruitiers (figuier, olivier) et de la vigne,.

#### L'Anatolie
Le sud-est anatolien se situe à ces époques dans l'horizon syro-mésopotamien. L'Anatolie centrale voit l'émergence de nombreux sites, tels qu'Hacilar et Erbaba dans le district des Lacs de Pisidie, Süberde et surtout Çatal Höyük dans la plaine de Konya, qui prend la continuité de Boncuklu et Aşıklı Höyük. C'est le site le mieux connu de la période, avec ses maisons à décor riche (peintures murales, bucranes, figurines), qu'il ne faut sans doute pas identifier comme des temples. L'économie agro-pastorale est désormais solidement implantée dans la région. La fabrication des premières céramiques, monochromes, se diffuse concomitamment, sans doute présente dès la fin du VIIe millénaire av. J.-C. en Anatolie centrale. Cette phase voit donc la consolidation et l'essor du Néolithique anatolien, et aussi une expansion vers l'ouest et le nord-ouest, puisque des sites néolithiques sont repérés sur les rives de la mer Égée et de la mer de Marmara (zone de la culture de Fikirtepe) ; ce serait surtout le produit de migrations. En revanche on ne connait pas de sites néolithiques au nord de l'Anatolie, soit parce que le mode de vie sédentaire n'était pas développé, soit parce qu'ils n'ont pas encore été identifiés. À compter des derniers siècles du VIe millénaire av. J.-C. se développe la poterie peinte, parfois de grande qualité. L'expansion du mode de vie néolithique dans l'ouest se poursuit, jusqu'à une période de rupture vers 6000-5800 av. J.-C. constatée sur la majeure partie du plateau Anatolien, marquée notamment par la diffusion d'une nouvelle poterie, foncée et polie avec des décors incisés ou rainurés ; l'origine de ce phénomène n'est pas déterminée.

#### L'essor de la Mésopotamie

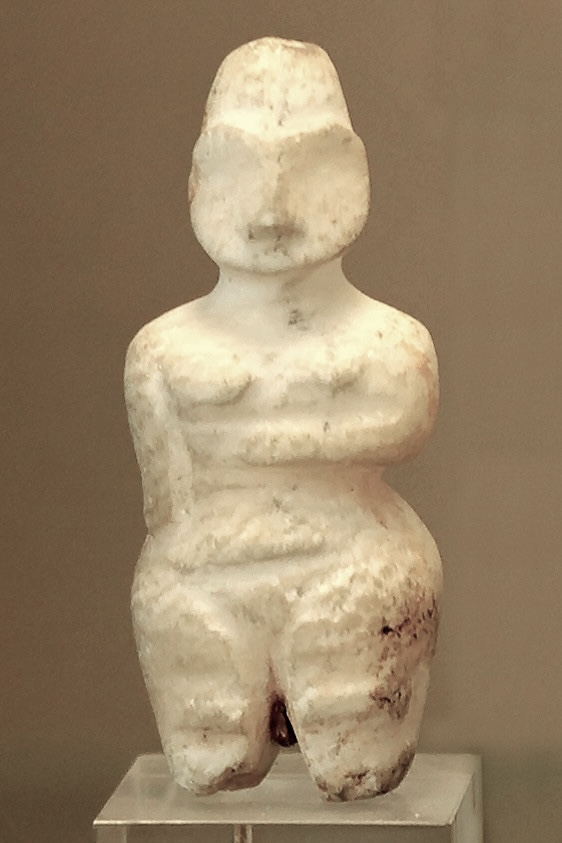
Figurine féminine en albâtre, Tell es-Sawwan, période de Samarra. Musée du Louvre.

Dans la plaine alluviale de Mésopotamie, il est probable que beaucoup de sites des périodes néolithiques sont inaccessibles car situés à proximité des fleuves (qui y sont des axes de peuplement majeurs) mais enfouis sous les sédiments fluviaux, ou bien parce qu'ils ont été peuplés aux périodes historiques et que les archéologues se sont surtout attelés à dégager celles-ci (c'est le cas de Ninive, où des sondages ont révélé une occupation dès la seconde moitié du VIIe millénaire av. J.-C.). Par voie de conséquence, sont surtout connus pour cette période quelques villages qui ont été abandonnés dès le Néolithique, et qui sont en général éloignés des grands cours d'eau.
La première culture céramique de Mésopotamie du Nord est celle de Hassuna, précédée par une phase « Proto-Hassuna » ou « Hassuna archaïque », ou encore « Umm Dabaghiyah » (v. 7000-6500 av. J.-C., céramique décorée de motifs simples peints en rouge) attestée à Yarim Tepe, Bouqras, Umm Dabaghiyah, et aussi à Tell es-Sawwan en Mésopotamie centrale ; elle se retrouve aussi dans la Djézireh syrienne,. Les sites de la période de Hassuna, qui couvre en gros la seconde moitié du VIIe millénaire av. J.-C., Hassuna, Yarim Tepe, Tulul eth-Thalathat, voient une complexification des plans des maisons, l'apparition de greniers collectifs. Lui succède la période de Samarra (v. 6200-5700 av. J.-C.), caractérisée par une céramique fine peinte, surtout attestée en Mésopotamie centrale, à Tell es-Sawwan et Choga Mami. Sa céramique peinte est une évolution de celle de la période précédente, et se retrouve jusque dans la Djézireh syrienne. Elle voit l'apparition des maisons de plan tripartite, la première attestation de canaux d'irrigation, tandis que l'usage des sceaux et des inégalités plus marquées constatées dans la nécropole de Tell es-Sawwan semblent impliquer une complexification sociale par rapport à la phase précédente. Cette tendance se poursuit au VIe millénaire av. J.-C., quand la Haute Mésopotamie se trouve incluse dans la culture de Halaf déjà évoquée (Tell Arpachiyah, Yarim Tepe II).
Le plus ancien site connu dans le Sud mésopotamien est Tell el-Oueili, qui est habité à partir de la fin du VIIe millénaire av. J.-C., à l'architecture très élaborée, dont un grenier de 80 m2 et des maisons faisant jusqu'à 240 m2, et pratiquant l'agriculture irriguée, indispensable dans cette région qui ne reçoit pas assez de précipitations pour que les plantes cultivées y poussent sans apport artificiel. La question de savoir si cette région n'a été peuplée qu'à cette période ou bien si elle a connu un peuplement sédentaire antérieur reste posée, sa géographie ayant une histoire particulièrement mouvementée. La côte du golfe Persique était bien plus basse que de nos jours durant les débuts du Néolithique, donc des espaces à secs ne le sont plus, puis elle a connu une montée consécutive à la fonte des glaces du début de l'Holocène, pour atteindre une hauteur supérieure à celle de la côte actuelle, ce qui a submergé des occupations antérieures, avant de refluer à partir du IVe millénaire av. J.-C. sous l'effet des sédiments charriés par les fleuves qui ont à leur tour enfoui des occupations antérieures. En l'état actuel des choses aucune céramique antérieure à la période post-Samarra n'a été mise au jour sur des sites de Basse Mésopotamie, mais de l'outillage lithique similaire à celui du PPNB apparaîtrait sur des sites des marges désertiques occidentales,. Quoi qu'il en soit c'est cette région qui est à l'origine des plus influents ensembles culturels du Chalcolithique du Moyen-Orient, les cultures d'Obeïd et d'Uruk, qui conduisent le processus d'urbanisation et d'émergence de l’État, qui marque la fin de la Préhistoire et le début de l'Histoire,.

#### Zagros et plateau Iranien

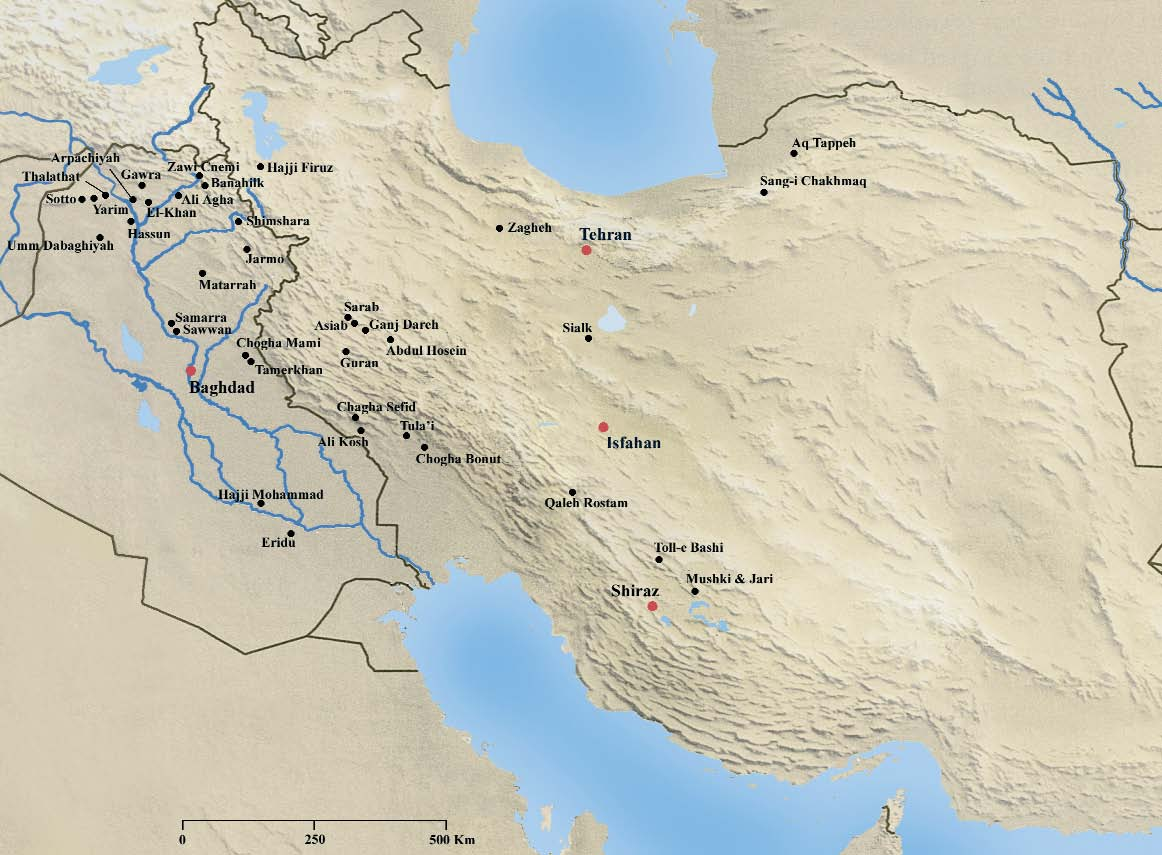
Localisation des principaux sites néolithiques du Zagros et du plateau Iranien.

Après la phase d'abandon des sites anciens qui marque le début du VIIe millénaire av. J.-C., un nouveau type de peuplement se met en place dans le Zagros. Quelques sites attestent de la transition entre Néolithiques acéramique et céramique : Ganj Dareh, Tepe Abdul Hosein, Tepe Guran dans les hautes vallées, Chogha Bonut et Chogha Golan dans les régions basses. D'autres sont nouveaux : Jarmo dans la vallée de Chemchemal (Irak), Sarab et Siahbid dans le Mahidasht, puis Chogha Mish en Susiane. L'expansion du mode de vie néolithique est encore plus marquée au VIe millénaire av. J.-C. avec l'apparition de nombreux sites dans les différentes régions déjà en partie néolithisées, comme le Fars et le Kerman (Tal-e Mushki, Tal-e Jari puis Tepe Yahya) et aussi dans de nouvelles régions comme le lac d'Ourmia (Hajji Firuz), le plateau central (Sialk Nord), la plaine de Téhéran (Cheshmeh Ali) ; les sites du sud de la Caspienne présentent de leur côté des affinités avec ceux de la culture de Jeitun au Turkménistan, première culture néolithique d'Asie Centrale. Sans surprise au regard de l'extension géographique, les types de céramiques du Néolithique final iranien sont très divers tout en présentant une base commune (« soft-ware horizon »). L'économie néolithique est présente partout, avec les céréales et légumineuses, l'élevage de la chèvre et du mouton surtout, mais la chasse reste importante en certains endroits (gazelle, hémione et aurochs en Susiane),.

## Sédentarisation, domestications et innovations techniques

### Peuplement et habitat: sédentarisation et premiers villages
« La sédentarité, qui suppose un habitat permanent, s'oppose sur ce point à la mobilité, qui suppose un habitat temporaire ou saisonnier. Acquis dès le Natoufien, ce caractère différencie le Proche Orient des régions environnantes, et se traduit par la présence de villages, centres de territoires pouvant comprendre aussi des habitats temporaires (campements) (O. Aurenche et S. Kozlowski). »

Ce phénomène se décèle par un faisceau d'indices : architecture permanente avec reconstructions, silos, mobilier lourd, objets en pierre polie ; accumulation de restes matériels ; étude des saisons d'abattage des animaux consommés, qui doivent couvrir toute l'année ; présence de cimetières à proximité ; aussi la présence d'animaux commensaux des hommes (souris domestique, moineau) attirés par les restes alimentaires laissés par les hommes. La question étant de savoir s'il convient de parler de sédentarité quand une communauté vit sans discontinuité sur un site, ou s'il suffit que la majeure partie du groupe réside au même endroit sur une base annuelle alors que le reste continue d'être mobile de façon saisonnière. En effet durant ces périodes les limites entre mobilité et sédentarité sont poreuses et on repère des groupes humains chez qui les deux coexistent,,. Ce phénomène entraîne progressivement de grands changements dans les sociétés concernées : changement du rythme des activités, de la reproduction, de l'alimentation, de la division du travail, des réseaux d'échanges, aussi des maladies, et des croyances.
Le commencement du phénomène se décèle dans le sud du Levant, durant le Natoufien ancien, dernière phase de l'Épipaléolithique, qui s'étale d'environ 12500 à 11500 av. J.-C. Elle voit l'apparition des premiers villages qui semblent occupés en permanence, constitués de petites constructions arrondies (Mallaha, Hayonim, Wadi Hammeh 27). Les groupes humains restent cependant très marqués par la mobilité, puisqu'ils occupent aussi des campements temporaires, qui servent de haltes de chasse ou de cueillette. Et durant la seconde partie de la période, le Natoufien récent, d'environ 11500 à 10000 av. J.-C., la sédentarité recule considérablement dans le sud du Levant, alors qu'elle s'implante plus au nord dans la région du Moyen-Euphrate (Mureybet, tell Abu Hureyra). Ces fluctuations sont au moins en partie liées aux évolutions du climat, l'essor de la sédentarité coïncidant avec l'adoucissement du Bölling-Alleröd, tandis que son recul se fait durant le refroidissement du Dryas récent. Mais les relations entre ces phénomènes sont discutées,,. La sédentarité triomphe durant l'époque suivante, le Néolithique précéramique A (ou PPNA, v. 10000-9000 av. J.-C.), qui voit la consolidation des sociétés villageoises au Levant (Jéricho, Mureybet, Jerf el Ahmar, etc.) et son expansion vers les régions voisines, notamment en Anatolie du sud-est (Çayönü, Hallan Çemi, Körtik Tepe), et Haute Mésopotamie (Nemrik, Qermez Dere, M'lefaat). La phase suivante, le Néolithique précéramique B (ou PPNB, v. 9000-7000/6400 av. J.-C.), pérennise le phénomène malgré des reculs et voit apparaître des sites de taille importante (Ain Ghazal et Basta en Jordanie, tell Abu Hureyra et Haloula en Syrie). Apparaissent alors des constructions d'un nouveau type, non domestiques, qui semblent être des bâtiments communautaires, ayant dû avoir des finalités rituelles ; parfois ce sont des sites entiers qui semblent avoir une vocation rituelle, le cas le plus célèbre étant le site de Göbekli Tepe, en Anatolie du sud-est,,.
Les villages néolithiques présentent des profils divers selon les lieux et les époques. Certains s'étendent sur moins d'un hectare, d'autres atteignent la quinzaine. Les superficies ont tendance à augmenter avec le temps, et des hiérarchies entre agglomérations peuvent se mettre en place par endroits, autour de gros villages (mais jamais de villes à proprement parler). Essentiellement occupé par des maisons, l'espace villageois peut aussi comprendre des espaces vides qui servent de places utilisées pour des besoins collectifs, des murs et digues protecteurs, et des bâtiments d'usage communautaire, qu'il s'agisse de lieux de réunion, de culte, ou de stockage.
Les maisons se présentent durant les phases anciennes du Néolithique sous la forme de maisons arrondies semi-enterrées. À partir de 8500 av. J.-C. apparaît le modèle de la maison rectangulaire, d'abord au Levant nord, puis dans les régions voisines. Ce développement s'accompagne de celui des briques, et plus largement des techniques de maçonnerie. Divers types de plans de maisons se développent selon les régions durant tout le PPNB, aboutissant parfois à des configurations complexes, et à des résidences plus grandes, également avec un étage. Cette longue évolution architecturale reflète la transformation de la maison en véritable espace « domestique », doté de pièces auxquelles semblent parfois assignées des fonctions précises. Elle devient l'expression d'un groupe familial particulier et son lieu de vie privilégié, son « foyer ».

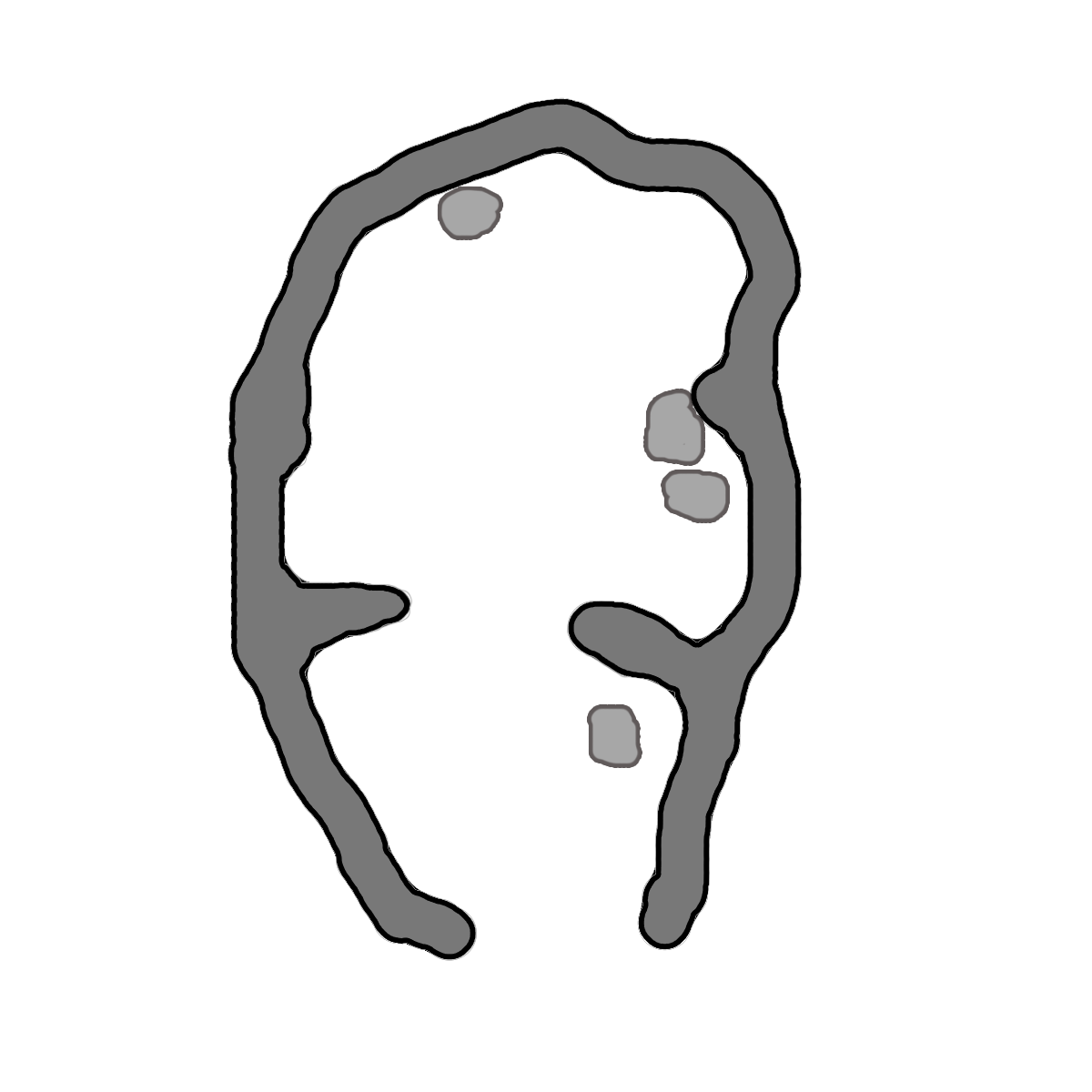
Plan d'une maison circulaire typique du PPNA, avec foyers intérieurs.
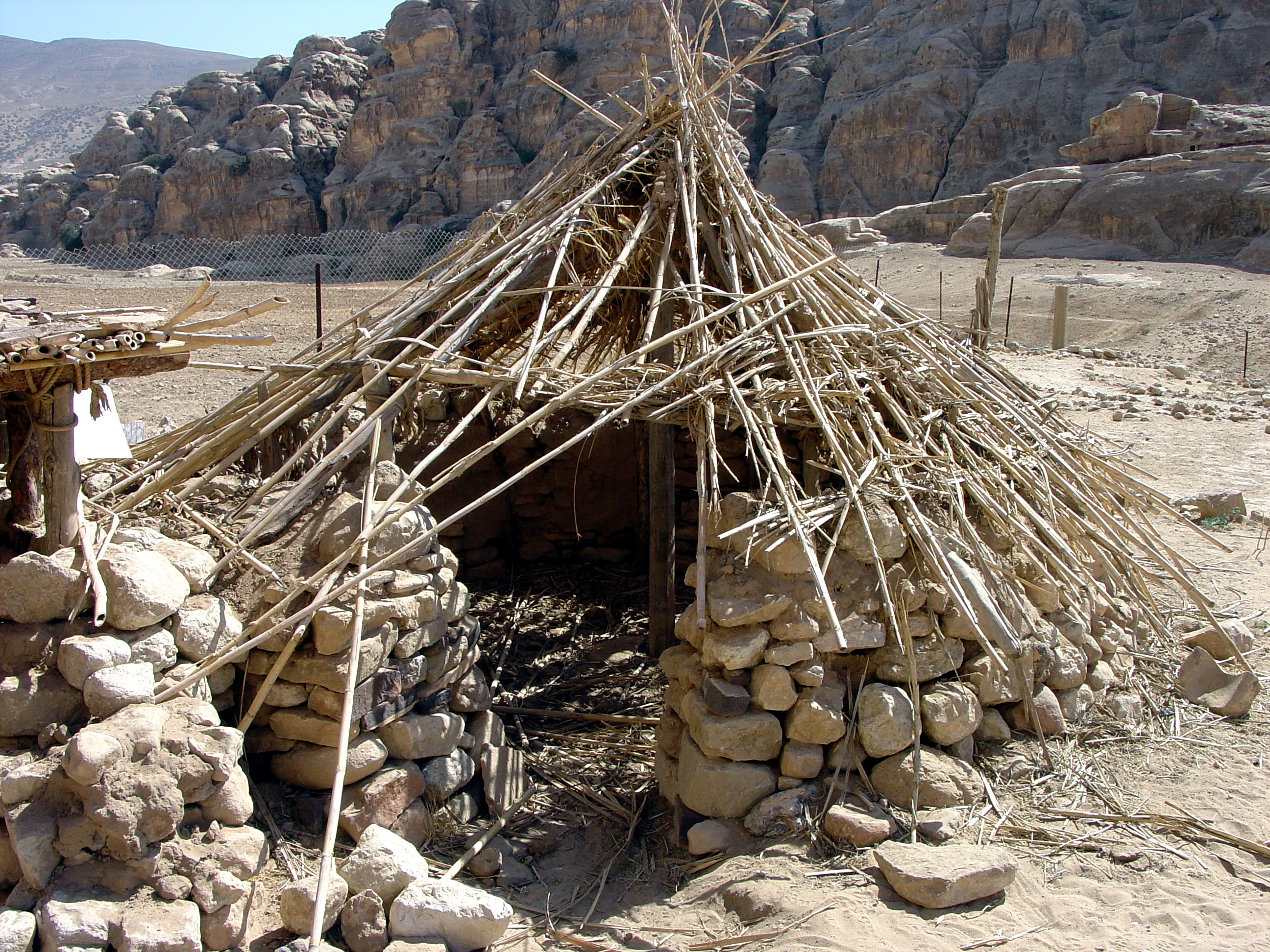
Reconstitution d'une maison ronde semi-enterrée du début du PPNB à Beidha en Jordanie.
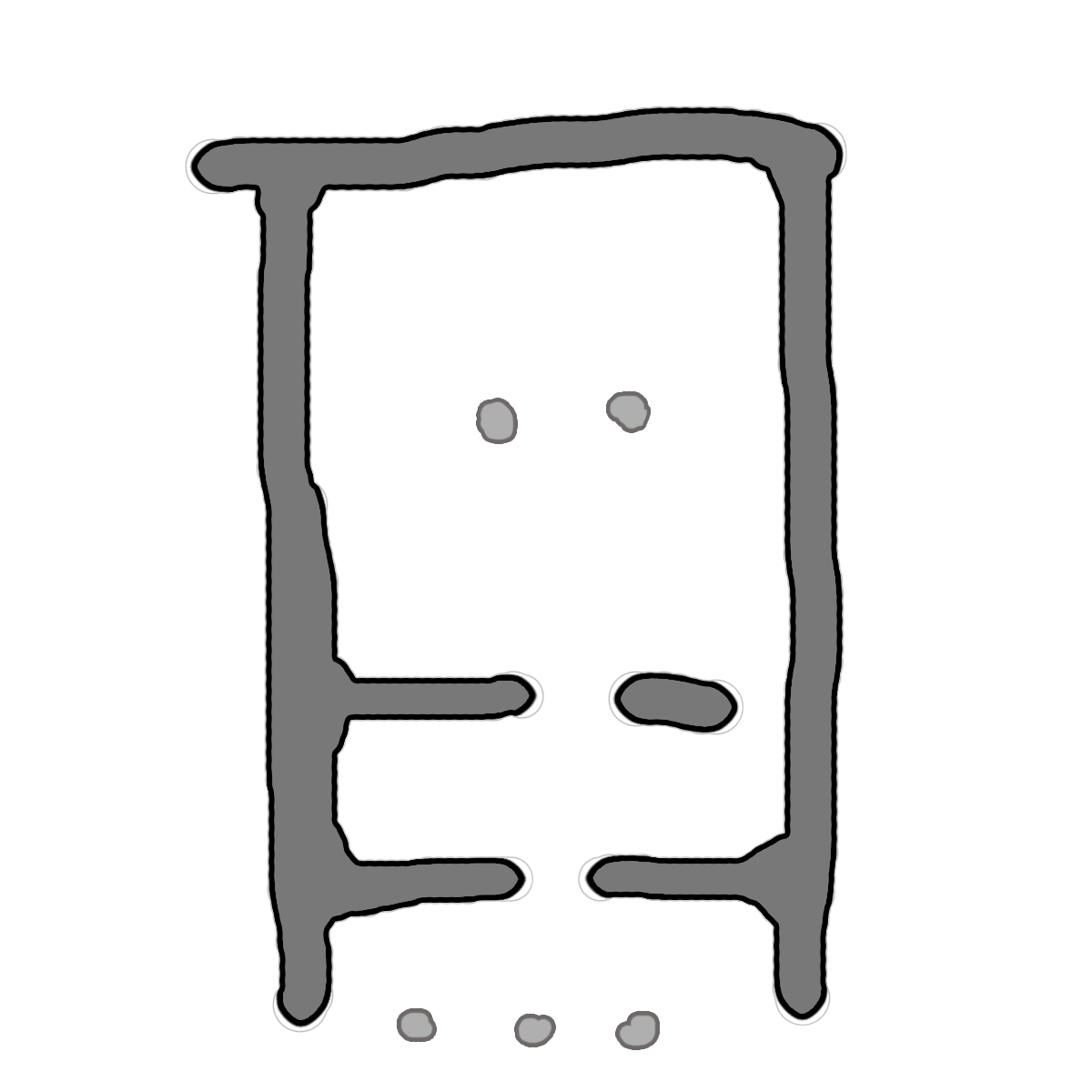
Plan de maison rectangulaire simple du PPNB du Levant sud (Jéricho).
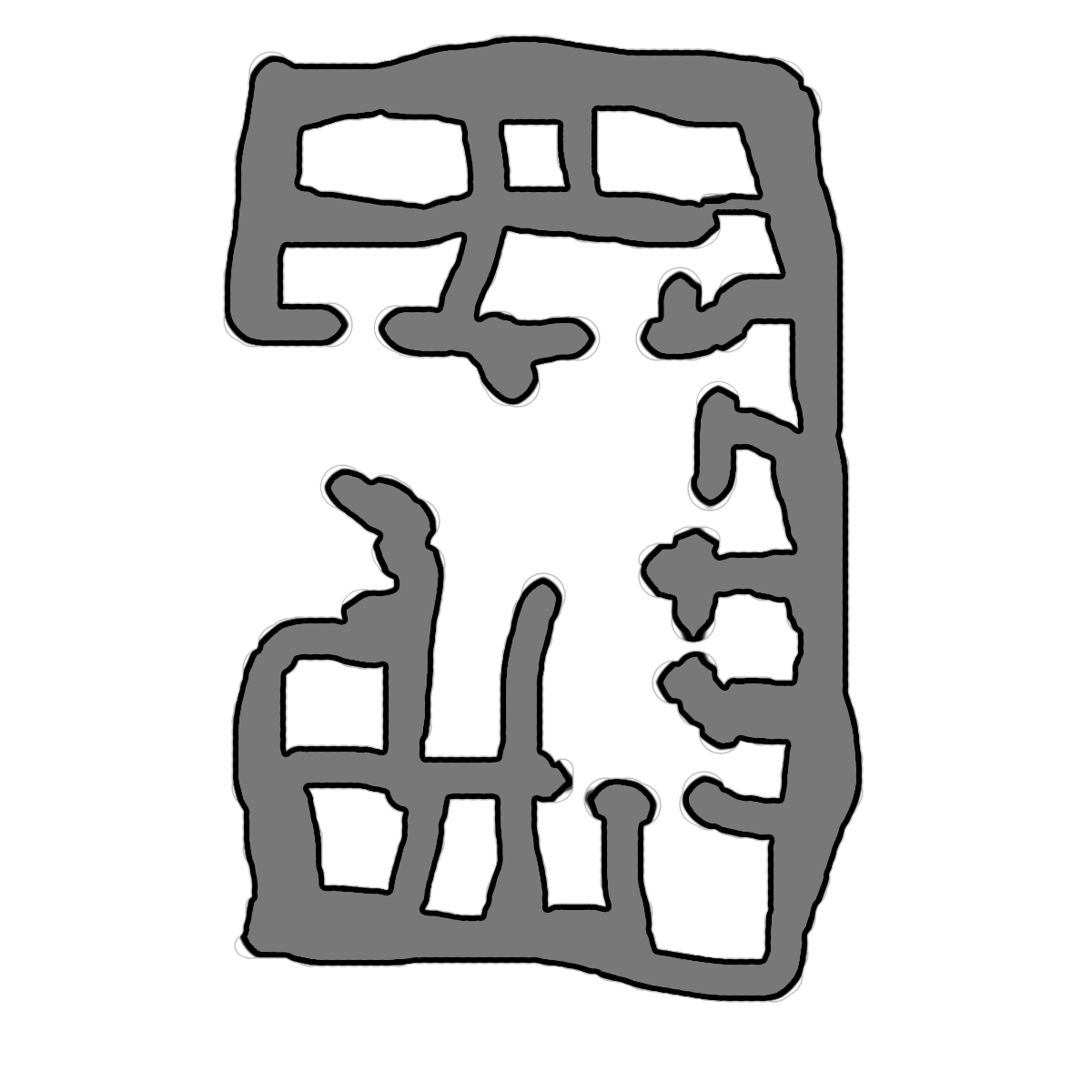
Plan de maison à cour du PPNB du Levant sud (Basta).
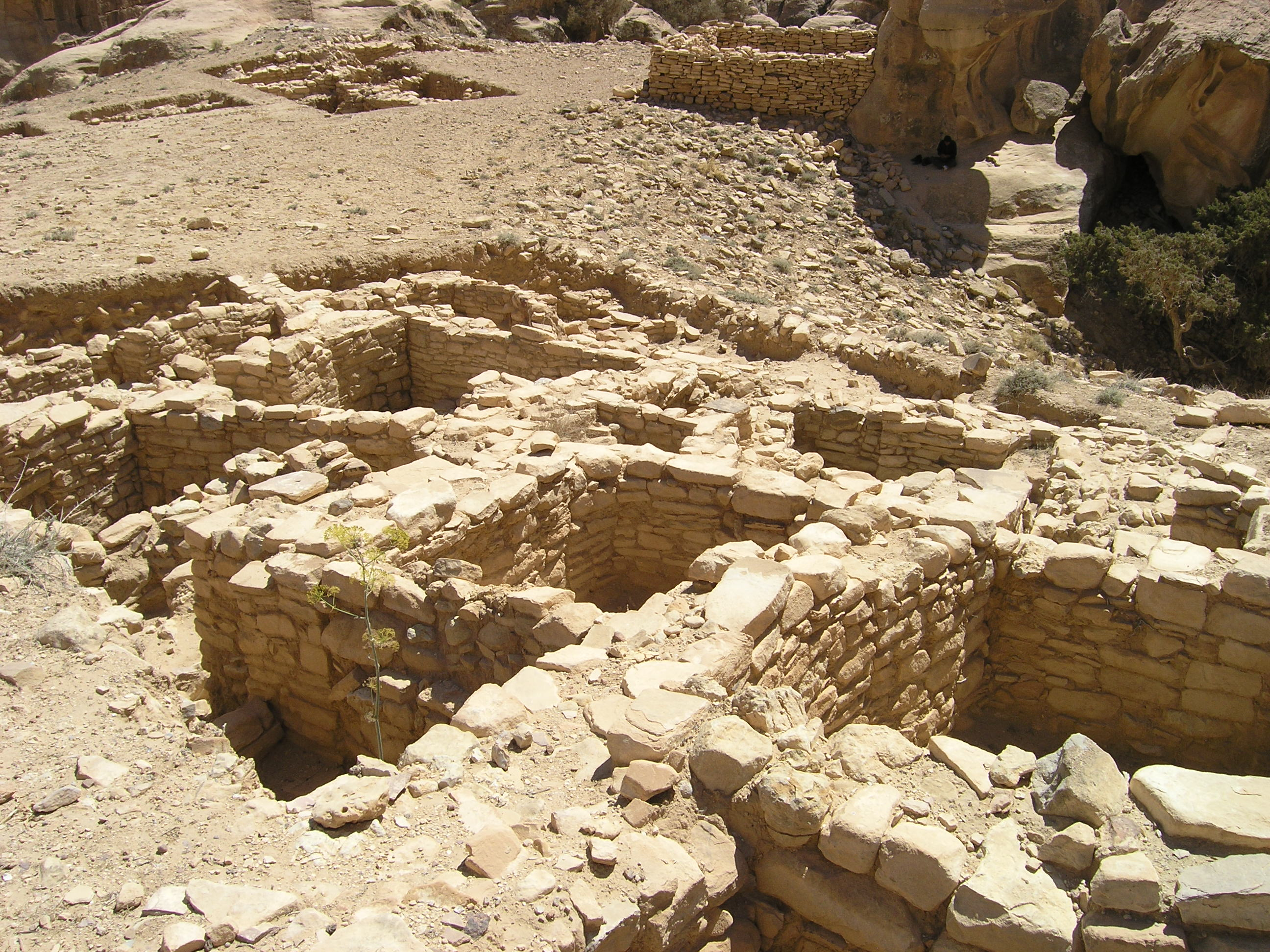
Ruines de constructions du PPNB récent sur le site de Ba'ja en Jordanie.
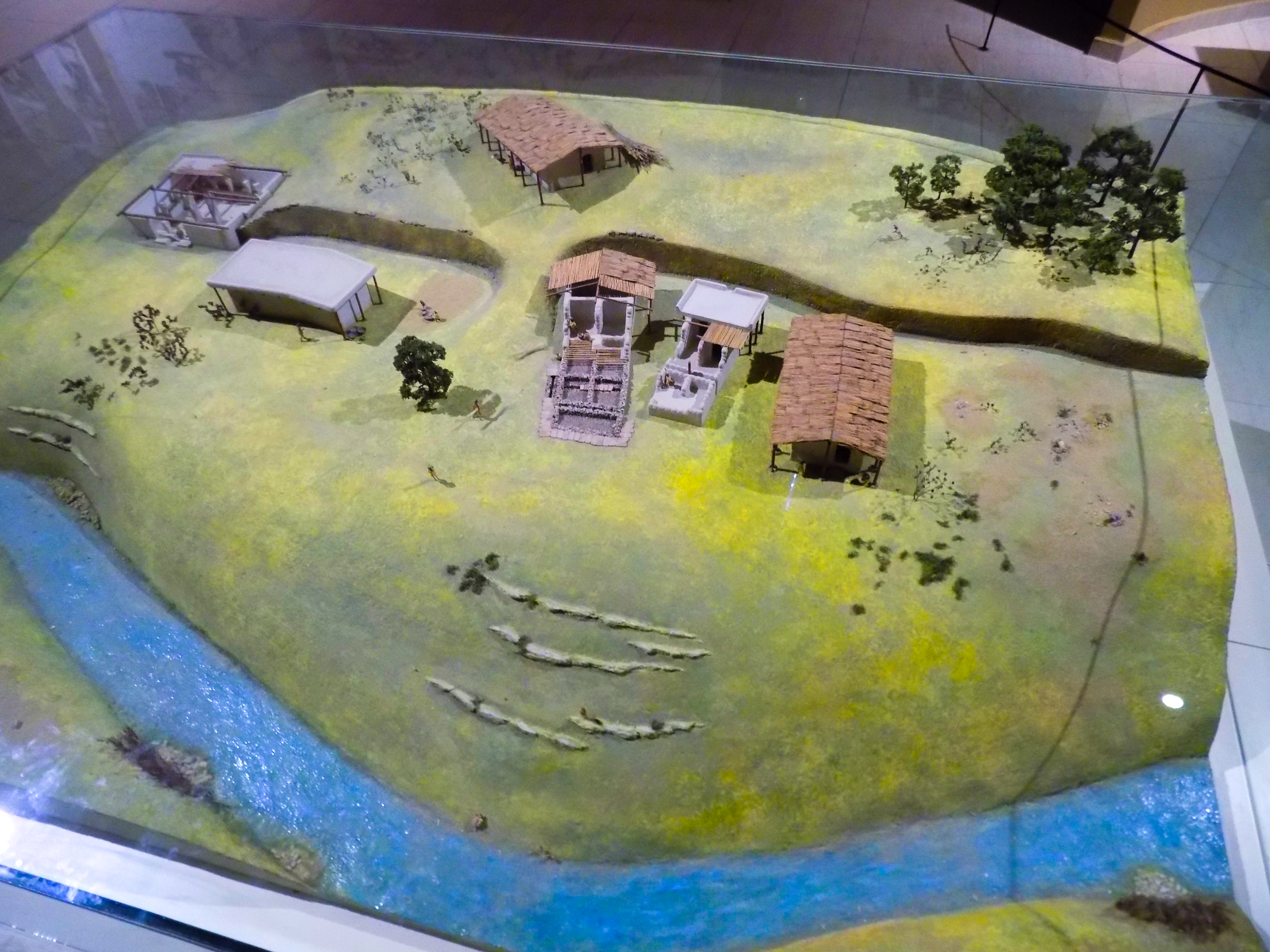
Maquette du site de Nevalı Çori au musée archéologique de Şanlıurfa.
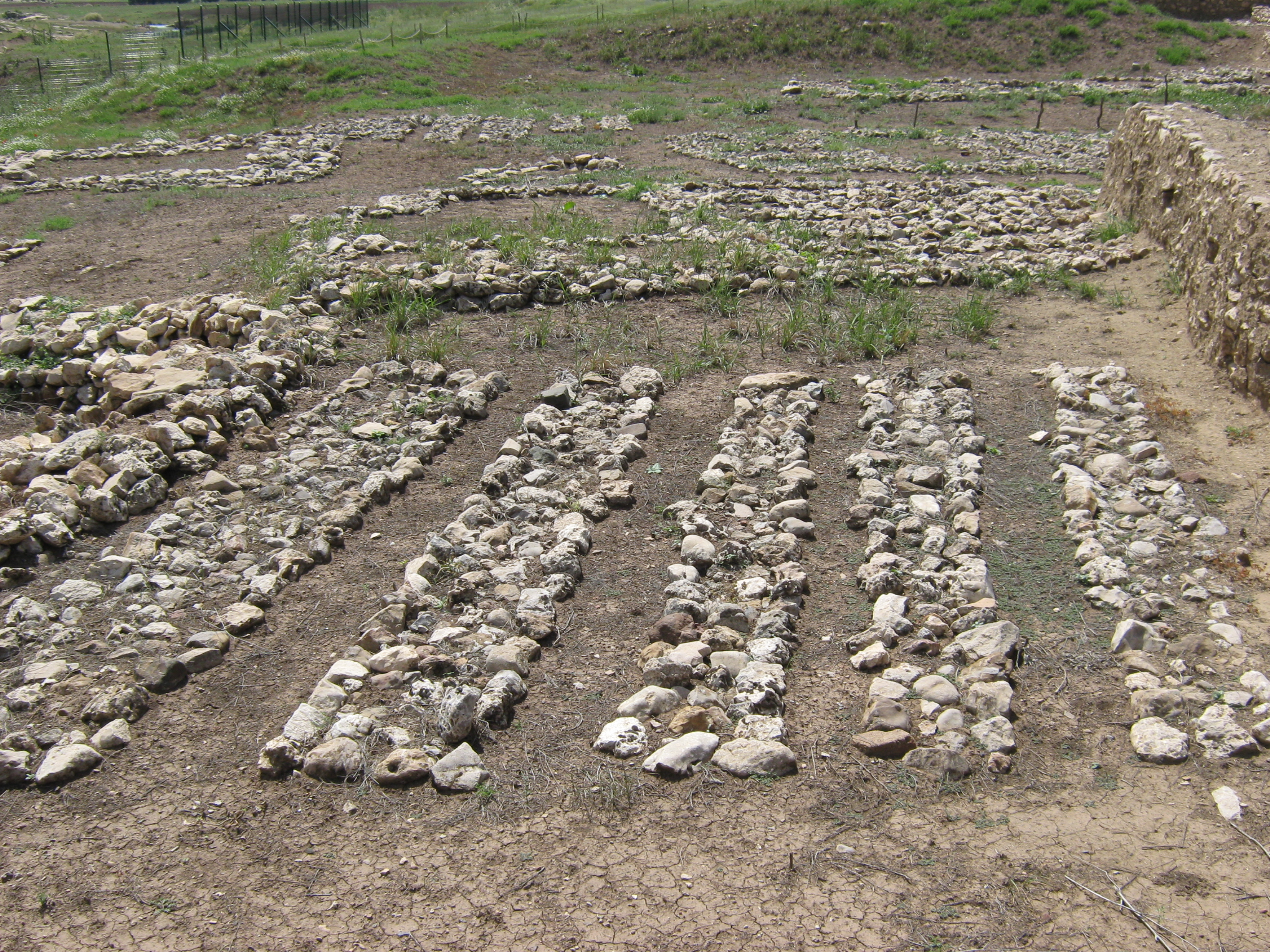
Soubassement de maison à plan « en grille » (« Grill Plan »), Çayönü.
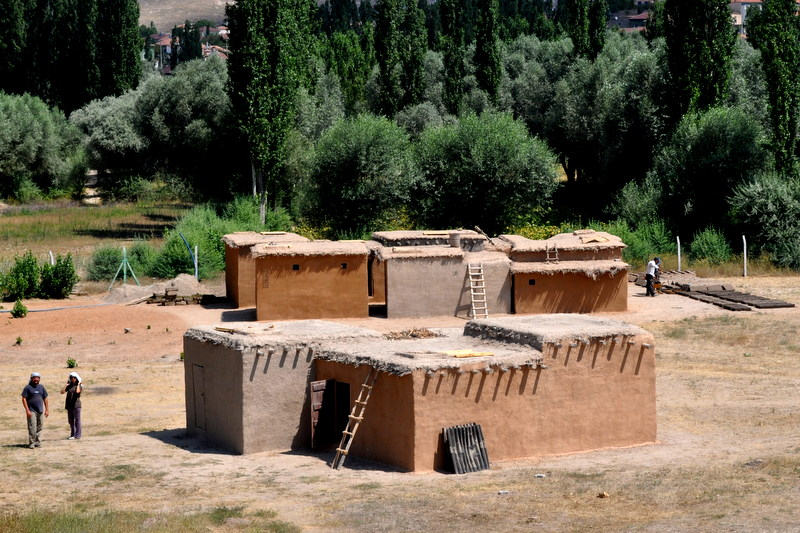
Reconstitution de maisons néolithiques rectangulaires à Aşıklı Höyük en Anatolie centrale.

Le Néolithique céramique connaît encore des sites de taille importante : Çatal Höyük (Anatolie centrale) occupait environ 13,5 hectares, avec un peuplement très dense constitué de maisons où l'accès se faisait par le toit, et sa population a pu être estimée très approximativement à environ 3 500 voire 8 000 personnes ; Shaar-Hagolan (Levant sud) est un site d'environ 20 hectares comprenant un réseau de rues séparant des grands bâtiments résidentiels ; Domuztepe dans l'horizon du Halaf récent (v. 5500 av. J.-C.) dépasse les 20 hectares et comprend peut-être 1 500-2 000 personnes. Mais  un site comme Tell Arpachiyah (nord de la Mésopotamie) qui s'étend vers la même période sur à peine 1,5 hectare présente des caractéristiques architecturales (bâtiment collectif) qui en font une agglomération d'importance régionale.

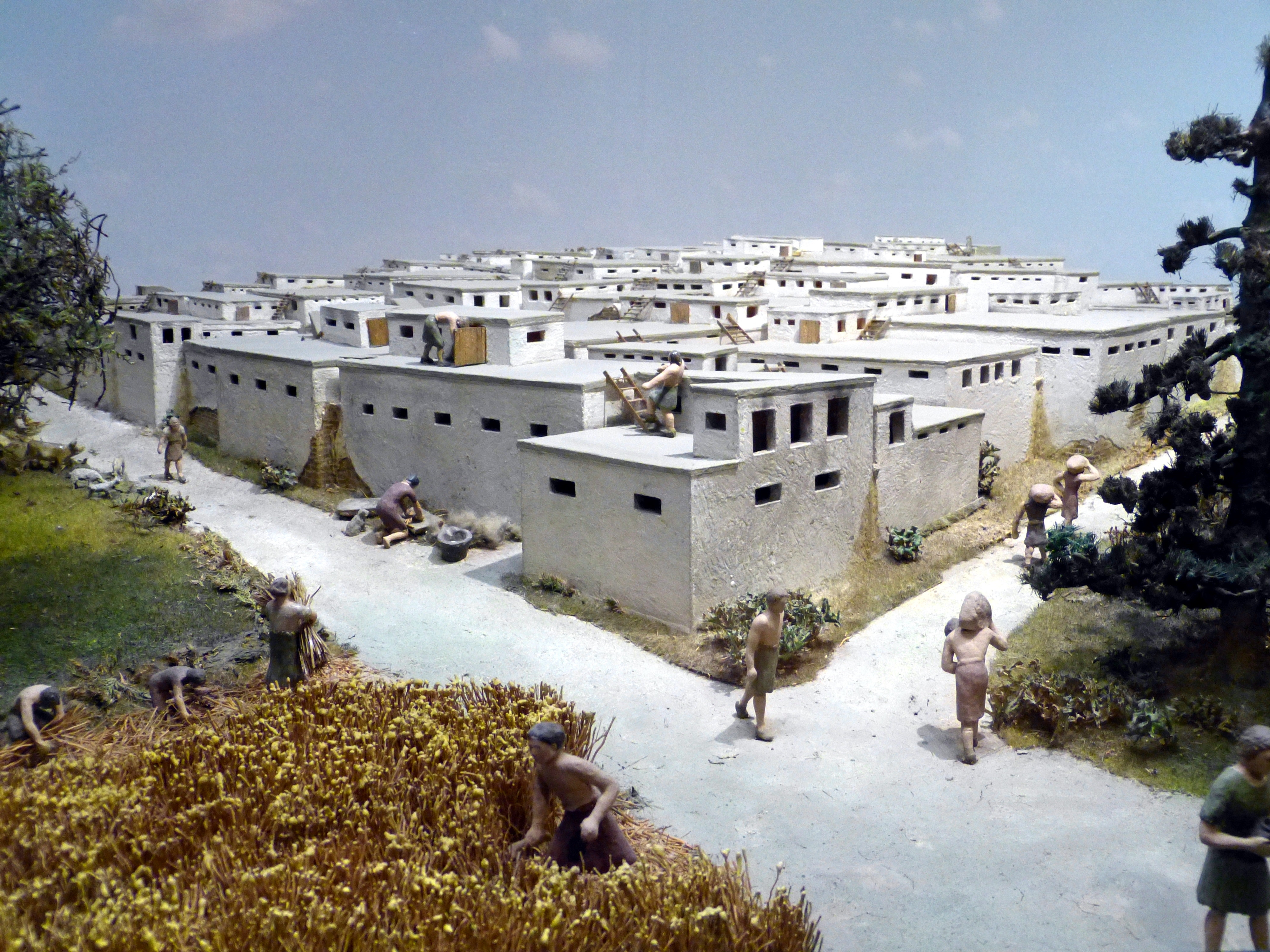
Maquette du site de Çatal Höyük, Musée de Préhistoire de Thuringe.
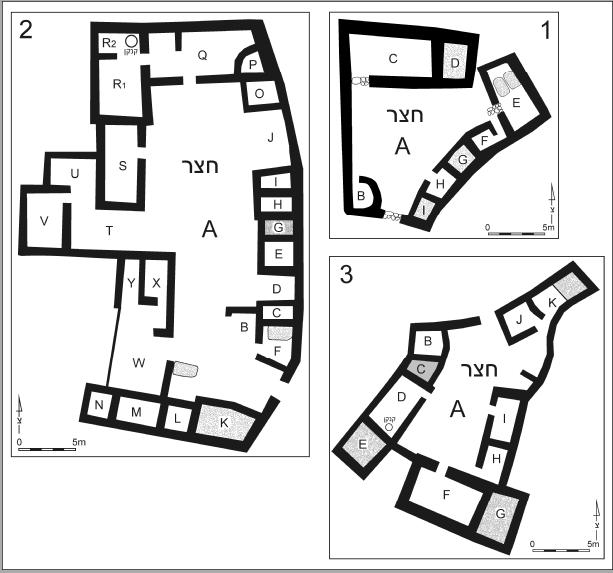
Plans de résidences à cour de Sha'ar Hagolan.

### Les domestications: naissance de l'agriculture et de l'élevage
Si on prend la définition proposée par G. Willcox, la culture des plantes consiste à « assister la reproduction et par suite la multiplication des plantes » et leur domestication est définie comme « la sélection de traits des cultivars, par exemple la perte du mécanisme de dispersion ». Pour D. Helmer, la domestication des animaux peut être définie comme « le contrôle d'une population animale par l'isolement du troupeau avec perte de panmixie, suppression de la sélection naturelle et application d'une sélection artificielle basée sur des caractères particuliers, soit comportementaux, soit culturels. Les animaux deviennent la propriété du groupe humain et en sont entièrement dépendants ».
Les premières plantes cultivées au Proche-Orient, dites « fondatrices », consistent en un groupe d'au moins neuf plantes : des céréales, l'orge, le blé amidonnier et l'engrain, des légumineuses, les lentilles, les fèves, les vesces, les pois et les pois chiches, et le lin. Les premiers animaux domestiqués, après le chien, sont les quatre ongulés domestiques primaires : le mouton, la chèvre, le porc et la vache. Le chat domestique est également attesté durant le Néolithique.

Localisation des foyers identifiés pour les domestications des céréales au Proche-Orient : agriculture pré-domestique (italique) et domestications morphologiques (droit).

Ces domestications se produisent en gros durant la période qui va de 9500 à 8500 av. J.-C. et se concrétisent par la suite, les signes non équivoques de plantes et animaux morphologiquement domestiques étant clairs pour la seconde moitié du IXe millénaire av. J.-C. Par des faisceaux d'indices (augmentation de la proportion des futures plantes domestiques consommées sur les sites, présence d'animaux commensaux tels que les souris et les moineaux, présence plus courante de la paille, âge d'abattage des animaux, etc.), il est possible d'identifier pour les siècles antérieurs les débuts des domestications. Elles sont identifiées sur un ensemble de site, notamment dans le nord du Levant et le sud-est anatolien, mais également dans le sud du Levant et le Zagros, également sur Chypre : il n'y a donc pas de foyer unique. Les principaux faits mis en évidence sont que les plantes et animaux domestiqués étaient avant leur domestication exploités sous la forme d'une collecte de type cueillette et chasse, et aussi sous des formes de contrôle « pré-domestiques », les méthodes et techniques nécessaires aux domestications étant déjà connues à la fin du Paléolithique. La sédentarité (ou semi-sédentarité) mise en place dès l'Épipaléolithique précède le phénomène et ne peut donc plus être vue comme sa conséquence. Les changements climatiques qui se produisent durant la phase de transition qui voit la fin du dernier âge glaciaire et le début de l'Holocène coïncident avec le processus de domestication et ont probablement une influence sur le processus. L'agriculture et l'élevage apparaissent dans des zones où les plantes et animaux domestiqués se trouvent à l'état sauvage, qui du reste comprennent un grand nombre de ressources alimentaires à l'état naturel. À partir de ces éléments plusieurs explications ont été proposées afin de savoir pourquoi ces évolutions se sont produites, aucune n'étant parvenue à faire consensus,,,. Plutôt que de s'en tenir à une seule piste, il est probable qu'il faille prendre en considération une pluralité de facteurs : « le climat, la démographie, des décisions économiques rationnelles, des réponses biologiques des plantes et des animaux aux interventions humaines, des opportunités et des tensions sociales, aussi bien qu'une reformulation de la place de l'humanité dans l'univers à travers le rituel et la religion » (M. Zeder et B. Smith).
L'agriculture ne domine pas dès le début la subsistance des sociétés qui domestiquent des plantes, loin de là. Dans les premiers temps, la chasse et la cueillette restent importantes, et les groupes qui développent l'agriculture ont souvent des économies mixtes, mêlant une part importance de collecte et de culture. Selon les lieux, le poids de l'agriculture dans la subsistance varie beaucoup. Ce n'est que dans les phases tardives du PPNB et surtout au Néolithique céramique qu'elle devient dominante sur une majorité de sites. Cette agriculture néolithique se déroule probablement sur de petites parcelles, qui s'apparentent plus à des jardins où coexistent plusieurs cultures qu'à des champs étendus dédiés à une culture principale. Ces parcelles sont travaillées par la seule force humaine, avec des outils tels que la houe, plutôt de façon intensive qu'extensive. C'est pour l'essentiel une agriculture sèche, reposant sur l'apport d'eau naturel (précipitations), mais l'agriculture irriguée se développe progressivement et permet la conquête de nouvelles régions, notamment la plaine mésopotamienne où les précipitations sont insuffisantes pour la pratique de l'agriculture sèche,. L'élevage est dès les débuts étroitement associé à l'agriculture (on parle d'économie « agro-pastorale »). Il faut aussi prendre en considération, tant pour les modes de vie que les activités, le développement d'un nomadisme « pastoral », conséquence de la domestication des animaux, qui se trouve notamment dans les espaces semi-arides, avec des groupes mobiles accompagnés de troupeaux importants, constitués essentiellement d'ovins et de caprins. De plus la chasse survit, et reste parfois importante. Au PPNB final dans le désert de Jordanie, se développe une forme de chasse de masse de la gazelle par le biais de pièges à grande échelle (les « Desert kites »), associés à des campements et installations rituelles, témoignant là encore d'une forme originale de développement des communautés de ces époques, qui ne suivent pas le modèle classique de néolithisation.

### Les industries et progrès techniques
Les productions matérielles du Néolithique proche-oriental mobilisent un ensemble divers de matières premières. En raison des conditions de conservation sur les sites du Moyen-Orient, les matières périssables (peaux, bois, roseau, fibres végétales et animales) ont en général disparu, et leur travail ne peut être appréhendé. Restent donc les pierres, le plâtre, l'argile, les os, et dans une moindre mesure les minerais métalliques. Ces industries sont caractérisées par leur chaîne opératoire, ensemble d'opérations allant de l'extraction de la matière première jusqu'à la réalisation et l'utilisation du produit fini, que les recherches tentent de reconstituer.
Les progrès techniques se repèrent dans de nombreux domaines.
- La taille des silex s'améliore, avec le développement de méthodes de débitage plus complexes permettant de réaliser des lames plus allongées (notamment le débitage laminaire naviforme), des pointes de flèches, ainsi qu'un outillage accompagnant le développement de l'agriculture (lames de faucilles et de couteaux, haches bifaces)[197]. La taille des pierres concerne aussi l'obsidienne[198].
- La pierre polie sert à réaliser des haches et du mobilier de broyage (meules, mortiers, pilons), ainsi que de la vaisselle en pierre et des éléments de parure[199].
- La maîtrise du feu progresse aussi, pour permettre la transformation de plusieurs matières. La fabrication et l'usage de la chaux et du plâtre se développe, pour la construction (isolation des murs, enduits des sols) et la fabrication de vases (« vaisselle blanche »)[200].
- Les progrès dans la pyrotechnie débouchent surtout sur l'apparition de la céramique au PPNB tardif, autour de 7000 av. J.-C., identifiable en plusieurs régions (Haute Mésopotamie, Syrie occidentale, Anatolie centrale, Zagros). De nombreux types de récipients en céramiques, décorés ou non, se développent par la suite, là encore en lien avec les besoins de l'économie agricole et du mode de vie villageois, devenant des éléments caractéristiques des sociétés du néolithique tardif[201],[202].
- La vannerie est également employée pour réaliser des récipients (paniers) ainsi que des nattes ; peu de vestiges sont conservés, mais des empreintes de ces objets ont été conservées dans la terre[203].
- Le développement de l'artisanat textile (du lin, aussi de la laine et des poils de chèvre au moins au Néolithique récent) est quant à lui surtout identifié par des éléments de tissage et de filage (pesons, fusaïoles)[204].
- Dans le domaine de la construction, les techniques du pisé et du torchis sont employées au début de la période (plutôt pour les superstructures), puis au PPNA apparaît la brique en argile crue[205], qui connaît d'importantes évolutions et se décline durant le Néolithique tardif en plusieurs traditions régionales[206].
- La maîtrise de l'eau progresse aussi, par le développement de différents aménagements hydrauliques : des puits, des citernes, des barrages de rétention d'eau[207]. La construction de canaux d'irrigation est au moins pratiquée en Mésopotamie centrale après 6000 av. J.-C.[192]

Les transformations du Néolithique affectent grandement ces différentes industries, qui parviennent à élaborer des produits de plus en plus divers, et ces changements sont pour beaucoup des réponses aux adaptations nécessitées par la mise en place de l'économie agro-pastorale. Si la production est majoritairement faite dans un cadre domestique par des non-spécialistes, au fil du temps apparaissent des chaînes opératoires plus élaborées, qui sont manifestement le fruit d'expérimentations et d'une expertise d'un niveau qui peut être qualifié de « spécialisé ». Apparaissent donc des artisans, dont l'activité principale, si ce n'est unique, est d'élaborer des produits artisanaux. Leur savoir-faire et leurs réalisations sont recherchés, et se retrouvent sur un vaste espace, peut-être parce qu'ils exercent leur activité de façon itinérante et/ou transmettent leurs connaissances ailleurs.
De plus certains types de productions commencent à se retrouver sur de grands espaces, mais en petite quantité, et elles sont manifestement plutôt destinées aux usages des élites. Ces circulations de savoir-faire et de biens ont sans doute joué un rôle important sur le plan culturel, en participant à la mise en relation des régions du Proche-Orient néolithique.

## Arts visuels

### Figurines et statuettes
L'ensemble le plus répandu d'objets d'arts, ou non utilitaires, du Proche-Orient néolithique sont des représentations animales ou humaines de petite taille, qu'on désigne comme des figurines si elles sont modelées en argile, plâtre ou chaux, et des statuettes si elles sont taillées dans de la pierre. Elles ont de toute manière tendance à représenter les mêmes choses.
Les représentations animales et humaines de petite taille se répandent au Proche-Orient à l'époque du Natoufien, sous la forme de manches d'outils et d'armes ou d'objets isolés, en os, représentant des animaux (des ruminants, peut-être des gazelles), et des statuettes en pierre d'humains, en général des têtes, parfois des corps relativement réalistes ou très stylisés,.
Durant le PPNA, les représentations féminines deviennent le type le plus courant, sous la forme de statuettes sculptées dans du calcaire ou de figurines modelées dans de l'argile, certaines cuites de façon intentionnelle ; tantôt schématiques (jusqu'aux figurines en forme de T du Zagros), tantôt plus réalistes, souvent en volume, mais plus plates au Levant sud, elles représentent en tout cas sans équivoque le genre de leur sujet. J. Cauvin y voit des figures divines, un témoignage de sa « révolution des symboles »,. Parfois les représentations se limitent à une tête. Les représentations masculines sont attestées au PPNB, mais elles restent beaucoup plus rares que celles de femmes. Les figurines et statuettes animales restent courantes durant le Néolithique précéramique, avec une prédilection pour les bovidés dans le Levant, tandis que dans le Zagros, zone où les représentations animales sont plus nombreuses que les humaines, on retrouve souvent la chèvre et le sanglier ; la Haute Mésopotamie est caractérisée par ses statuettes de têtes animales, notamment des oiseaux à Nemrik.
Les figurines prennent à partir de la fin du PPNB et durant le Néolithique céramique un aspect plus élaboré, avec l'ajout d'éléments, notamment les yeux. Les figurines du Yarmoukien sont assises ou debout, avec un profil aplati ; celles du Levant nord et de Mésopotamie sont plutôt aplaties, et debout ; dans le Zagros, les formes très stylisées en T perdurent. Les figurines en volume assises se retrouvent aussi dans les deux dernières zones. Des figurines féminines aux formes voluptueuses apparaissent dans l'Anatolie de cette période, avec un lien évident avec la fécondité à Çatal Höyük où une statuette représente une femme en train d'accoucher.

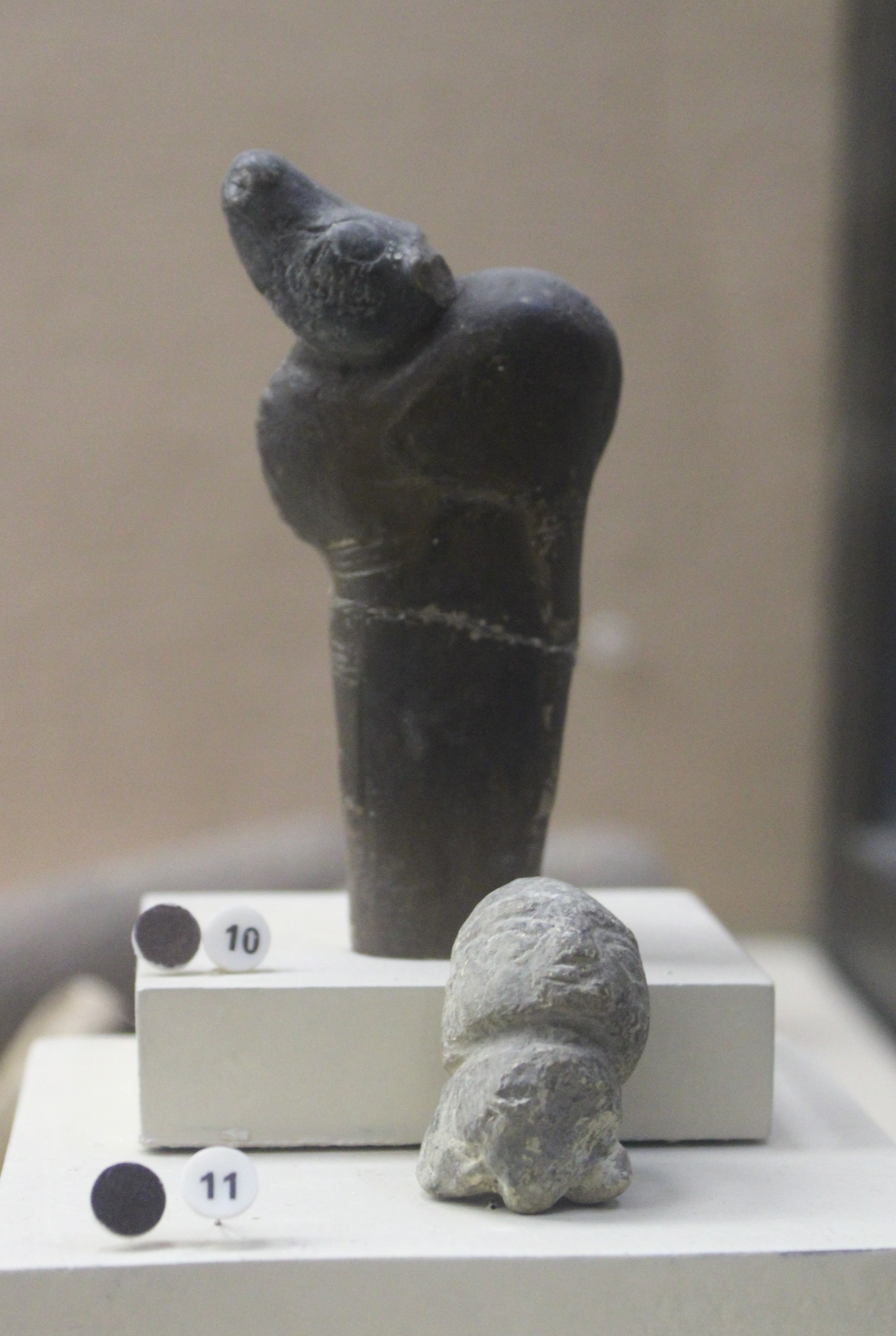
Moulages de sculptures d'El-Wad, Natoufien : manche de faucille en os poli en forme d'un jeune cervidé (?) ; tête humaine sculptée et gravée en calcite. Musée d'Archéologie nationale.
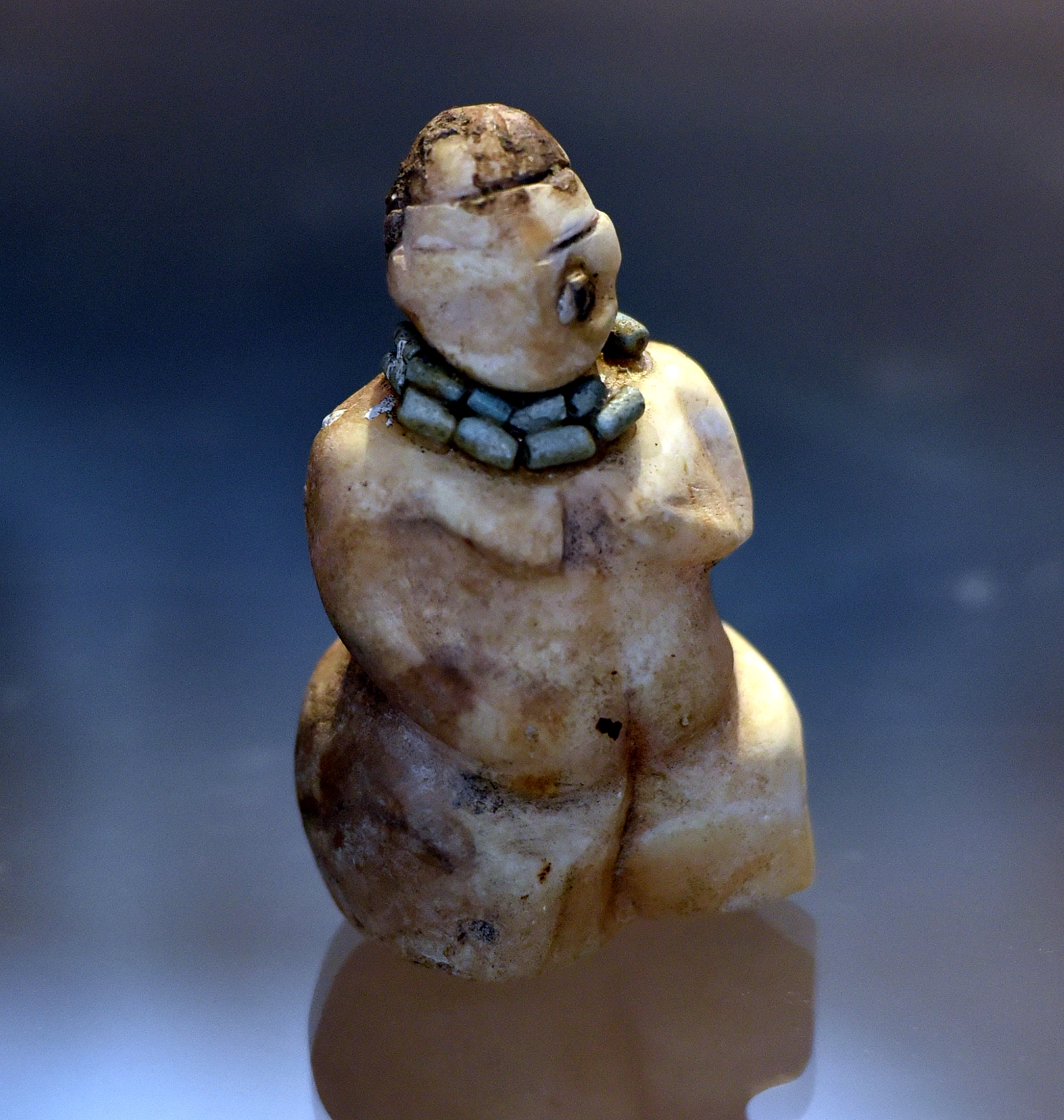
Statuette de déesse-mère de Tell es-Sawwan, période de Samarra. Musée national d'Irak.
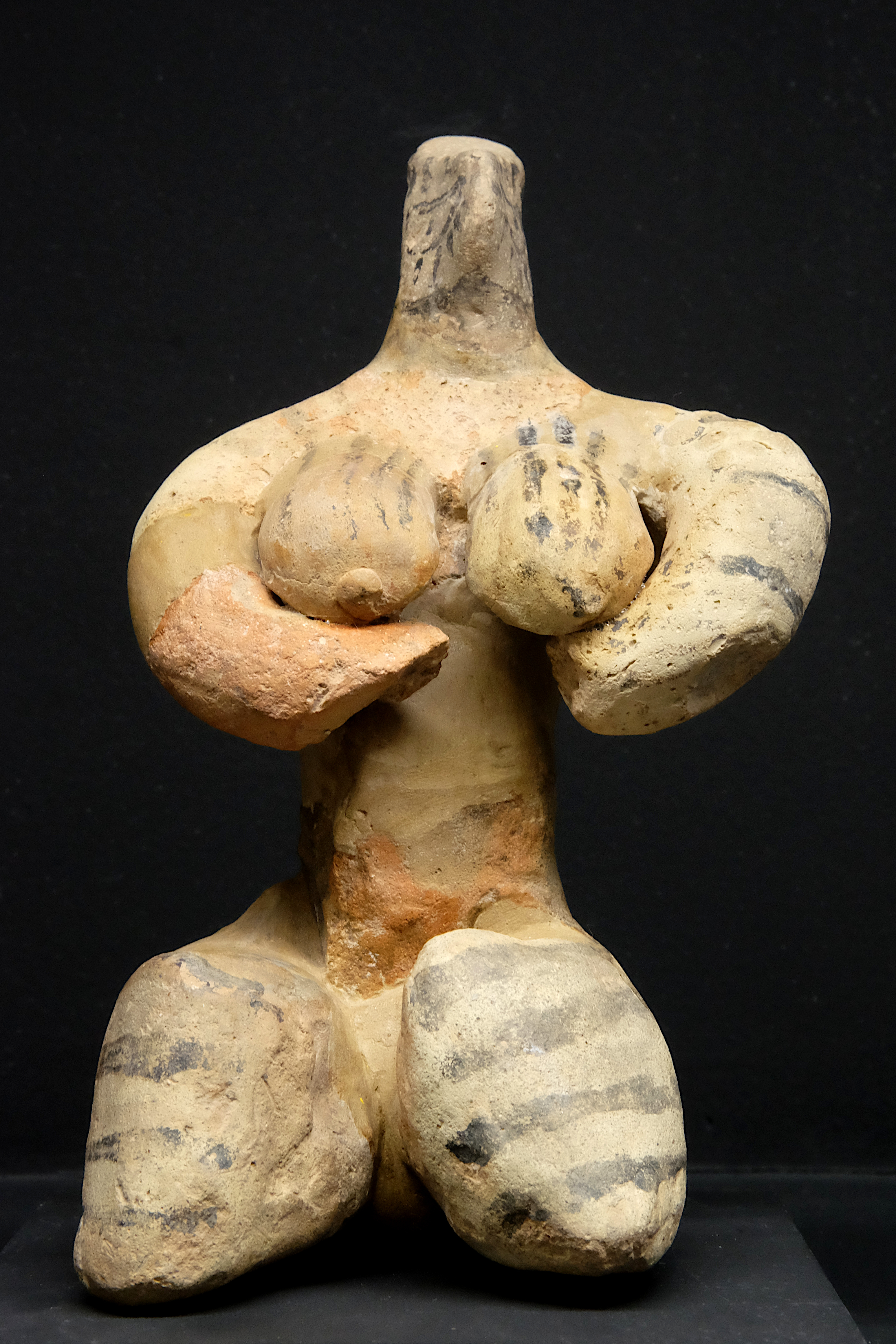
Figurine de parturiente assise de la période de Halaf. Musées royaux d'Art et d'Histoire de Belgique.
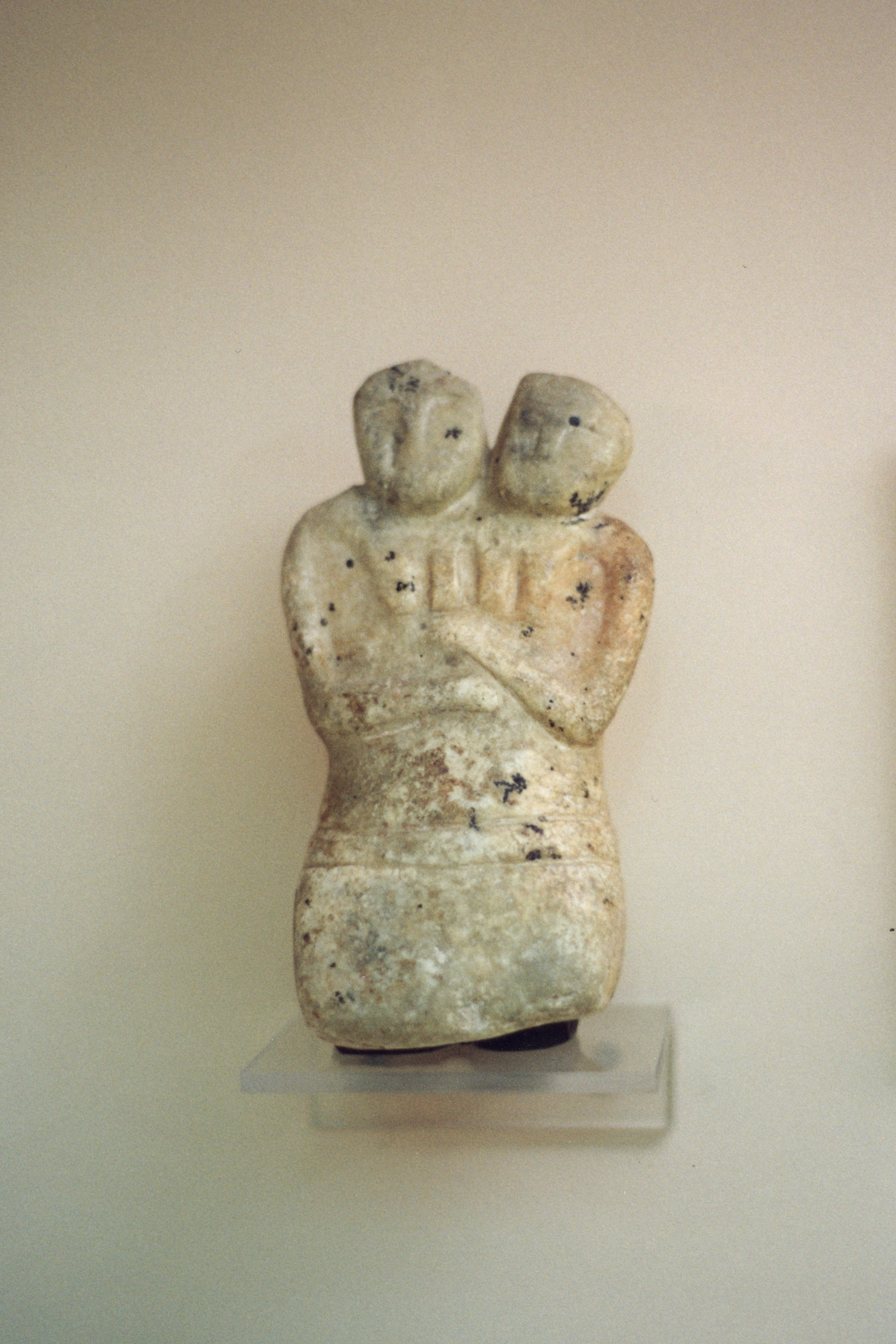
Statuette en marbre, déesses jumelles, Çatal Höyük.
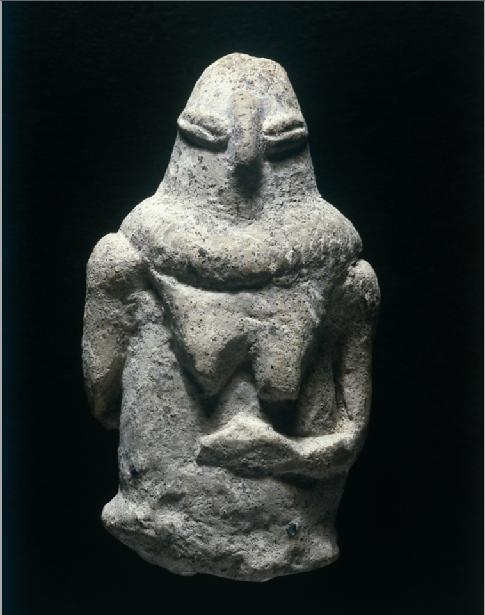
Figurine humaine de Shaar-Hagolan. Musée de la culture du Yarmouk.
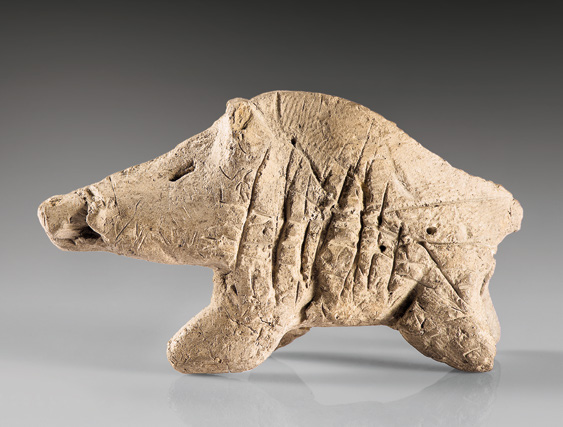
Figurine en terre cuite de sanglier provenant de Sarab (Zagros central). Musée national d'Iran.

### Statues, piliers et bas-reliefs
Les statues, sculptures de plus grande taille que les figurines et statuettes, représentent leur sujet dans une taille moyenne ou proche de la réalité.
Les statues en pierre apparaissent dans le Néolithique précéramique de l'Anatolie du sud-est. Göbekli Tepe est caractérisé par ces piliers monumentaux en T, qui sont manifestement des représentations humaines très simplifiées, puisque les piliers centraux des enclos ont des bras et pagnes en bas-reliefs. Ceux des pourtours ont des représentations en bas- ou haut-reliefs d'animaux, quelquefois d'humains. Ce site a également livré un « totem » associant humains et animaux, et des plus petites statues animales et humaines. Un art voisin se retrouve à Nevalı Çori. De la même période est datée une statue de 1,80 mètre provenant d'Urfa, représentant un homme. Plus récemment (2021) ont été mis au jour des bas-reliefs à Sayburç, qui semblent contemporains, et pourraient témoigner d'un art narratif.

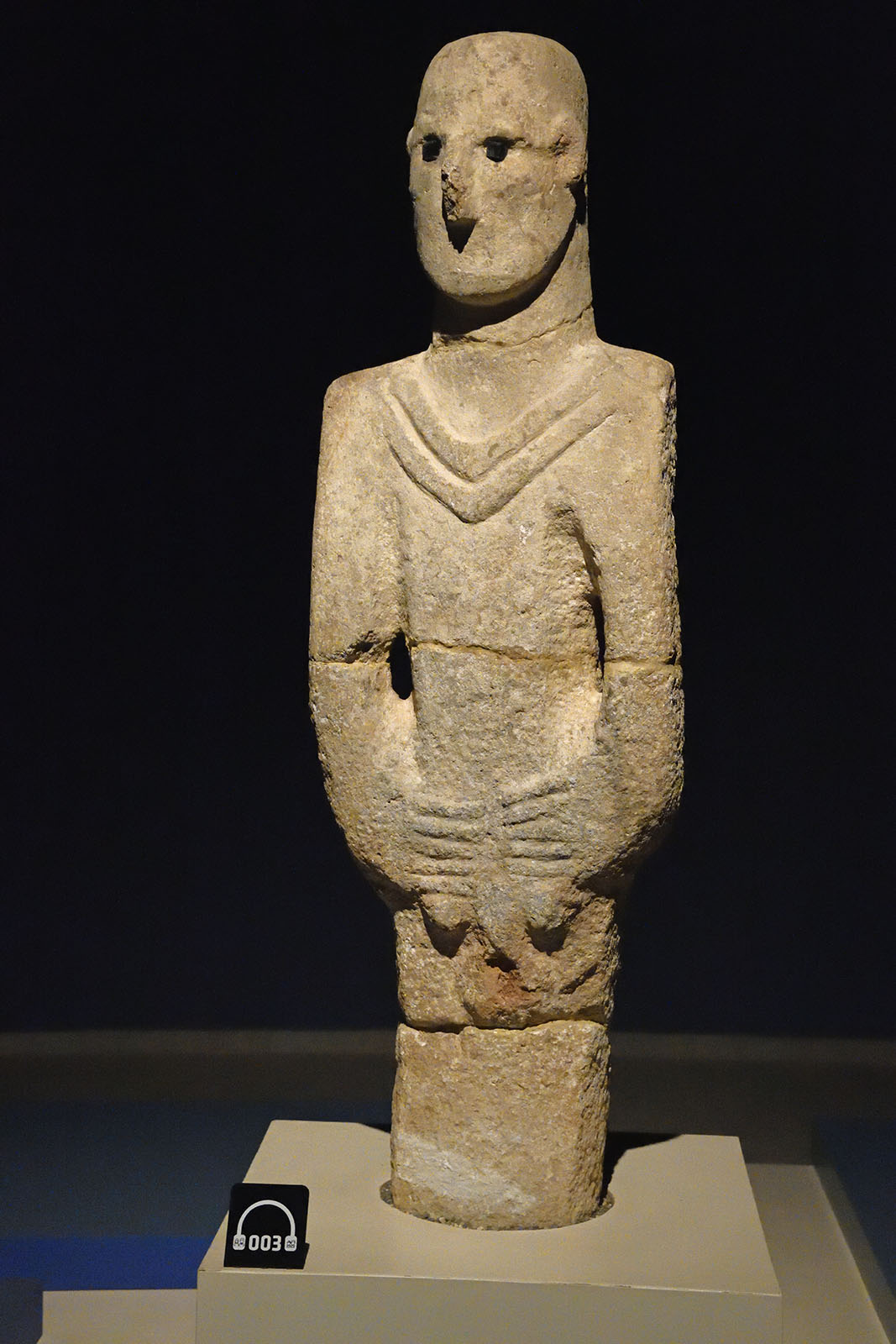
Statue de l'« homme d'Urfa ».
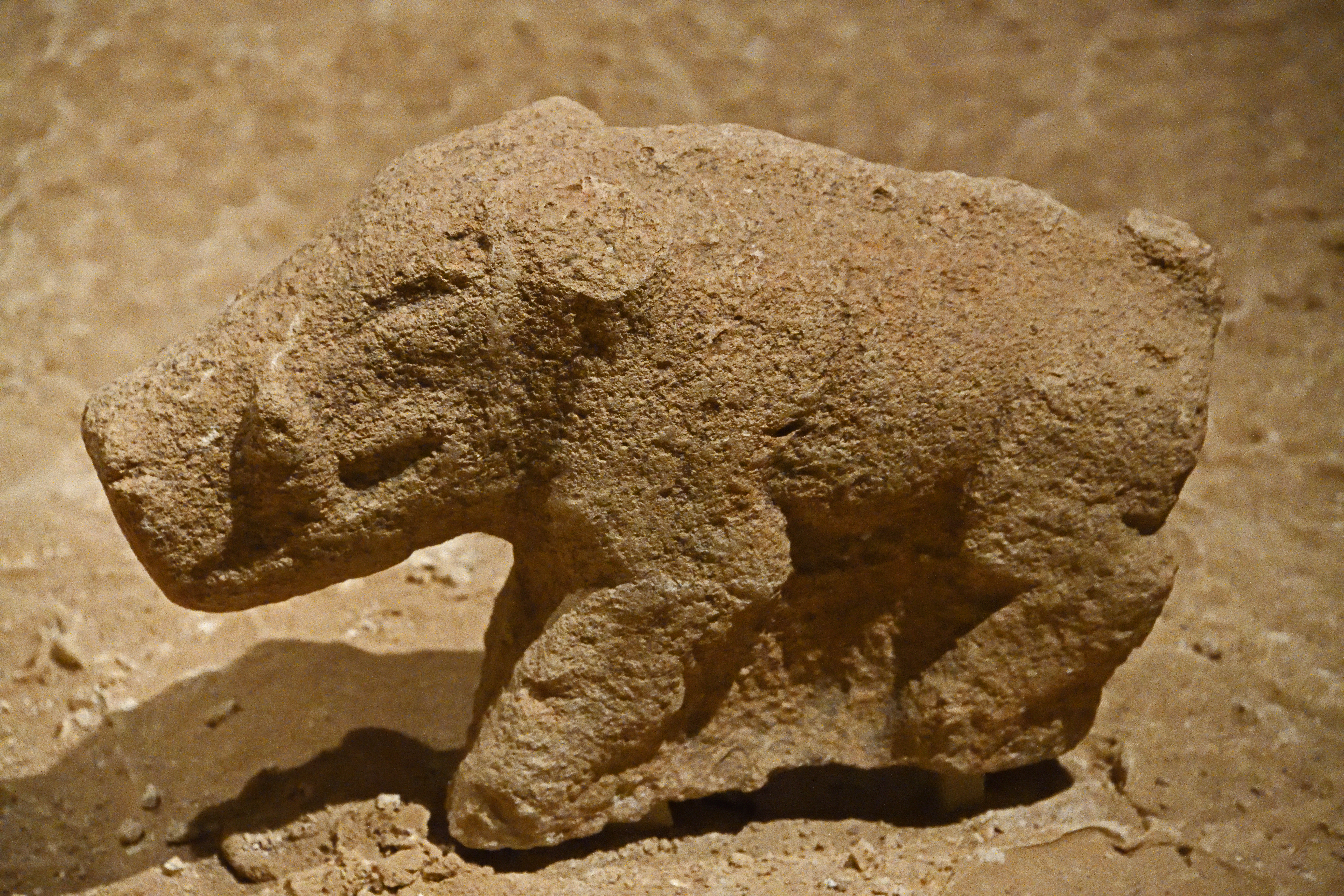
Statue de sanglier, Göbekli Tepe.
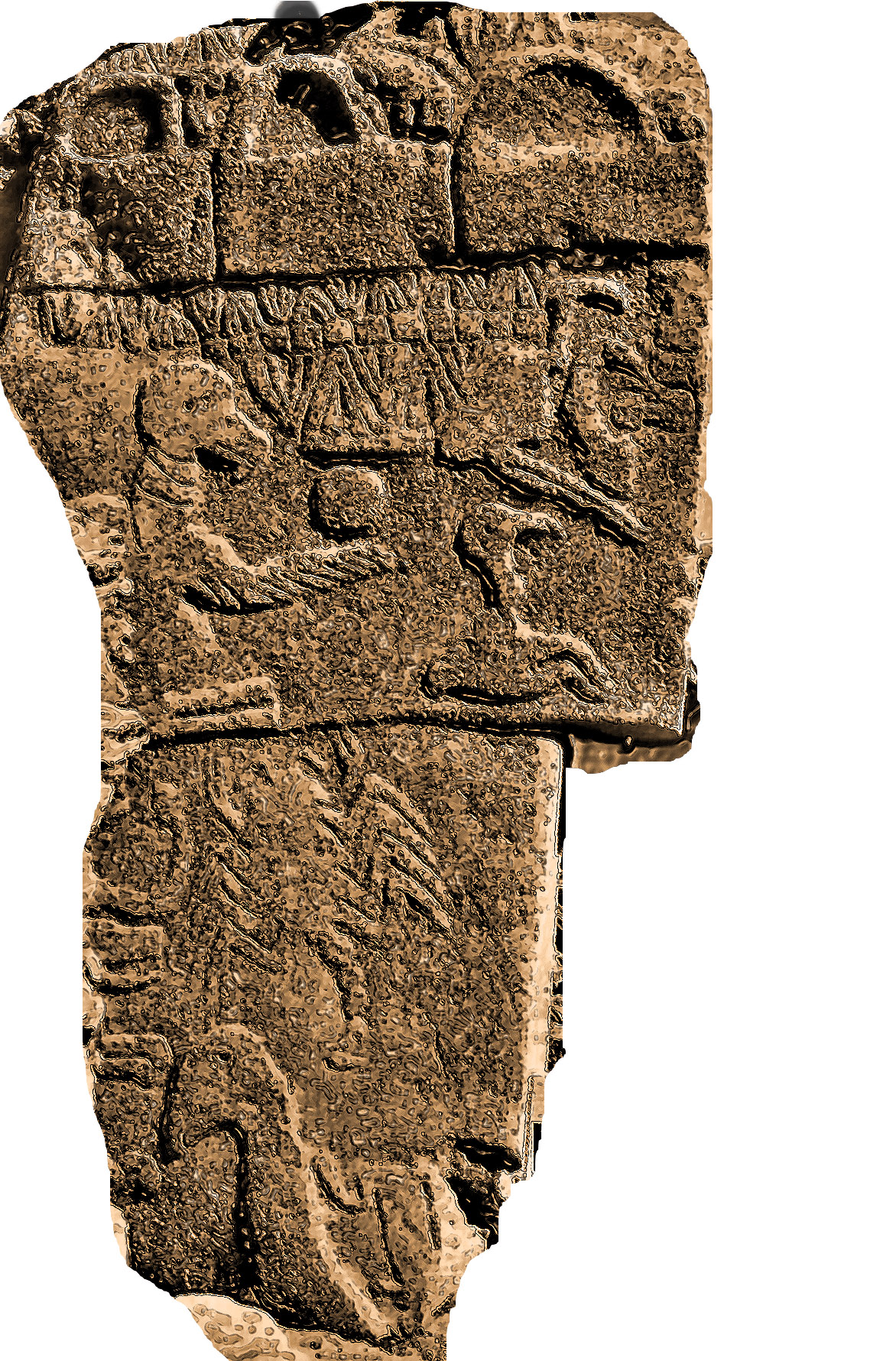
Pilier 43 de l'enclos D de Göbekli Tepe.
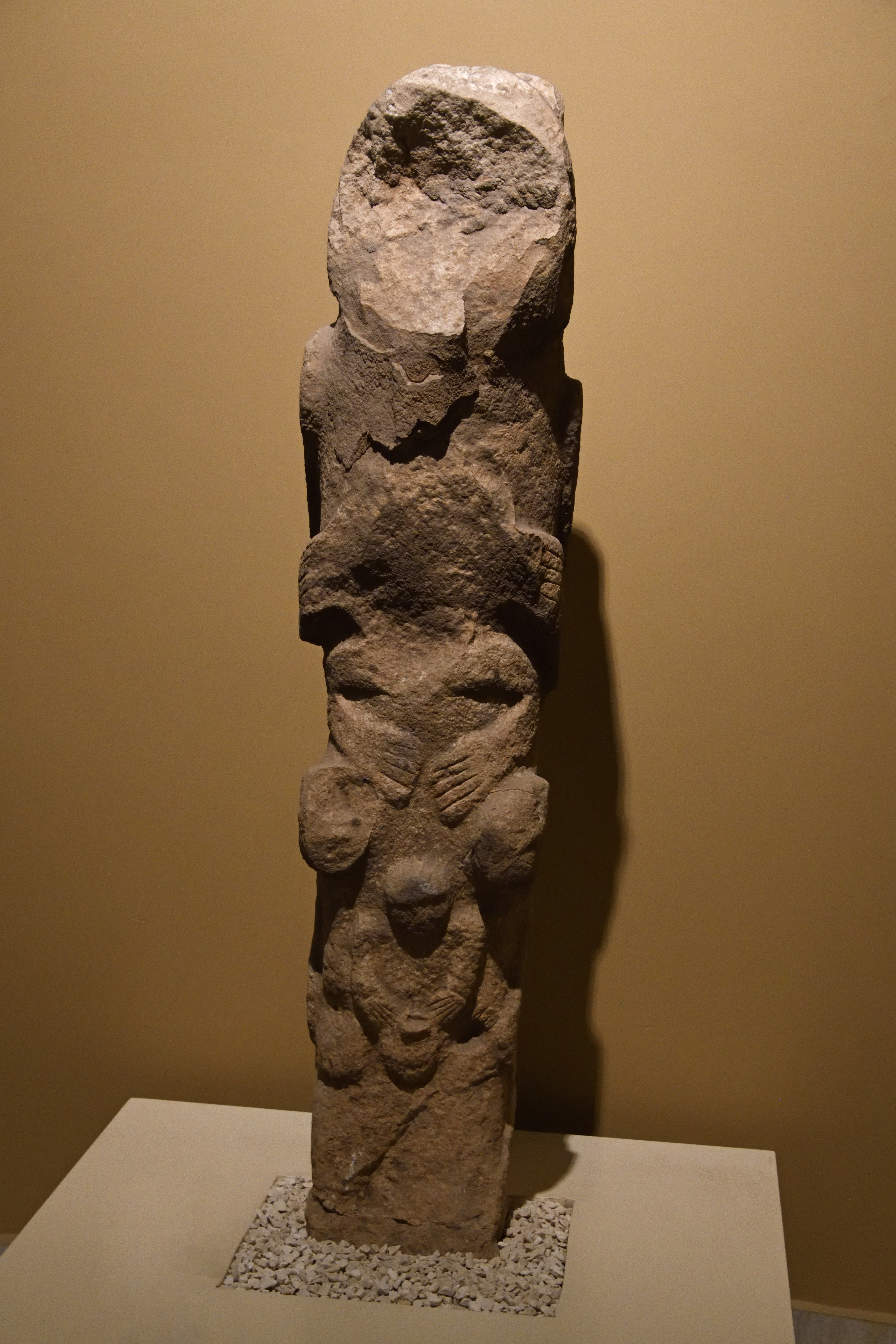
« Totem » du niveau II de Göbekli Tepe.

La statuaire du PPNB provient d'Ain Ghazal en Jordanie, des bustes d'environ 50 cm et des statues en pied d'environ 1 mètre, mises au jour dans deux fosses où elles avaient été volontairement enterrées. Elles sont réalisées en chaux ou plâtre sur une armature en roseau, du bitume sert à souligner leurs yeux et pupilles, un engobe rouge colore le visage de certaines. Des fragments (jambes) de statues similaires ont été mis au jour à Jéricho,,,. Le modelage en plâtre ou chaux se retrouve à la même époque au Levant sud sur certains crânes prélevés sur des corps, où ils fonctionnent comme une deuxième chair, tandis que les yeux peuvent être figurés par des incrustations en coquillage, et de la peinture est parfois appliquée. Leur fonction rituelle est débattue (voir plus bas),,,,,. Les masques en pierre de la même époque renvoient également à la statuaire ; ils ont également pu avoir une fonction rituelle,.

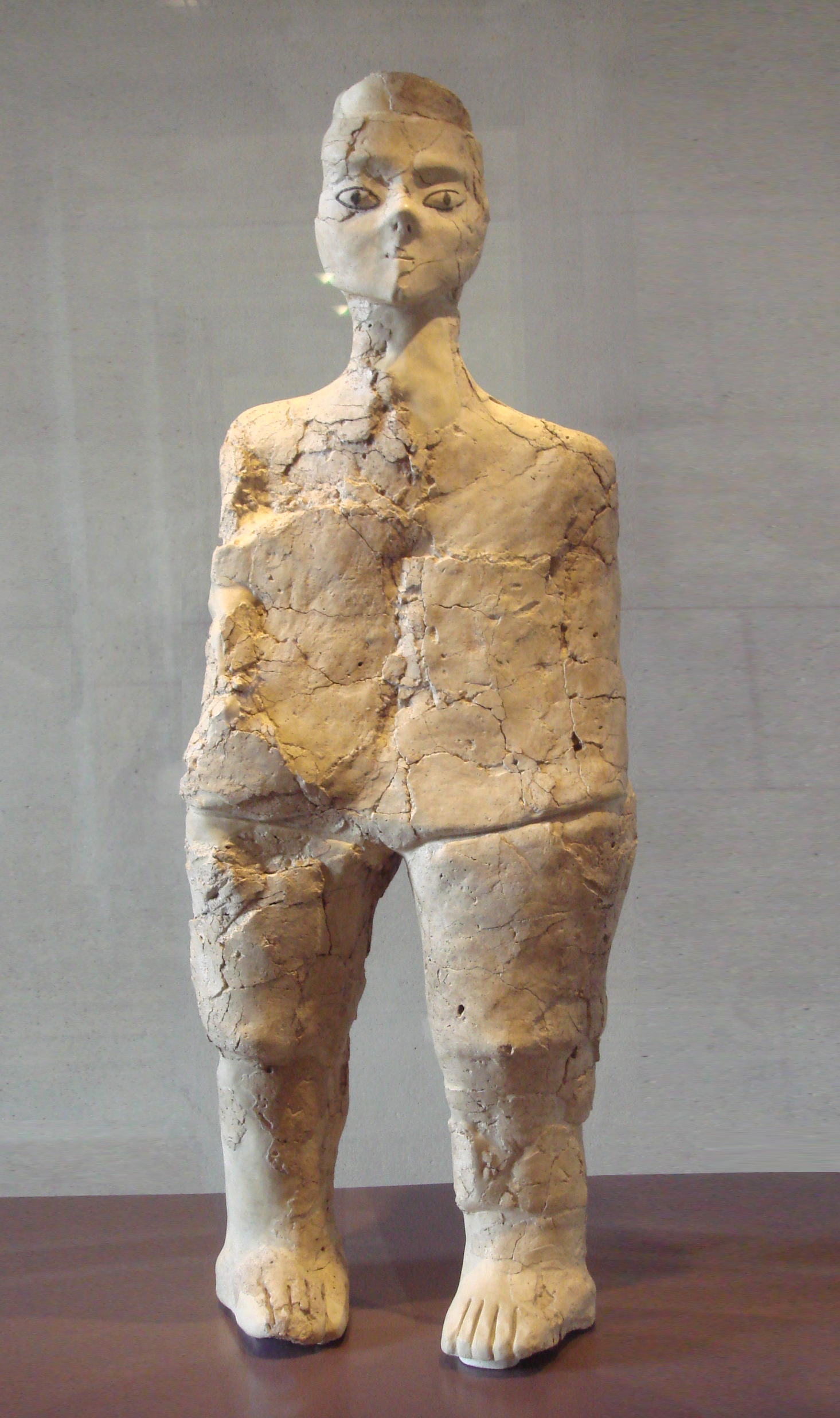
Statue en plâtre de forme humaine, Ain Ghazal. Musée du Louvre.
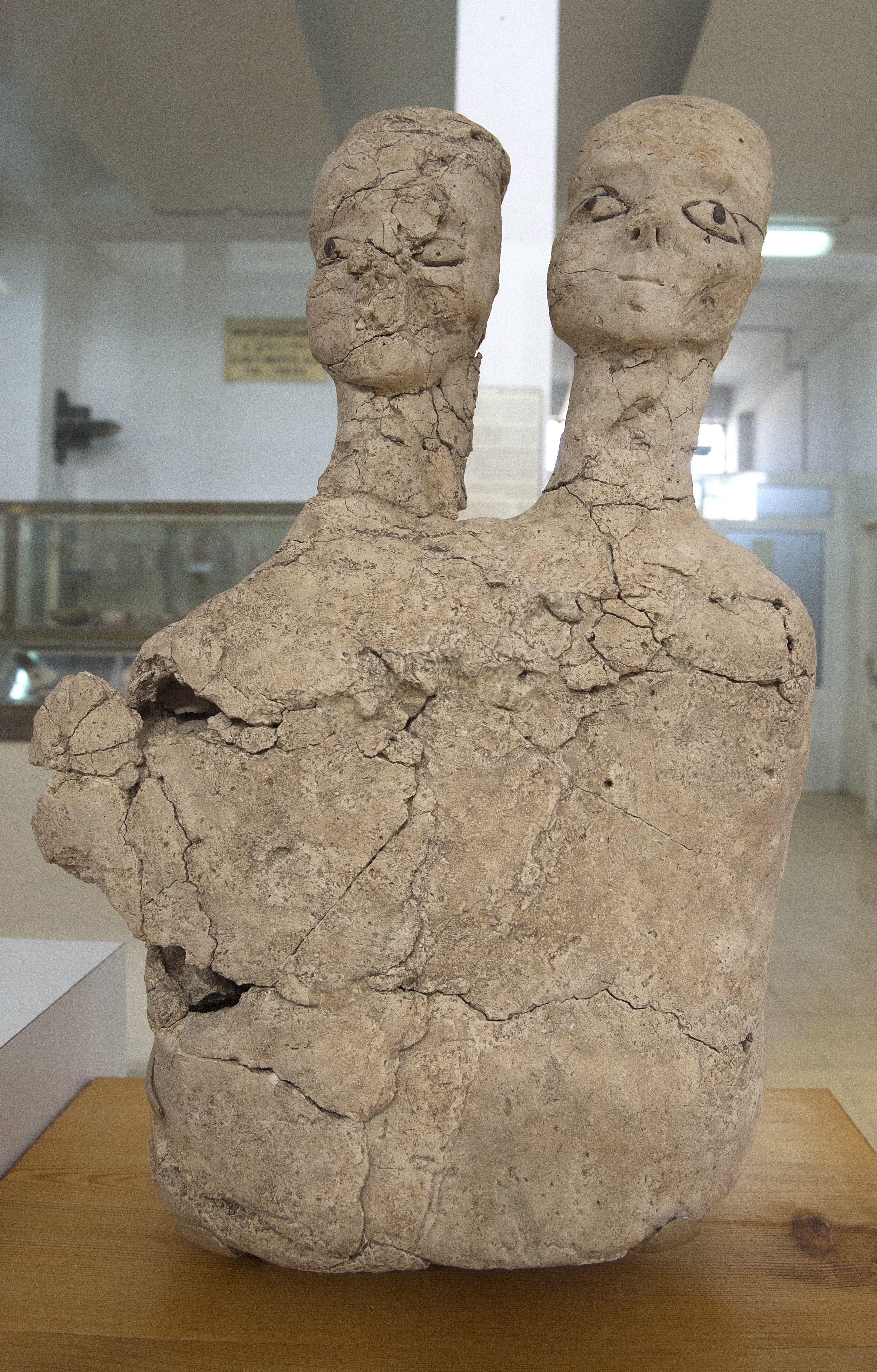
Statues en plâtre de deux humains, Ain Ghazal. Musée archéologique de Jordanie.
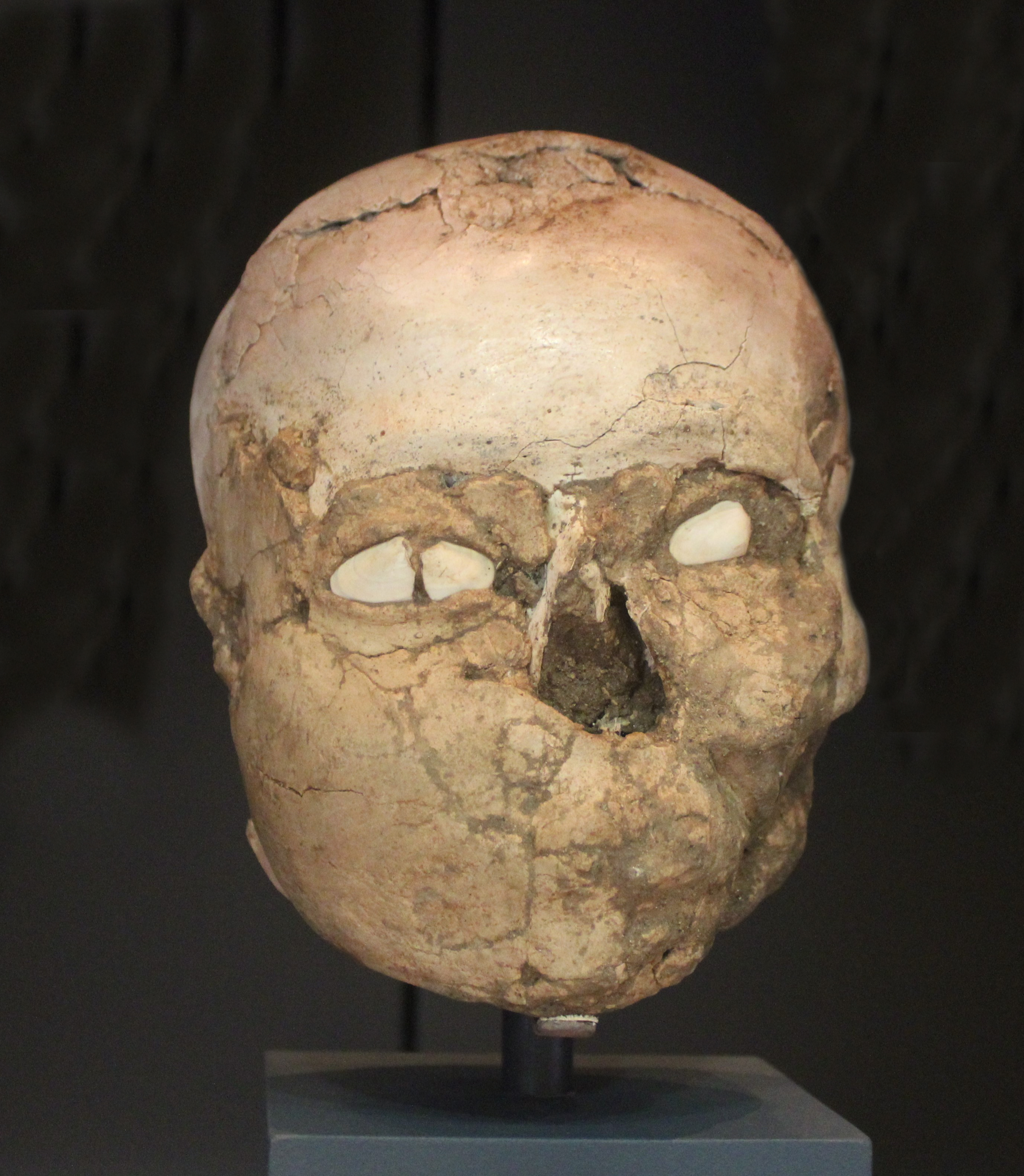
Crâne surmodelé provenant de Jéricho. British Museum.
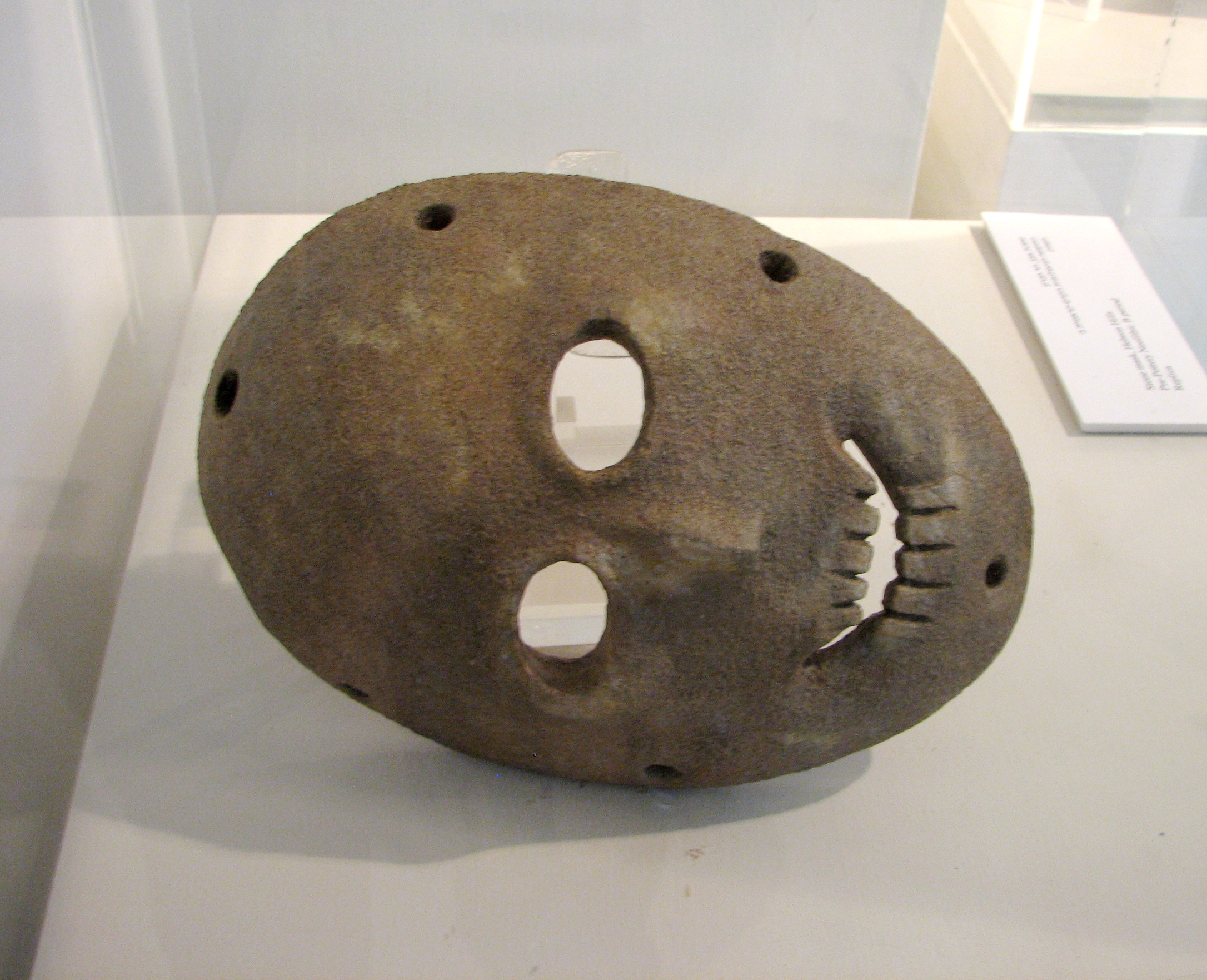
Masque en pierre mis au jour dans les collines de Hébron. Musée de la Préhistoire Moshe Stekelis, Haïfa.

### Peintures murales
Les décorations peintes des murs et des sols des constructions apparaissent vers la fin du PPNA, avec des décors géométriques, à Mureybet (v. 9300-9000 av. J.-C.) dans une résidence (zigzags et bandes) et à Dja'de el Mughara (en) (v. 9300-8800 av. J.-C.) dans un bâtiment communautaire (rectangles et losanges), peints en noir (obtenu avec du charbon de bois) et rouge (obtenu avec de l'hématite, l'ocre rouge) sur fond blanc (poudre calcaire). Puis pour le PPNB moyen apparaissent à Tell Halula sur le sol d'un édifice des représentations humaines, une vingtaine de figures féminines rouges (des danseuses ?) disposées autour d'une figure carrée. Puis on trouve des représentations animales à Bouqras (v. 6800 av. J.-C.) où une fresque représente des autruches rouges, et des onagres un peu plus tard à Umm Dabaghiyah. Les ensembles les plus complexes de peintures murales néolithiques au Proche-Orient proviennent des résidences de Çatal Höyük (v. 7000-6500 av. J.-C.), associant humains et animaux (taureaux, cerfs) dans des scènes de chasses ou des sortes de danses rituelles,.

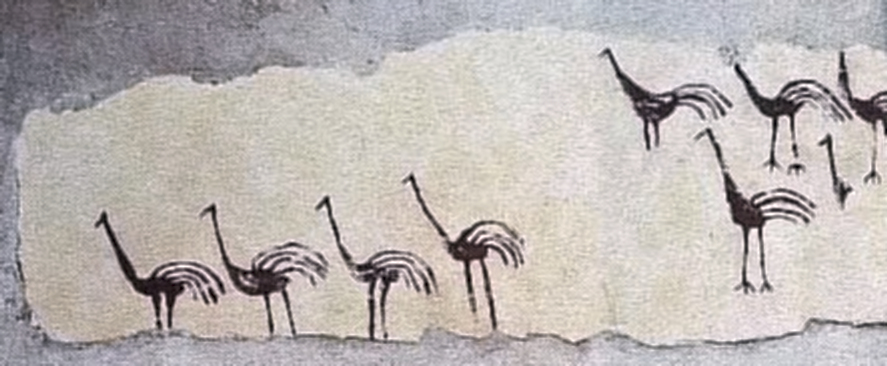
Fragment de peinture murale de Bouqras au Musée de Deir ez-Zor.
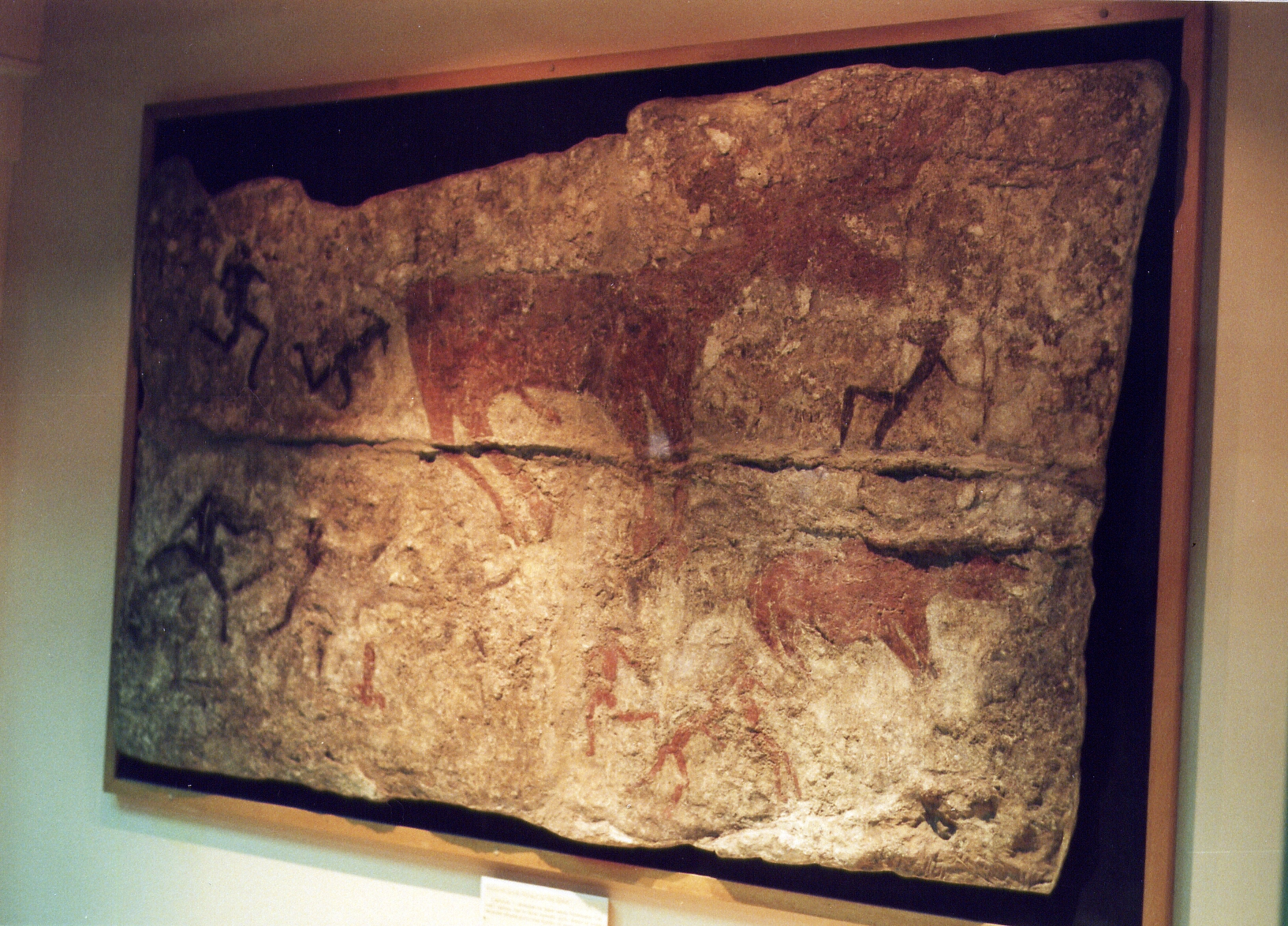
Fragment de peinture murale de Çatal Höyük. Musée des civilisations anatoliennes d'Ankara.

## Religion et rituels
Les changements sociaux et économiques survenant au Néolithique sont souvent reliés à un ensemble d'évolutions cognitives et mentales, en fin de compte un bouleversement de la vision du monde, qui sont vus comme la cause ou/et la conséquence des autres évolutions. Les fouilles des sites néolithiques ont permis de mettre au jour des espaces de pratiques rituelles, dont le déroulement et le sens sont impossibles à expliquer, même si le secours des sources ethnologiques est généralement tenu pour donner plus de forces aux propositions d'explications. Les pratiques funéraires et rituelles peuvent être approchées, tandis que ce qui relève du domaine des croyances est quasiment inaccessible. Les manifestations artistiques sont souvent mobilisées, puisqu'on les considère souvent comme un témoignage d'une mythologie et qu'on les relie couramment à des rituels.
Par ailleurs la terminologie et les classifications sur ce sujet ne sont pas évidentes à manier. Pour désigner cet aspect des sociétés néolithiques, les archéologues invoquent la notion de religion, ou bien celle de symbolique, et plus souvent de rituel, parfois encore de magie. Ces concepts ne se recoupent pas, puisqu'un acte rituel n'est pas forcément quelque chose de religieux, et que le symbolique peut se trouver un peu partout. Ces notions renvoient aussi à leurs contraires, c'est-à-dire ce qui est profane, pragmatique ou utilitaire, or bien souvent il est très difficile de distinguer les deux, si tant est que ce soit pertinent car la ligne de démarcation est souvent impossible à tracer.

### Les traitements des morts
Les manières d'enterrer les morts sont diverses et variées durant le Néolithique proche-oriental. Cela renvoie à des pratiques rituelles et des croyances relatives à la mort qui jouent manifestement un rôle important dans l'univers religieux et social de l'époque. Cependant il convient de noter que le nombre de sépultures mis au jour sur les sites archéologiques est en général très limité au regard des périodes d'occupation. Il semble qu'il y ait une sélection des corps inhumés, dont les raisons sont indéterminées (âge, sexe, statut social ?). Quoi qu'il en soit cela veut dire que le traitement funéraire de la majeure partie de la population nous échappe.
La localisation des sépultures est une première manière de distinguer les manières de traiter les morts. Les inhumations peuvent se faire à proximité des lieux d'habitation, ou à l'intérieur des villages. La pratique de l'inhumation sous les maisons habitées se développe au cours du Néolithique précéramique, ce qui accompagne le développement du rôle de l'espace domestique. Avec les premiers villages, apparaissent les premiers cimetières à proprement parler, en bordure des sites. D'autres lieux funéraires ne sont pas associés à des habitations, comme Kfar-Hahoresh, qui est sans doute destiné à des rites funéraires,. La crémation est attestée pour le PPNB final/PPNC à Beisamoun, où a été dégagée une fosse contenant des ossements calcinés d'un seul individu, directement après sa mort (alors que les os calcinés brûlés intentionnellement trouvés sur d'autres sites de la période l'ont été bien après la mort des individus dans le cadre d'un traitement secondaire).
La forme la plus répandue d'inhumation est individuelle, même si les formes collectives sont courantes. Les positions sont variées, avec une prédominance de la position fléchie, de même que les orientations. Les morts sont rarement enterrés avec du matériel d'accompagnement, et quand il y en a il s'agit surtout d'ornements personnel, rien de particulièrement démonstratif,. Il existe néanmoins des cas d'inhumations associées à du matériel important semblant distinguer un individu en particulier, notamment à Ba'ja en Jordanie où a été mise au jour la tombe d'un enfant accompagné d'une parure constituée de centaines de perles.
Les éléments de distinction entre les défunts (ou du moins de ceux qui sont inhumés) apparaissent surtout par la pratique des inhumations secondaires : le corps d'un individu fait l'objet d'une exhumation pour être ensuite inhumé à nouveau dans un autre endroit, sous un bâtiment. Dans bien des cas c'est seulement son crâne qui est détaché du corps, puis enterré ou exposé, parfois après avoir fait l'objet d'un surmodelage ou d'autres modifications, dans une résidence ou un bâtiment spécifique, aux côtés d'autres crânes (des « maisons des morts » attestées par exemple à Çayönü et Dja'de el Mughara (en)). Cela témoigne donc d'un traitement particulier de ces individus, qui pourrait être lié à un culte ancestral et/ou à des rites de fondation (voir plus bas),.

### Les espaces rituels
Identifier des rituels de nature religieuse suppose de repérer les lieux où ils peuvent s'être déroulés, donc des sanctuaires. Ce terme désigne des « bâtiments particuliers que leur configuration (plan, mode de construction) ou leur contenu (objets non utilitaires tels que des statues, des dépôts massifs de crânes) distinguent des « simples » habitations » (O. Aurenche et S. Kozlowski). Des édifices ou sites candidats pour recevoir une telle qualification ont été mis au jour, plutôt tardivement dans l'histoire des découvertes sur le Néolithique proche-oriental, au point que certains ont pu pendant longtemps douter de leur existence. D'autres qualifications peuvent être proposées, comme celle de « bâtiments rituels », où peuvent se produire une vaste gamme de rites de type divers investis d'un aspect sacré et collectif, comme des mariages ou échanges matrimoniaux, des enterrements, des rites de passage, et de « maisons des hommes » ou « maisons des clans », bâtiments servant à des rituels communautaires (notamment initiatiques), connus par des travaux ethnologiques. Quand la fonction rituelle semble être à l'échelle de tout le site, comme à Göbekli Tepe et Kfar-Hahoresh, on considère plutôt être en présence d'un site rituel d'importance supra-régionale servant plusieurs communautés voisines, une sorte d'« amphictyonie ».

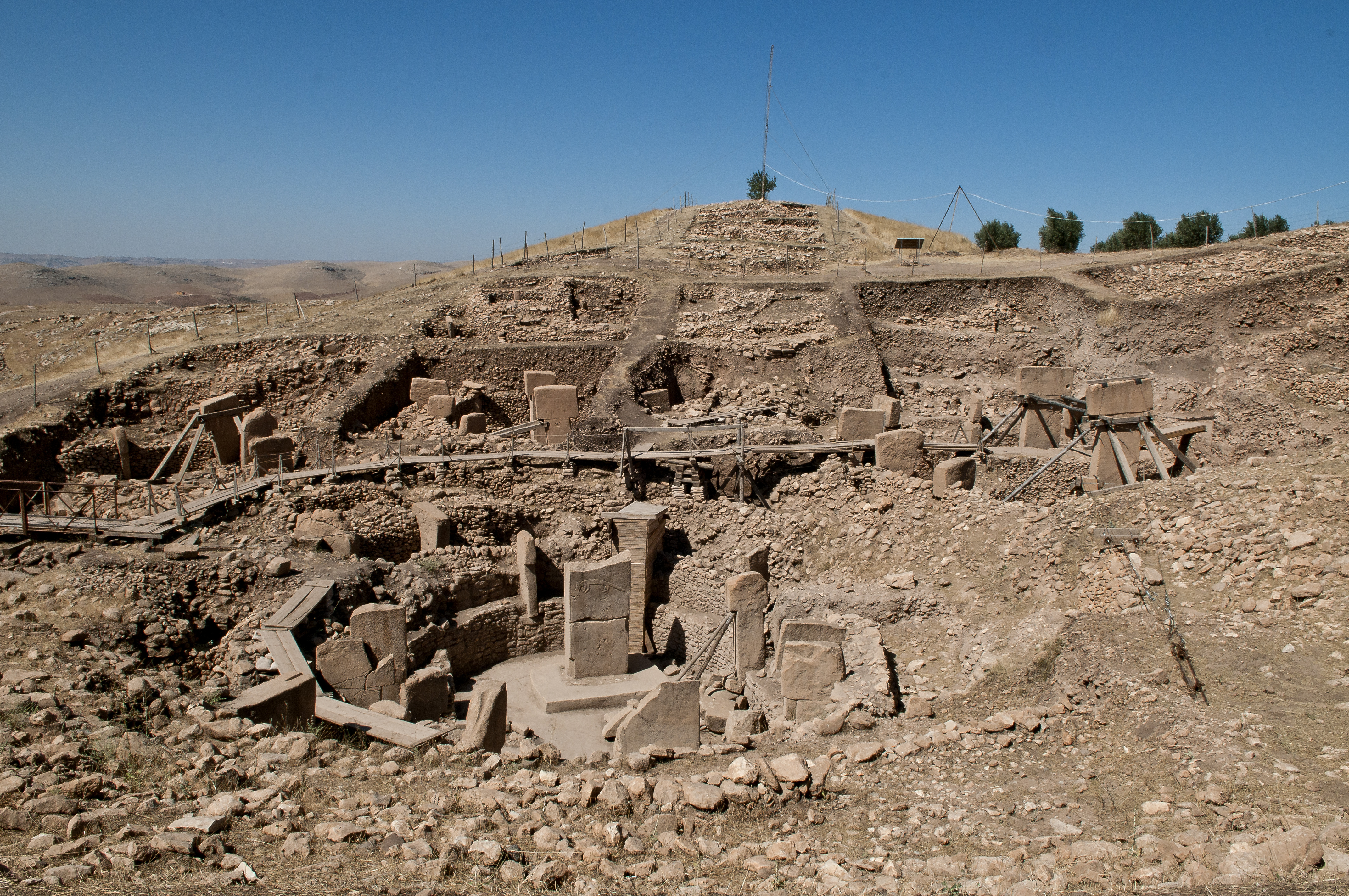
Göbekli Tepe.

En tout cas les assemblages indiquant l'exécution de rituels, publics ou non, se trouvent donc dans des emplacements de divers types : Göbekli Tepe et les autres sanctuaires des sites du sud-est anatolien qui ont livré des vases, statues et crânes humains ; la construction circulaire avec un dépôt de crânes de chèvres sauvages et d'ailes de rapaces à Zawi Chemi Shanidar ; la grotte de Nahal Hemar et son dépôt d'objets à usage rituel ; les « bâtiments spéciaux » d'Ain Ghazal et la cachette de statues anthropomorphes du même site ; etc. Du reste, les enfouissements d'objets rituels (en plus des crânes) attestés à Ain Ghazal et Nahal Hemar mais aussi à Yarim Tepe et d'autres sites néolithiques devaient avoir en eux-mêmes une signification rituelle. L'essor des traces de pratiques rituelles reflète manifestement leur rôle social majeur : elles permettent de souder les communautés villageoises, d'affirmer les identités sociales, mais aussi de consolider le pouvoir de certains, à une période où les groupes humains deviennent plus importants en taille et plus durables. Certains se sont interrogés sur la limite entre résidences et lieux de culte, en particulier ceux qui considèrent que les sociétés néolithiques sont des « sociétés à maison » dans lesquelles l'identité de la maisonnée est investie d'une grande importance symbolique.
La documentation la plus spectaculaire provient de l'Anatolie du sud-est du PPNA et du PPNB. Göbekli Tepe, fondé vers 9500 av. J.-C., est un site comprenant dans son premier niveau un ensemble de structures circulaires, des sortes d'enclos, où sont érigés des piliers mégalithiques en forme de "T", souvent sculptés, deux en leur centre, et bien plus sur leur pourtour. Dans une seconde phase au PPNB sont construites des structures de forme rectangulaire, disposant aussi de piliers en "T", mais en moins grand nombre (souvent quatre). Des statues en pierre, instruments de broyage et restes d'animaux ont été mis au jour sur le site. Göbekli Tepe est identifié par ses fouilleurs comme un sanctuaire communautaire où se déroulent des festivités (voir ci-dessous),. Voisin mais un peu plus tardif, Nevalı Çori dispose d'un bâtiment rectangulaire avec les mêmes types de piliers, qui a livré plusieurs statues. À Çayönü plusieurs édifices rectangulaires d'une seule pièce se succédant au même endroit ont pu être des sanctuaires ; l'un d'eux, le « Bâtiment aux crânes », comprenait comme son nom l'indique des dizaines de crânes, sans doute disposés sur des étagères, ainsi que des sépultures ; une place bordée de stèles (la plazza) jouxtait l'édifice durant la dernière phase.
Des similitudes existent entre ces édifices et ceux du Moyen-Euphrate voisin, avec lesquels ils sont sans doute reliés culturellement. Les « bâtiments communautaires » de Jerf el Ahmar, Mureybet ou Tell 'Abr 3, certains contenant des bucranes, banquettes et bas-reliefs sculptés, ont pu avoir une fonction au moins en partie cultuelle.
Au Levant sud, la structure O75 du site de Wadi Faynan 16 en Jordanie est un autre type de construction collective, semi-enterrée, avec des banquettes, où ont été retrouvés des ossements d'animaux, des statuettes en pierre et des vases brisés, ce qui pourrait indiquer une fonction rituelle, et à tout le moins un lieu servant pour des réunions communautaires.
Pour le PPNB les traces de lieux d'activités rituelles sont plus nombreuses. La grotte de Nahal Hemar dans le désert de Judée a livré un matériel manifestement rituel : des masques de pierre, des perles en bois, pierre et coquillage, figurines en bois, des crânes surmodelés, et divers récipients. Kfar-Hahoresh dans la vallée de Jezreel est une nécropole où les tombes sont souvent plâtrées et incluses dans des enceintes rectangulaires, qui a pu servir à plusieurs communautés qui s'y réunissaient lors de cérémonies, comprenant aussi une aire cultuelle avec des foyers et des monolithes. Une enceinte délimitée par des monolithes se trouvait également sur le site submergé d'Atlit Yam,,.

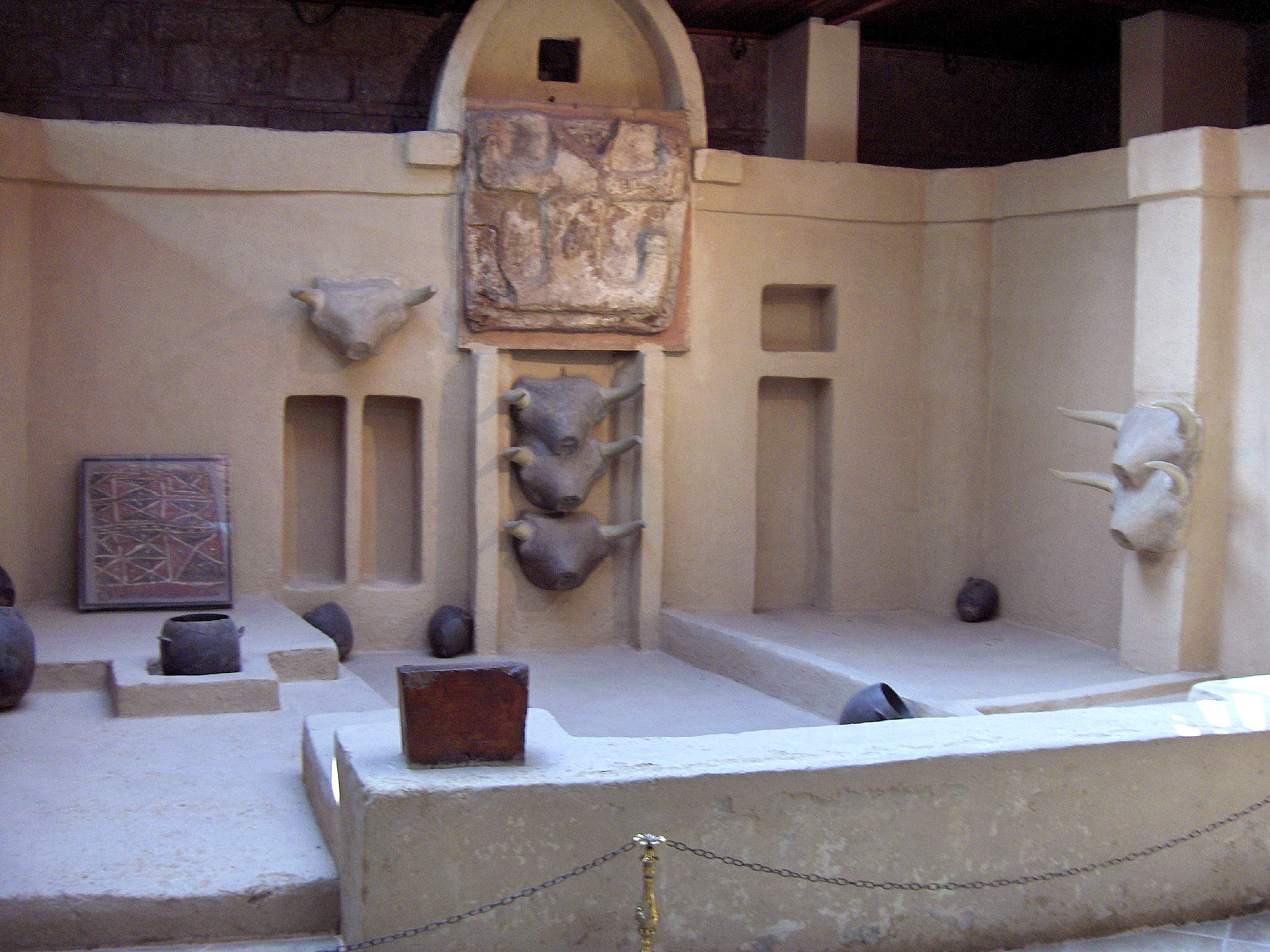
Reconstitution du « sanctuaire » du niveau VI de Çatal Höyük. Musée des civilisations anatoliennes, Ankara.

Pour le Néolithique récent, plusieurs bâtiments de Çatal Höyük avaient été qualifiés de « sanctuaires » par leur découvreur, J. Mellaart, en raison de leur décor remarquable comprenant des bucranes, des reliefs en plâtre modelés, et des peintures représentant des scènes. Néanmoins les recherches suivantes conduites par I. Hodder ont démontré qu'il s'agissait d'espaces n'ayant pas de fonction différente de celle des autres habitations. Elles ont plutôt mis en avant le fait que plusieurs constructions avaient une durée de vie longue, connaissant plusieurs phases de reconstruction sur de mêmes bases, et seraient des lieux d'expression d'une maisonnée et de sa mémoire (« History houses »).

### Le «culte des crânes»

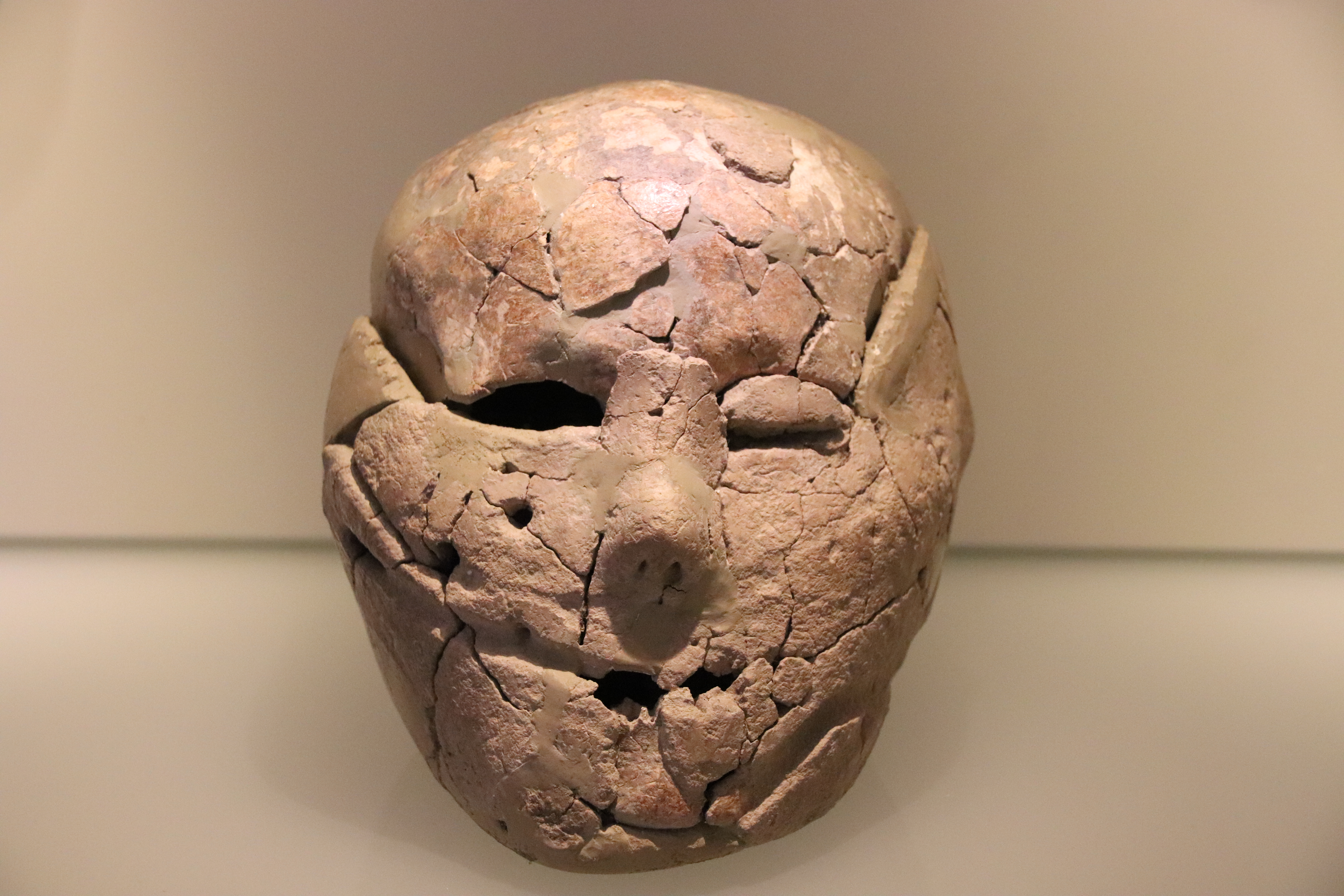
Crâne surmodelé provenant de Beisamoun. Musée d'Israël.

Une des principales sources pour l'identification de cultes dans le Néolithique précéramique sont les crânes humains retrouvés hors de sépultures primaires, et plus largement la circulation des restes de défunts et leur manipulation à des fins manifestement rituelles (les sépultures secondaires). De grandes variations sont constatées entre ces pratiques, qui remontent au moins jusqu'au Natoufien, et se retrouvent au Levant, en Anatolie du sud-est et aussi en Mésopotamie du nord. Il s'agit aussi bien d'hommes que de femmes, d'adultes que d'enfants. Ces crânes sont détachés des corps, décharnés, et certains (une minorité) peuvent faire l'objet de différents traitements, notamment être surmodelés (au Levant sud). Il n'est pas possible de déterminer dans la plupart des cas si les défunts sont morts naturellement, ou bien si ce sont des sacrifices humains. Plusieurs corps sans tête ont été mis au jour sous des résidences, ce qui indique manifestement qu'il s'agit des individus donc les crânes sont déplacés ; en tout cas la pratique de l'inhumation secondaire sous des bâtiments est répandue, et sans doute liée à ces traitements particuliers des crânes. Ces crânes peuvent être inhumés ailleurs, sous des résidences, ou bien exposés dans des bâtiments (à Çayönü, Dja'de el Mughara (en), Tell Aswad). Ces restes humains peuvent aussi être associés à ceux d'animaux. L'interprétation de ces pratiques, souvent qualifiées de « culte des crânes », va généralement dans la direction d'un culte des ancêtres, donc des rituels mémoriels concernant une communauté villageoise ou un groupe familial, auxquels ces crânes pouvaient être associés. Mais d'autres explications sont possibles, comme des trophées de guerre,,,.

### Les fêtes néolithiques
Un autre cas d'étude important est celui des fêtes religieuses, donc des rituels publics occasionnels, peut-être périodiques. Il peut s'agir de rites funéraires ou fondateurs ou encore initiatiques, elles semblent bien souvent renvoyer à la sphère de la mort, être intégrées dans un culte ancestral, mais rarement renvoyées à la catégorie des rites de fertilité qui ne sont sans doute pas répandus durant le Néolithique. Ces cérémonies publiques néolithiques mêlent rites, croyances, pratiques funéraires, création d'une mémoire collective, et impliquent aussi les structures d'autorité, qui tendent à les intégrer dans des mécanismes de compétition, d'intégration et de négociation sociales,,.
Comment se déroulaient ces festivités ? Concrètement, on peut identifier plusieurs indices de déroulement de grandes fêtes (les moins importantes laissant moins de traces), en confrontant les trouvailles archéologiques avec les descriptions ethnographiques de fêtes. Ce sont avant tout des moments de consommation de nourriture et de boissons, ce qui s'identifie par la présence de vases et autre récipients, de restes d'animaux et de plantes. Göbekli Tepe voyait manifestement le déroulement de ce genre de festivités, réunissant les communautés de sa région voire au-delà ; y ont été trouvés de nombreux restes d'animaux et une grande quantité d'instruments de broyage, qui indiquent qu'on y préparait des festins pour lesquels des tonnes de céréales étaient moulues et des dizaines de gazelles et autres gibiers abattues,.
Cette consommation impliquait aussi des sacrifices, documentés par endroits : la « fosse aux bœufs » (Bos Pit) de Kfar-Hahoresh (PPNB) comprenait huit bovins abattus lors d'un rite (probablement funéraire) ; la « fosse de la mort » (Death Pit) de Domuztepe (Halaf récent) comprend une dizaine de milliers d'ossements très fragmentés, avant tout d'animaux mais aussi d'humains (une quarantaine d'individus), ces derniers ayant pu faire l'objet de cannibalisme selon les fouilleurs du site, en plus fragments de céramiques et divers objets, indiquant un contexte rituel.
Les masques de pierre mis au jour sur plusieurs sites du Levant sud et nord, dont Nahal Hemar et Göbekli Tepe, pourraient signaler l'exécution de représentations publiques. Il n'y a aucune indication qu'ils aient effectivement été portés par des personnes, et ils apparaissent un peu lourds pour cela, quoi qu'on puisse supposer qu'il en existait en matières périssables plus légères,. À partir de représentations figuratives (bas-reliefs, peintures sur céramiques), Y. Garfinkel a de son côté conclu que les danses collectives jouent un rôle important dans les communautés néolithiques.

### Les croyances
L'analyse des images néolithiques conduit certains à aller s'aventurer au-delà des catégories de rites communautaires, mémoriels ou ancestraux pour essayer de déceler ce qui relève du domaines des croyances, ou de la « symbolique ».

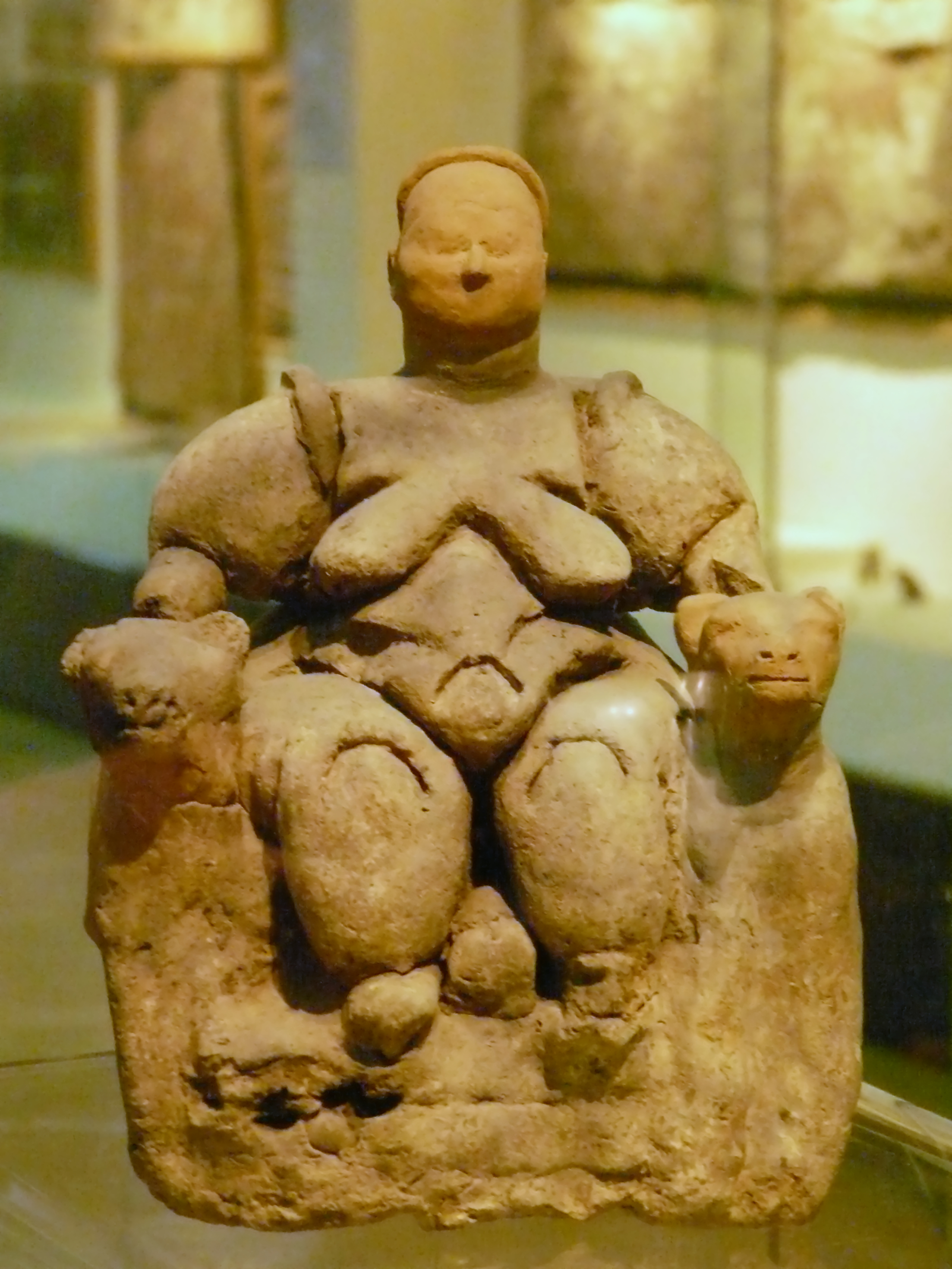
La « déesse-mère » aux fauves de Çatal Höyük.

J. Mellaart a ainsi tenté d'interpréter les figures féminines de Çatal Höyük comme des « déesses-mères », liées à des cultes de la fertilité. J. Cauvin a prolongé cela dans son identification de la naissance des divinités dans le Néolithique proche-oriental : la Déesse, figure féminine (attestée surtout par des figurines en terre cuite) liée à la fertilité et qui a aussi un aspect souverain, est considérée comme la clef de voûte du système, mais il lui adjoint le Taureau, divinité masculine, pas encore anthropomorphisée (représentée par les bucranes et des peintures). Cela s'appuie aussi sur les croyances du Proche-Orient historique, dans lequel on retrouve des divinités féminines et masculines. L'introduction de ces figures divines est reliée à l'émergence d'une nouvelle façon de penser le monde, avec une « déchirure (...) entre un ordre de la force divine personnifiée et dominatrice et celui de l'humanité quotidienne dont l'effort intérieur peut être symbolisé par les bras levés des orants » qui apparaissent dans des représentations néolithiques et antiques. Cela est intégré dans la « révolution des symboles » à l'origine de la néolithisation selon cet auteur,,. Le lien entre les représentations féminines et la fécondité, couramment avancé, n'est cependant pas si évident que ça dans la plupart des cas, et les explications à donner à l'univers mythologique du Néolithique naissant (ou plutôt aux univers mythologiques, tant ils semblent varier selon les régions) sont sans doute bien plus complexes que cela.
L'existence de formes de chamanisme et donc de croyances animistes a également été présumée. Les représentations animales courantes dans le Néolithique précéramique d'Anatolie du sud-est et du Moyen-Euphrate sont parfois associées à des humains, et il y a aussi des représentations possibles d'humains déguisés en animaux, ce qui pourrait renvoyer à l'idée que des humains peuvent effectuer des voyages mystiques sous forme animale.

## Évolutions sociales
La constitution des sociétés villageoises du Néolithique passe par la réorganisation des structures sociales, que ce soit au niveau de la famille, de la maisonnée, et des communautés qui les font coexister, et doivent également organiser les relations avec d'autres groupes. Ces évolutions sont difficiles à déceler à partir des sources archéologiques, mais il ressort en général l'image de groupes agrégeant plusieurs familles nucléaires, assurant par divers moyens pratiques ou symboliques leur cohésion et leur coexistence, dans lesquelles les éléments de distinction, de richesse ou entre les sexes, sont encore peu prononcés et la violence peu répandue.

### Conditions de vie et de santé
Il est plutôt considéré que l'introduction du mode de vie néolithique a entraîné une diminution de la santé des humains et de leur stature, ce qui est corroboré à partir d'études concernant différentes régions du Monde. Cela serait dû à une augmentation de différentes formes de stress, à une nutrition moins variée et de qualité moins bonne, l'essor de maladies contagieuses induites par l'essor des agglomérations et les contacts avec les animaux domestiques et les rongeurs, larves, aussi aux risques de crises alimentaires en cas de mauvaises récoltes. Cela rejoint en partie les conclusions — plus anciennes — de ceux qui suivent M. Sahlins et considèrent que l'économie des chasseurs-cueilleurs correspond à un « âge d'abondance » et que l'économie des agriculteurs-éleveurs néolithisés n'est pas forcément plus avantageuse en termes d'alimentation.
Les études bioarchéologiques portent surtout sur les squelettes du Levant sud, région qui a de loin fourni le plus de documentation. Il y a aussi des échantillons importants pour les phases précéramiques à tell Abu Hureyra, Körtik Tepe, Nemrik, et il faut prendre en considération le fait que toute la population n'est manifestement pas inhumée, même là où a été identifié le plus grand nombre de sépultures, ce qui pose des questions de représentativité de l'échantillon.
Ces études tendent à apporter une vision contrastée des évolutions : de nouvelles conditions sanitaires se mettent bien en place, mais le tableau n'est pas systématiquement négatif. Certes à compter du Natoufien final et durant le PPNA les populations semblent voir leur santé se dégrader, une diminution de la stature, en particulier chez les femmes, imputée à des carences alimentaires durant l'enfance.
La réduction de la taille des dents, usées par la consommation accrue de céréales et aussi parce qu'elles servent comme « troisième main » dans des travaux artisanaux (notamment le tissage des fibres), est couramment observée avec la Néolithisation.
Apparaissent aussi plus de caries et d'insuffisances de l'émail (hypoplasie). De plus les analyses sur les mouvements entraînant une usures des os semblent indiquer que le travail est plus exigeant physiquement que par le passé, ce qui serait lié au développement du port de charges lourdes (sur le dos ; cela concerne les adultes et aussi les adolescents) et des mouvements répétitifs de broyage en position accroupie prolongée (plus pour les femmes), générateurs de stress musculaire.
Cela coïnciderait avec la mise en place de l'agriculture, peut-être aussi une croissance démographique entraînant une diminution des ressources par tête. Les maladies inflammatoires semblent également moins courantes chez les chasseurs-cueilleurs mobiles.
En revanche à compter du PPNB moyen la situation semble s'améliorer, sans doute sous l'effet de la stabilisation du système agro-pastoral : avec une agriculture maîtrisée et une transition à l'élevage achevée (avec l'apport de lait notamment), les gens sont mieux nourris et plus résistants.
S'observe une croissance de la taille moyenne et une hypoplasie moins marquée, mais l'usure des dents reste importante, les caries plus courantes ainsi que les pertes de dents.
Sur le long terme, il n'y aurait pas de différence significative entre le Natoufien et le Néolithique concernant les traumatismes, et des pathologies comme l'arthrite. Le mode de vie néolithique introduit des différences entre les sexes : les hommes des groupes de chasseurs-cueilleurs du Natoufien semblent mourir plus jeunes que les femmes, en raison de risques liés à la chasse, puisque cette activité leur serait réservée ; en revanche les hommes du Néolithique vivraient plus vieux parce que ce risque a disparu, alors que celle des femmes diminuerait sous l'effet d'une fertilité plus importante qui augmenterait les risques liés à la grossesse et l'accouchement. D'une manière générale on n'observe pas de baisse de l'espérance de vie, au contraire : une analyse la situe à 24,6 ans au Natoufien et 25,5 ans au Néolithique ; l'âge moyen de décès est de respectivement 31,2 ans et 32,1 ans. Les indices de stress semblent en revanche plus marqués au PPNB final/PPNC, manifestement une période de difficultés dans la subsistance et aussi des maladies infectieuses,,.
Il est généralement considéré que la domestication des animaux et la proximité qu'elle a induit entre humains et animaux a conduit à l'apparition des zoonoses, maladies transmises des animaux aux humains et vice-versa. Néanmoins les témoignages potentiels de ce phénomène sont très limités. Quelques squelettes de sites du Levant nord du PPNB (Dja'de el Mughara (en), Tell Aswad) datés pour les plus anciens d'environ 8500 av. J.-C. ont fourni les plus anciennes attestations connues de tuberculose chez des humains. Or c'est une maladie d'origine bovine, et cette période est celle durant laquelle la domestication de cet animal est supposée débuter ou être en cours d'accomplissement. La coïncidence est donc frappante, mais la possibilité d'une présence antérieure de cette maladie chez l'homme ne peut être exclue.
Les populations du Néolithique tardif du Levant témoignent de la poursuite de l'ajustement au mode de vie néolithique : l'espérance de vie moyenne se situe autour de la trentaine, les décès sont plus nombreux entre 30 et 50 ans, les femmes sont plus nombreuses à dépasser les 40 ans.

### Croissance de la population
Une croissance de la population se produit durant le processus de néolithisation, avec des conséquences sur les évolutions sociales et économiques quand il y a des franchissements de seuil démographique. Seulement il y a désaccord quant à savoir quand situer un point de départ : dès le Natoufien, durant le PPNA, ou durant le PPNB ? En tout cas il est généralement estimé, sur la foi d'observations ethnographiques, que la sédentarité est potentiellement porteuse d'une croissance de la fécondité : par rapport à ce qui se passe dans un mode de vie mobile, le risque de fausses couches serait moindre en mode de vie sédentaire, et la durée d'allaitement plus réduite ce qui par suite diminuerait l'intervalle entre les conceptions. Surtout, il est manifeste que l'adoption de l'agriculture et de l'élevage, en permettant à une plus grande population de survivre, à surface de terres constante (augmentation de la capacité porteuse des terroirs), a conduit à un accroissement démographique plus marqué chez les populations néolithisées que chez les collecteurs.
Le modèle de la « transition démographique néolithique », devenu « transition démographique agricole » (J.-P. Bocquet-Appel) propose que l'accroissement de la population ait lieu à la suite de l'adoption du mode de vie sédentaire et agricole, grâce aux apports caloriques supplémentaires qu'il implique, ce qui, combiné à une diminution de la dépense énergétique féminine avec la fin du mode de vie mobile, conduirait à une augmentation de la fécondité à mortalité constante, du moins dans un premier temps. En effet, suivant un déroulement similaire à celui de la transition démographique moderne, dans un second temps la mortalité augmente, en particulier celle des enfants, en raison d'une concentration de l'habitat qui entraîne un environnement moins sain propice à la diffusion des maladies, aussi un sevrage plus précoce, avant une stabilisation quand la densité de peuplement est plus faible. Dans ce scénario, la croissance de la population cause le changement initial de système, mais elle en est aussi la conséquence puisqu'elle est due à l'apparition de l'agriculture.
En fait, sans remettre en cause l'idée d'une croissance de population, les indices d'une plus forte densité de peuplement restent limités au Levant sud, et concernent surtout le PPNA, quand la concentration de sites est effectivement relativement importante. Ils ne sont pas présents au Levant nord, où l'habitat est plus espacé, que ce soit au moment où s'enclenche dans cette région le processus de domestication, ou bien après l'adoption de l'économie agro-pastorale. Il ne semble pas que la limite des capacités porteuses des terroirs villageois ait été atteinte, sauf à la rigueur dans quelques cas.

### Groupes et solidarités sociales
Les modalités d'organisation ont pu grandement varier selon les lieux et les époques, mais elles semblent peu reposer sur la contrainte et l'aliénation, et du reste la composition des groupes semble être très fluide durant toute la période.
La taille des résidences est couramment tenue pour refléter celle des familles qui les occupent, ou plutôt, si on les prend en tant qu'unité sociale et économique, les « maisonnées » (la domus latine). Mais l'interprétation des données n'est pas évidente. Pour le Natoufien on a pu supposer la persistance de petits groupes reposant sur des familles nucléaires, en particulier en contexte plus mobile, mais pour les sites plus sédentaires il est possible d'envisager un regroupement en familles élargies,. Les résidences du PPNA semblent plutôt destinées à des familles nucléaires, et on peut supposer aussi que les villages ou des parties de ceux-ci groupent des familles ayant des liens de parentés. Une évolution vers des constructions plus grandes, avec des espaces fonctionnellement différenciés, se repère par endroits au PPNB récent et durant le Néolithique céramique au sud du Levant (notamment les ensembles de constructions murées de Shaar-Hagolan), ce qui semble indiquer la présence de familles étendues. Mais ailleurs l'habitat semble plutôt refléter une occupation par des familles nucléaires, comme en Anatolie centrale. Ici les résidences sont souvent occupées de façon continue par une même famille, et on a pu parler dans ce cas de « société à maisons » (type défini par Claude Lévi-Strauss), où la maison est un point focal de l'organisation familiale et de son patrimoine, ce qui explique pourquoi elle devient souvent le lieu d'expression symbolique d'une famille (peintures, mobilier rituel).
La mise en place de la sédentarité, puis celle de l'économie agro-pastorale, aboutit à l'apparition de villages plus importants, des communautés regroupant plusieurs maisonnées qui y coexistent et mettent en place une forme d'organisation collective, ne serait-ce que pour des finalités économiques, réduire les risques inhérents à l'agriculture. L'archéologie documente en premier lieu l'apparition de constructions communautaires, dès le PPNA au moins, telle la « tour » de Jéricho, les bâtiments communautaires de Jerf el Ahmar, aussi Göbekli Tepe, donc l'apparition de constructions à finalités « publiques » qui se distinguent des espaces « privés ». Cela suppose la mise en place d'interactions plus larges au sein des communautés et entre elles, puisque certains des édifices communautaires semblent être des lieux de réunion, et que les sanctuaires semblent souvent avoir une importance qui dépasse le cadre d'une seule communauté, et peuvent avoir été l’œuvre d'une « amphictyonie », groupement de plusieurs communautés pour une finalité rituelle. Ce sont donc autant d'éléments qui indiquent la mise en place de moyens d'assurer la cohésion des groupes, alors que ceux-ci sont potentiellement traversés par plus de tensions avec la mise en place d'interactions plus nombreuses et plus étendues, qui les menacent aussi bien de l'intérieur avec la potentielle affirmation de hiérarchies sociales plus marquées, et de l'extérieur avec de potentielles rivalités entre communautés.
Si on tient les communautés néolithiques comme plutôt égalitaires et peu violentes, et ce même pour les périodes plus récentes, cela est lié selon plusieurs chercheurs à l'efficacité de mécanismes rituels et plus largement sociaux qui permettent de préserver l'homogénéité des groupes et remettre à leur place les chefs en devenir avant qu'ils ne prennent trop de pouvoir. Ainsi I. Kuijt a proposé d'interpréter le fait que les inégalités soient peu visibles dans les sépultures comme le résultat de la diffusion d'une idéologie égalitaire, et les rituels collectifs (les fêtes, le « culte des crânes ») renverraient à une volonté de gommer les distinctions sociales, ou du moins leur visibilité, et à mettre l'emphase sur la cohésion des communautés, avec par exemple un culte des ancêtres public (au niveau du village) et non privé (familial). Le fait que les groupes soient mobiles et aient l'habitude de se scinder a également pu constituer un de ces mécanismes concourant à limiter la mise en place d'autorités centrales et à assurer la pérennité d'un ordre social égalitaire,. La mise en place des réseaux de circulation des biens, passant par des formes diverses d'échanges, semble avoir aussi participé à cette régulation des relations entre communautés.
Les évolutions du Néolithique céramique tendent à indiquer que les organisations communautaires et les interactions sociales franchissent un nouveau stade, avec l'apparition de bâtiments de stockage collectifs, de pratiques de scellement indiquant un contrôle plus poussé de la circulation des produits, des échanges plus importants entre les communautés, et l'affirmation de « styles régionaux » plus clairs dans la culture matérielle, même s'il ne faut sans doute pas voir cela comme le reflet de l'existence de groupes ethniques ou de clans.

### Les inégalités de richesse et de pouvoir
Même si elles sont généralement considérées comme plutôt égalitaires et réticentes aux tentatives d'affirmation de pouvoirs hiérarchiques, les sociétés du Néolithique du Proche-Orient le sont manifestement de moins en moins sur le très long terme.
Comment identifier et caractériser les inégalités à partir des données archéologiques ? Dans ces analyses, interviennent des considérations d'ordre subjectif, puisqu'un même type de société, la « chefferie », dont le cas d'école en ethnologie est la société des « Big Men » de Papouasie, sera vue comme égalitaire par certains, et inégalitaire par d'autres. Comme souvent en effet ces interprétations se font à grand renfort d'études ethnographiques sur des sociétés considérées comme équivalentes à celles du Néolithique. Or un premier problème est que les indices archéologiques des inégalités dans les sociétés néolithiques sont sans doute élusifs. Selon A. Testart, qui adopte une lecture plus inégalitaire de ces sociétés que la majorité, si l'on se fie à ces équivalents ethnologiques, elles ne seraient pas des sociétés dans lesquelles les richesses s'accumulent de façon durable, parce qu'elles sont surtout alimentaires et donc périssables. Le prestige se manifesterait alors plus dans la capacité à pourvoir qu'à posséder durablement. Si les objets de prestige existent ils ne sont pas forcément très impressionnants, et les résidences des élites ne sont généralement pas différenciées par leur taille de celles du reste de la société. En somme, il n’existerait pas de luxe et de misère à proprement parler dans ce type de société. D'autres ont souligné le fait que les questions de mode de production ne suffisent pas à expliquer les inégalités sociales : certes le mode de vie néolithique permet des écarts de richesses en fonction du contrôle des (bonnes) terres agricoles et du bétail, mais toutes les sociétés agricoles ou pastorales ne sont pas inégalitaires. Les pratiques d'héritage pourraient influencer de manière déterminante le creusement des inégalités si elles permettent une transmission et donc une accumulation du patrimoine entre les générations.
Comme vu plus haut, les sépultures et plus largement la culture matérielle ne font pas vraiment apparaître de distinctions sociales, même si elles fournissent quelques indices. Ainsi au Natoufien ancien, qui se verrait dans le matériel funéraire avec les colliers en dentales (des coquillages) distinctifs qui se retrouvent sur environ 8 % des individus, et aussi dans des possibles bâtiments communautaires (à Mallaha) et la présence de grands mortiers creusés dans les roches qui pourraient avoir été destinés à des rituels festifs. Pour le Néolithique précéramique, D. Pryce et O. Bar-Yosef estiment que le « culte des crânes » est surtout réservé à un nombre limité d'individus, issus des élites, témoignant donc d'une hiérarchisation sociale, et rejettent l'idée d'une homogénéisation sociale par les pratiques mortuaires, puisque la présence de quelques tombes avec des objets spécifiques (notamment en obsidienne) paraît là encore distinguer des individus au statut social plus éminent. Des tombes plus riches existent, par exemple à Ba'ja, mais elles restent des cas isolés.
Plutôt que de rechercher les indices d'une hiérarchisation sociale plus poussée dans les sépultures ou la présence de résidences plus vastes destinées aux élites comme cela se fait pour les périodes postérieures, il faudrait alors la scruter dans la capacité des sociétés à organiser des projets collectifs (construction de sanctuaires, mouvements de colonisation de Chypre), et c'est derrière cela qu'il est tentant de voir l'action de chefs. Ainsi dans ces modèles les fêtes sont vues comme des facteurs d'inégalités plutôt que de cohésion : il s'agit d'événements collectifs généralement pris en charge par les élites, qui peuvent aussi s'accompagnent de travaux de construction des sites destinés à les accueillir (auquel cas la distribution de nourriture est aussi une forme de rémunération). En entretenant les participants par des dépenses alimentaires, elles démontrent leur prestige et leur générosité de manière ostentatoire, et, qui sait, leur capacité à exercer le leadership. Selon B. Hayden, la compétition entre les chefs pour savoir qui est en mesure d'organiser les fêtes les plus somptueuses aurait incité à accroître les ressources alimentaires, et joué un rôle crucial dans l'émergence de l'agriculture et de l'élevage.
Quoi qu'il en soit même si on admet la présence d'une élite encadrant les projets collectifs, l'emploi du terme de « chefferie » n'est généralement pas accepté pour ces périodes, et le leadership exercé par ces individus serait lié à des circonstances, donc plutôt « temporaire et situationnel ». Et s'il est possible raisonner en termes de hiérarchies quand on interprète les indices d'organisations rituelles ou administratives, il ne faut pas écarter la possibilité de coexistences avec des formes d'organisation plus égalitaires (comme l'hétérarchie ?).
Le Néolithique céramique semble voir une poursuite de la complexification. Néanmoins l'étude de la culture de Halaf indiquerait que la stratification sociale y serait peu marquée : hiérarchisation de l'habitat faible (la société est plutôt semi-sédentaire), prédominance des constructions domestiques, toujours peu de différenciations sociales dans les tombes, organisation de l'artisanat dans un cadre domestique. Cette société est donc plutôt qualifiée d'égalitaire, quoi que certains y reconnaissent aussi la présence de chefs et de divisions sociales plus affirmées. Les indices d'un développement de sociétés plus complexes prêtes à franchir le pas vers la chefferie seraient plus visibles dans la sphère mésopotamienne, dans la culture de Samarra, puis sa poursuite dans la culture d'Obeïd au Chalcolithique,,,,.

### Genre et néolithisation

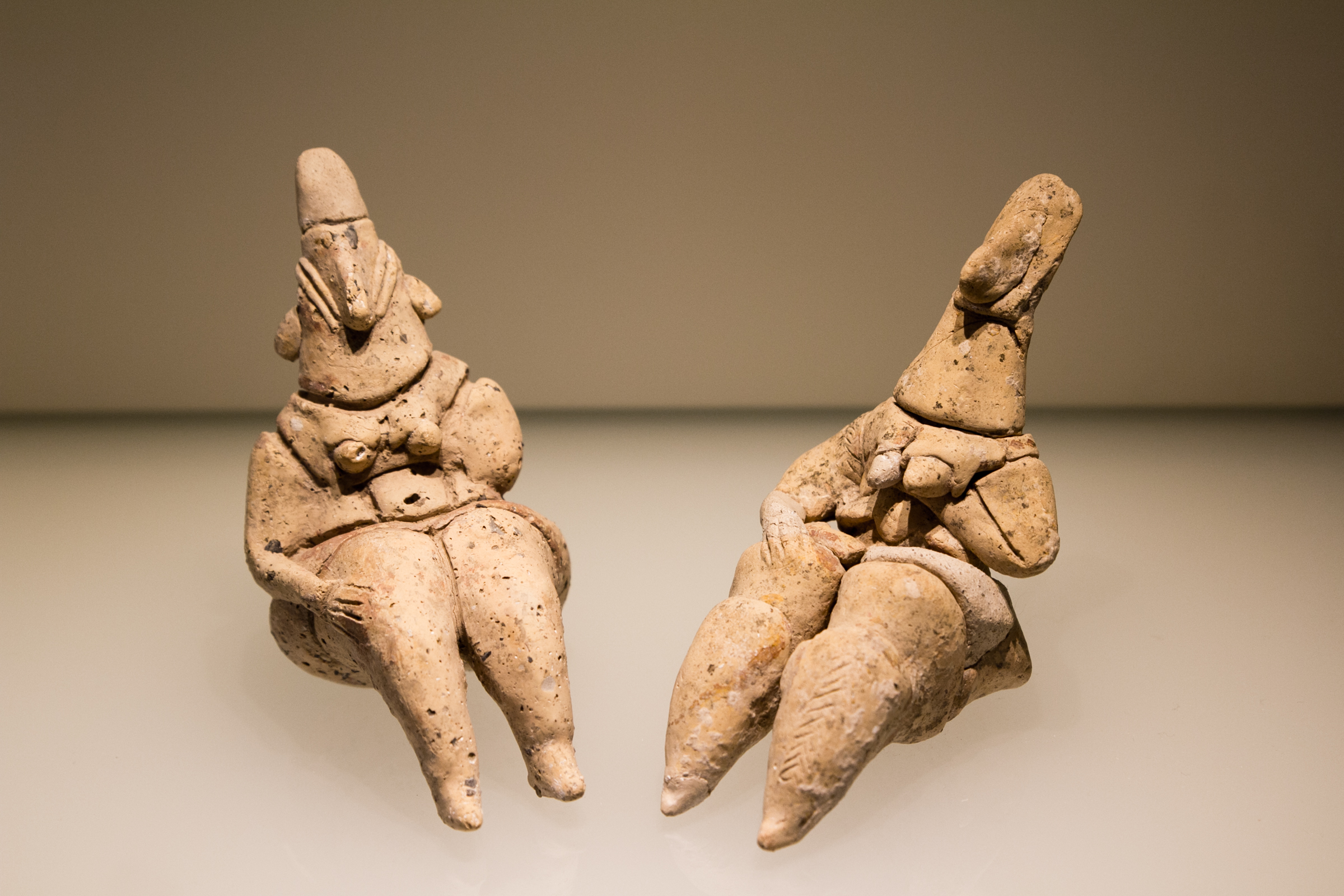
Statuettes féminines provenant de Sha'ar Hagolan. Musée d'Israël.

La question de la cohésion des sociétés néolithiques est également concernée par ce qui touche aux relations entre femmes et hommes.
Par le passé, il a été proposé deux visions opposées des rapports entre les deux durant les temps néolithiques : une vision optimiste les voit comme une époque de coexistence harmonieuse, durant laquelle la femme est valorisée pour ses rôles maternels et nourriciers ; une vision pessimiste les perçoit comme une période durant laquelle la situation de la femme se dégrade à cause de l'apparition de la sédentarité et de l'économie agricole qui créent un plus fort compartimentage entre sphère publique et sphère privée, reléguant les femmes dans le cadre domestique et aux tâches plus harassantes, et créant de fortes inégalités sociales entre hommes et femmes. Néanmoins les études tendent à empêcher la généralisation des modèles évolutifs, car elles montrent des situations contrastées selon les lieux. Comme d'habitude, les études sont plus avancées au Levant sud et nord qu'ailleurs.
Concernant la division du travail, les études ethnologiques sur les sociétés agricoles tendent à montrer que les femmes ont en charge la plupart des travaux des champs, qu'il s'agisse des semailles, des récoltes, ou des travaux de nettoyage. Il a de ce fait pu être proposé que les femmes soient à l'origine de la domestication des plantes. Les hommes peuvent venir en appui des femmes pour ces travaux, mais ils se consacreraient plutôt aux travaux nécessitant plus de force et à la chasse, quoi qu'on sache qu'il n'est pas inhabituel que des femmes (et aussi des enfants) participent à la chasse, notamment si elle est faite collectivement. Les femmes ont aussi la charge des activités de transformation des produits agricoles. Cela est confirmé selon une étude menée sur les restes humains de tell Abu Hureyra conduite par T. Molleson, qui montre que les femmes ont tendance à présenter plus que les hommes les marqueurs physiques des activités de broyage en position accroupie (plus de stress au niveau des genoux, poignets, doigts de pieds et bas du dos). D'autres études conduites sur des sites du Levant sud pour des périodes plus tardives n'indiquent cependant pas de différences marquées entre hommes et femmes au niveau des indicateurs d'activités. J. Peterson y voit le reflet de variations locales dans la différenciation entre les sexes.
Il a également été tenté de déceler des évolutions dans la différenciation spatiale entre femmes et hommes. Pour K. Wright se produit à la fin du PPNB un processus de concentration des instruments de cuisine (fours/foyers et outils de broyage et cuisson) à l'intérieur de l'espace domestique, alors que durant les périodes précédentes ils sont situés à l'extérieur devant les portes. Cela traduirait selon elle un phénomène de privatisation des activités domestiques. De plus elle suppose une intensification de ces tâches qui s'observe par l'augmentation de la présence de ces outils. Étant donné que ces activités concerneraient plutôt les femmes, cette évolution se ferait à leur détriment. Cependant il n'y a rien qui indique que les femmes s'occuperaient exclusivement des activités domestiques dans les sociétés néolithiques du Proche-Orient.
Concernant la santé, les études trans-périodes menées au Levant sud déjà évoquées,, indiquent que les Natoufiennes vivaient plus longtemps que leurs descendantes du Néolithique ; peut-être est-ce la conséquence de l'augmentation de fécondité qui est supposée (par comparaison ethnographique) avoir été entraînée par la sédentarisation et les débuts de l'agriculture. Pour les hommes l'évolution est inverse, ce qui est expliqué par le fait que les activités des agriculteurs sédentaires sont moins dangereuses que celles des chasseurs mobiles. En revanche concernant les traumatismes aucune différence n'apparaît.
Pour le reste, l'analyse des activités rituelles et des pratiques funéraires ne semble pas impliquer de différence de traitement entre les hommes et les femmes, ou du moins elles ne sont pas visibles dans la documentation disponible. En revanche dans l'univers religieux, à l'encontre des interprétations classiques sur la « grande déesse », les études récentes tendent plutôt à souligner la mise en avant de la masculinité et de la virilité, notamment en Anatolie (un « phallocentrisme » selon I. Hodder et L. Meskell). Les figurines de femmes aux formes voluptueuses, plutôt que de témoigner du culte de la déesse nourricière, peuvent être interprétées comme le reflet d'un regard masculin sur le corps féminin et la sexualité.
Selon J. Peterson en fin de compte il n'y a pas d'indication claire de l'existence de hiérarchies entre femmes et hommes dans les sociétés néolithiques du Levant sud. Au lieu de chercher des évolutions généralisables à l'échelle de toutes les sociétés en cours de néolithisation, il vaut mieux mettre en évidence l'existence de particularismes locaux sur les différents sites et périodes étudiés,.

### Des sociétés pacifiques?
La violence et les conflits armés sont des mécanismes majeurs d'évolution des sociétés humaines, et on sait par l'exemple du Néolithique européen qu'ils ont pu être présents à ces époques. Mais pour le Proche-Orient, les indices sont plutôt maigres et peuvent donner lieu à des interprétations contrastées, ce qui fait que la question a peu attiré l'attention et que la période est généralement vue comme pacifique.
Est-ce que cela revient à dire qu'il faut considérer que les sociétés néolithiques du Proche-Orient sont peu marquées par le fait guerrier ? Non, selon O. Bar-Yosef et S. LeBlanc qui sont d'avis que l'on sous-estime le rôle de la violence en tant que facteur d'évolution des sociétés du Proche-Orient ancien. Il s'appuient pour cela sur le fait que les sites sont souvent situés à des endroits qui peuvent être choisis pour leur intérêt défensif, qu'il y a une tendance à l'augmentation des densités qui impliquerait une recherche de sécurité, et que les murs défensifs sont attestés dans plusieurs cas (Magzalia, Hacilar). De plus les armes sont courantes : pointes de flèches sont un artefact très courant, parfois trouvés en grande quantité (une cache de 100 pointes à Beidha), de même que les balles de fronde (au moins 1 000 à Umm Dabaghiyah), ce qui semble exclure une utilisation pour la chasse. Les abandons de sites surviennent régulièrement, ce qui serait en partie imputable à des violences. Enfin les squelettes présentent dans plusieurs cas des traces de traumatismes qui peuvent être relié à des violences, et si la documentation manque sur ce point ce serait plutôt parce que les analyses n'ont jamais vraiment porté sur le sujet,.
Ce serait alors l'interprétation des données par les archéologues qui aurait « pacifié » le Néolithique proche-oriental, tant il est vrai que ces indices peuvent donner lieu à des conclusions opposées. Ainsi l'idée courante qui veut que l'organisation de plusieurs sites anatoliens (Aşıklı Höyük, Çatal Höyük, Hacilar) ait un caractère défensif a pu être contestée. Les fortifications peuvent en effet avoir une autre fonction que ou en plus de défensive : protection contre les inondations (c'est d'ailleurs ce que propose O. Bar-Yosef pour la muraille de Jéricho au PPNA), contrôle du passage, barrière symbolique,.
Plus largement, l'interprétation des données sur la violence repose sur des considérations plus complexes. Ainsi certains estiment que la conduite du processus de domestication et la diffusion du mode de vie néolithique ne peuvent avoir eu lieu que dans un contexte de partage des savoirs globalement pacifique, et non pas dans des sociétés pratiquant à une échelle importante les vendettas et les conflits entre groupes. Cependant il se pourrait que l'expansion des communautés néolithiques en Asie mineure au détriment des groupes de chasseurs-cueilleurs se soit faite dans un contexte plus conflictuel. De plus la violence dans un contexte préhistorique est souvent expliquée par un principe malthusien : elle serait la conséquence d'une forme de surpopulation et de luttes pour l'appropriation de ressources. Or ces conditions ne sont pas démontrées pour le Proche-Orient. En fin de compte, la question renvoie à l'étude du comportement humain, sous un angle éthologique, donc savoir s'il est par essence plutôt enclin à la paix ou à la guerre.

### La diffusion du mode de vie néolithique
Le Néolithique proche-oriental, à partir de ses différents foyers (en l'état actuel des connaissances, surtout le Levant nord et sud et l'Anatolie du sud-est), se diffuse rapidement vers les régions voisines, et au PPNB le mode de vie néolithique est adopté de l'Anatolie jusqu'au Zagros central. Puis le phénomène se répand de proche en proche dans plusieurs directions : à l'est à travers le plateau Iranien puis par là en direction de l'Asie Centrale et du sous-continent indien, au nord vers le Caucase, à l'ouest en Anatolie occidentale puis en Europe, au sud en direction de l'Arabie et de l’Égypte. Cette diffusion est traçable parce que l'on y retrouve la plupart des éléments du package néolithique proche-oriental, en premier lieu la culture du blé et de l'orge, et l'élevage des caprinés et bovins dont on trouve les variétés à l'état sauvage et les traces de domestication uniquement dans les foyers du Proche-Orient.
Les interprétations sur l'analyse des modalités et des raisons de ce phénomène de diffusion sont diverses. On oppose classiquement ce qu'on appelle la diffusion « démique » ou approche « migrationniste », qui considère que la néolithisation s'est diffusée principalement par le biais de migrations d'agriculteurs depuis une zone néolithisée vers une zone qui ne l'était pas (cela peut prendre la forme d'une colonisation et/ou d'une conquête) à la diffusion « culturelle », par contact, par échanges et emprunts et pas ou peu de migrations. Mais la situation a dû varier selon les cas, et il est tenu pour difficile de défendre un modèle explicatif généralisable à toutes les régions, voire à toutes les localités d'une même région.
Les premières études génétiques d'envergure conduites sur les populations du Proche-Orient au milieu des années 2010 tendent à lier l'expansion du mode de vie néolithique vers l'extérieur à des mouvements migratoires. Si on distingue des populations génétiquement différenciées à l'Épipaléolithique et au Néolithique au Levant sud, en Anatolie centrale et dans le Zagros, issues de groupes de chasseurs-cueilleurs autochtones à ces régions, elles se seraient chacune répandues dans plusieurs directions : elles se mélangent entre elles au point qu'au Chalcolithique et à l'âge du bronze plusieurs individus ont des origines traçables dans deux de ces régions ; et elles se diffusent chacune vers les régions extérieures au Proche-Orient les plus proches, ceux du Levant sud vers l'Afrique orientale, ceux d'Anatolie centrale vers l'Europe, ceux du Zagros vers l'Asie centrale, puis l'Asie du sud.
La situation de Chypre est atypique, puisque l'île n'est apparemment par peuplée avant l'Épipaléolithique final, mais connaît au PPNA des visites régulières par des populations venues du continent, dont une partie s'installe sur l'île et y pratique un mode de vie de chasseurs-cueilleurs. Les conditions dans lesquelles les rivages de l'île étaient atteignables depuis le continent sont encore assez obscures, notamment parce que les plus anciens sites connus sont surtout dans la partie méridionale de l'île, qui est pourtant la moins accessible au regard des conditions de navigation. Sans doute faut-il envisager des progrès dans ce domaine au cours de la période. En tout cas les trouvailles sur les sites du PPNB (Shillourokambos surtout, aussi Myloutkhia, Akanthou) indiquent que l'île connaît vers 8500 av. J.-C. une vague de colonisation depuis le Levant nord qui y apporte le « package » néolithique, alors encore non finalisé, puisqu'on y retrouve la même industrie lithique et un art similaire, peut-être aussi la pratique de l'enlèvement rituel des crânes de certains défunts, une architecture encore à dominante circulaire, et surtout les plantes et animaux domestiqués « fondateurs », encore morphologiquement sauvages, et aussi des chats ; plus surprenante est l'introduction du daim, ce qui a laissé penser que certains des autres animaux sont emmenés sur l'île alors qu'ils ne sont pas totalement domestiqués, mais juste contrôlés, et que des épisodes de domestication s'y produisent peut-être, avant un apport ultérieur d'espèces domestiquées ; cela est débattu.
Quant aux causes de ces expansions, si on postule une diffusion qui se fasse surtout par migrations, alors ont plutôt été évoqués des phénomènes climatiques, et surtout de pression démographique mettant en mouvement des groupes néolithisés, tenus pour plus dynamiques démographiquement et potentiellement en surpopulation par endroits, vers des régions limitrophes non néolithisées où il y avait de la place. J. Cauvin y voit un élan culturel, une forme de messianisme des diffuseurs ; il souligne aussi le prestige et l'attractivité dont jouiraient ceux-ci aux yeux des populations de chasseurs-cueilleurs qui les voient arriver avec des animaux et plantes domestiqués, de la céramique et autres technologies plus « avancées » du mode de vie néolithique agricole, quand bien même celui-ci n'aurait pas une supériorité manifeste par rapport à la collecte quant à sa capacité à faire subsister un groupe humain.

### Généralités

#### Préhistoire, Néolithique
- (en) Colin Renfrew (dir.), The Cambridge World Prehistory, Cambridge, Cambridge University Press, 2014
- (en) Susan Foster McCarter, Neolithic, New York, Routledge, 2007
- Jean-Paul Demoule (dir.), La révolution néolithique dans le monde, Paris, CNRS éditions, 2009
- Jean Guilaine, Caïn, Abel, Ötzi : L’héritage néolithique, Paris, Gallimard, coll. « NRF - Bibliothèque des Histoires », 2011

#### Proche-Orient ancien
- (en) Roger Matthews, The Archaeology of Mesopotamia : Theories and Approaches : (Approaching the Ancient World), Routledge, mars 2003, 268 p. (ISBN 978-0-415-25317-8, lire en ligne)
- Jean-Louis Huot, Une archéologie des peuples du Proche-Orient : tome I, des peuples villageois aux cités-États (Xe-IIIe millénaire av. J.-C.), Paris, Errance, 2004
- (en) Daniel T. Potts (dir.), A Companion to the Archaeology of the Ancient Near East, Malden et Oxford, Blackwell Publishers, coll. « Blackwell companions to the ancient world », 2012
- (en) Ann E. Killebrew et Margreet Steiner (dir.), The Oxford Handbook of the Archaeology of the Levant : c. 8000-332 BCE, Oxford, Oxford University Press, 2013
- Martin Sauvage (dir.), Atlas historique du Proche-Orient ancien, Paris, Les Belles Lettres, 2020

#### Néolithique du Proche-Orient: articles introductifs
- (en) Alan H. Simmons, « Early agriculture in Southwest Asia », dans Graeme Barker et Candice Goucher (dir.), The Cambridge World History : Volume II: A World With Agriculture, Cambridge, Cambridge University Press, 2015, p. 210-242
- Anna Belfer-Cohen et A. Nigel Goring-Morris, « La néolithisation du Proche-Orient », dans Jean-Paul Demoule, Dominique Garcia et Alain Schnapp (dir.), Une histoire des civilisations : Comment l’archéologie bouleverse nos connaissances, Paris, La Découverte, 2018, p. 188-194
- (en) Trevor Watkins, « From Mobile Foragers to Complex Societies in Southwest Asia », dans Chris Scarre (dir.), The Human Past: World Prehistory and the Development of Human Societies, Londres, Thames & Hudson, 2018, 4e éd., p. 198-229
- (en) Peter M. M. G. Akkermans, « Prehistoric Western Asia », dans Karen Radner, Nadine Moeller et Daniel T. Potts (dir.), The Oxford History of the Ancient Near East, Volume 1: From the Beginnings to Old Kingdom Egypt and the Dynasty of Akkad, New York, Oxford University Press, 2020, p. 27-94

#### Néolithique du Proche-Orient: ouvrages de synthèse
- Olivier Aurenche et Stefan K. Kozlowski, La naissance du Néolithique au Proche-Orient, Paris, CNRS Editions, coll. « Biblis », octobre 2015, 343 p. (ISBN 978-2-271-08601-3)
- Jacques Cauvin, Naissance des divinités, naissance de l'agriculture : La Révolution des symboles au Néolithique, Flammarion, coll. « Champs », novembre 1997, 310 p. (ISBN 978-2-08-081406-7)
- (en) Alan H. Simmons, The Neolithic Revolution in the Near East : Transforming the Human Landscape, Tucson, University of Arizona Press, 2007

### Études par régions

#### Levant-Syrie
- (en) Peter M. M. G. Akkermans et Glenn M. Schwartz, The Archaeology of Syria : From Complex Hunter-Gatherers to Early Urban Societies (c.16,000-300 BC), Cambridge, Cambridge University Press, 2003
- (en) A. Nigel Goring-Morris et Anna Belfer-Cohen, « Neolithization Processes in the Levant: The Outer Envelope », Current Anthropology, vol. 52, no S4 « The Origins of Agriculture: New Data, New Ideas »,‎ octobre 2011, p. 195-208 (lire en ligne)
- (en) A. Nigel Goring-Morris et Anna Belfer-Cohen, « Becoming Farmers: The Inside Story », Current Anthropology, vol. 52, no S4 « The Origins of Agriculture: New Data, New Ideas »,‎ octobre 2011, p. 209-220 (lire en ligne)
- (en) Alan H. Simmons, « The Levant », dans Daniel T. Potts (dir.), A Companion to the Archaeology of the Ancient Near East, Malden et Oxford, Blackwell Publishers, coll. « Blackwell companions to the ancient world », 2012, p. 127-143
- (en) E. B. Banning, « The Southern Levant », dans Daniel T. Potts (dir.), A Companion to the Archaeology of the Ancient Near East, Malden et Oxford, Blackwell Publishers, coll. « Blackwell companions to the ancient world », 2012, p. 396-414
- (en) Karin Bartl, « The Northern Levant », dans Daniel T. Potts (dir.), A Companion to the Archaeology of the Ancient Near East, Malden et Oxford, Blackwell Publishers, coll. « Blackwell companions to the ancient world », 2012, p. 376-395
- (en) Peter Akkermans, « The Northern Levant During the Neolithic Period: Damascus and Beyond », dans Ann E. Killebrew et Margreet Steiner (dir.), The Oxford Handbook of the Archaeology of the Levant: c. 8000-332 BCE, Oxford, Oxford University Press, 2013, p. 134-146
- (en) Ofer Bar-Yosef, « The Origins of Sedentism and Agriculture in Western Asia », dans Colin Renfrew (dir.), The Cambridge World Prehistory, Cambridge, Cambridge University Press, 2014, p. 1408-1438
- (en) Natalie D. Munro et Leore Grosman, « The Forager–Farmer Transition in the Southern Levant (ca. 20000–8500 cal. BP) », dans Assaf Yasur-Landau, Eric H. Cline et Yorke Rowan (dir.), The Social Archaeology of the Levant: From Prehistory to the Present, Cambridge, Cambridge University Press, 2018, p. 47-66

#### Chypre
- (en) Joanne Clarke, « Cyprus During the Neolithic Period », dans Ann E. Killebrew et Margreet Steiner (dir.), The Oxford Handbook of the Archaeology of the Levant: c. 8000-332 BCE, Oxford, Oxford University Press, 2013, p. 183-199

#### Anatolie
- (en) Klaus Schmidt, « Anatolia », dans Daniel T. Potts (dir.), A Companion to the Archaeology of the Ancient Near East, Malden et Oxford, Blackwell Publishers, coll. « Blackwell companions to the ancient world », 2012, p. 144-160
- (en) Douglas Baird, « The Late Epipaleolithic, Neolithic, and Chalcolithic of the Anatolian Plateau, 13,000 – 4000 BC », dans Daniel T. Potts (dir.), A Companion to the Archaeology of the Ancient Near East, Malden et Oxford, Blackwell Publishers, coll. « Blackwell companions to the ancient world », 2012, p. 431-465
- (en) Mehmet Özdoğan, « Anatolia: From the Pre-Pottery Neolithic to the End of the Early Bronze Age (10,500–2000 BCE) », dans Colin Renfrew (dir.), The Cambridge World Prehistory, Cambridge, Cambridge University Press, 2014, p. 1508-1544

#### Mésopotamie
- Olivier Aurenche et Stefan K. Kozlowski, « Continuités, convergences, influences et innovations dans la Préhistoire récente de la Mésopotamie », dans Jean Guilaine (dir.), Premiers paysans du monde. Naissance des agricultures, Paris, Errance, 2000, p. 83-95
- (en) Joan Oates, « Prehistory and the Rise of Cities in Mesopotamia and Iran », dans Colin Renfrew (dir.), The Cambridge World Prehistory, Cambridge, Cambridge University Press, 2014, p. 1474-1497
- (en) Stuart Campbell, « Northern Mesopotamia », dans Daniel T. Potts (dir.), A Companion to the Archaeology of the Ancient Near East, Malden et Oxford, Blackwell Publishers, coll. « Blackwell companions to the ancient world », 2012, p. 415-430

#### Iran
- (en) Lloyd R. Weeks, « The Development and Expansion of a Neolithic Way of Life », dans Daniel T. Potts (dir.), The Oxford Handbook of Ancient Iran, Oxford, Oxford University Press, 2013, p. 49-75
- (en) Barbara Helwing, « East of Eden? A review of Turkey's Eastern neighbors in the Neolithic », dans Mehmet Ozdogan, Nezih Basgelen et Peter Kuniholm (dir.), The Neolithic in Turkey: 10500-5200 BC: Environment, Settlement, Flora, Fauna, Dating, Symbols of Belief, with Views from North, South, East and West, Istanbul, Arkeoloji Sanat, 2014, p. 321-377

### Autres études
- Alain Testart, Avant l'histoire : L'évolution des sociétés, de Lascaux à Carnac, Gallimard, coll. « NRF », 2010
- (en) Jane Peterson, « Domesticating gender: Neolithic patterns from the southern Levant », Journal of Anthropological Archaeology, vol. 29,‎ 2010, p. 249-264
- (en) Olivier Aurenche, Janusz K. Kozlowski et Stefan K. Kozlowski, « To be or not to be… Neolithic: “Failed attempts” at Neolithization in Central and Eastern Europe and in the Near East, and their final success (35,000-7000 BP) », Paléorient, vol. 39, no 2,‎ 2013, p. 5-45 (lire en ligne)
- Jean-Paul Demoule, Naissance de la figure : L'art du paléolithique à l'âge du Fer, Paris, Gallimard, coll. « Folio Histoire », 2017

#### Sites archéologiques
- Mallaha
- Hayonim
- Byblos
- Jéricho/Tell es-Sultan
- Abu Hureyra
- Mureybet
- Shanidar
- Zawi Chemi
- Hallan Çemi
- Çatal Höyük
- Göbekli Tepe
- Nevalı Çori
- Çayönü
- Jarmo
- Umm Dabaghiyah
- Ganj Dareh
- Deh Luran
- Ali Kosh (en)
- Tell Qaramel
- Jerf el Ahmar
- Sayburç (tr)